# Ronnie O’Sullivan
Ronnie O’Sullivan, właśc. Ronald Antonio O’Sullivan (ur. 5 grudnia 1975 w Wordsley) – angielski snookerzysta, siedmiokrotny mistrz świata. Oficer Orderu Imperium Brytyjskiego (OBE).
Zdobywca 17 breaków maksymalnych, w tym najszybszego breaka maksymalnego w trakcie turnieju snookerowego, od Masters 2015 rekordzista pod względem zdobytych setek w profesjonalnych turniejach, w sierpniu 2025 miał ich 1300. Jeden z dwóch zdobywców trzech breaków maksymalnych (drugim był Stephen Hendry) w mistrzostwach świata w snookerze.
Od momentu rozpoczęcia kariery w 1992 roku siedmiokrotny lider światowej listy rankingowej na koniec sezonu. Uczestnik wszystkich mistrzostw świata od roku 1993. Zwycięzca 40 turniejów rankingowych, jest pod tym względem rekordzistą. Zwycięzca największej w historii liczby turniejów „Potrójnej Korony” (23), w tym rekordowych ośmiu turniejów UK Championship i rekordowych ośmiu turniejów Masters, dziesięciokrotny triumfator Premier League.

## Życiorys

### Dzieciństwo, początek kariery
Ojciec Ronniego O’Sullivana (Ronnie senior) został skazany na 18 lat pozbawienia wolności za zabójstwo czarnoskórego ochroniarza (więzienie opuścił w listopadzie 2010 roku). Po tym zdarzeniu nastoletni O’Sullivan popadł w depresję. Wówczas zaczęły się jego problemy z alkoholem i narkotykami. Jego ojciec jeszcze przed rozpoczęciem kary więzienia poprosił Raya Reardona, by ten poprowadził dalej dobrze zapowiadającą się karierę syna. O’Sullivan zerwał ze szkołą i całymi dniami przesiadywał w klubach snookerowych. W listopadzie 1993 w wieku 17 lat i 11 miesięcy wygrał UK Championship (do dziś jest najmłodszym zwycięzcą turnieju rankingowego). Rok później w więzieniu znalazła się jego matka Maria (za malwersacje finansowe). Wówczas O’Sullivan musiał się zająć swoją młodszą siostrą Danielle i doglądać rodzinnych biznesów. Z początku nie udało mu się temu podołać – popadł w coraz większe uzależnienia spowodowane nasilającą się depresją. Pomimo dużej odpowiedzialności i depresji nie przestał grać w snookera, rozstał się ze swoją dziewczyną Pippą, odwiedzał również ojca w więzieniu, który zachęcał go do kontynuowania gry. W 1995 roku, w wieku 19 lat i 69 dni został najmłodszym w historii triumfatorem turnieju Masters po pokonaniu w finale Johna Higginsa.

### Lata 1996–2000
W 1996 roku został skazany na dwa lata w zawieszeniu i karę pieniężną za napaść na osobę urzędową podczas mistrzostw świata w tymże roku. Również w 1996 na tym samym turnieju O’Sullivan zdecydował się zagrać lewą ręką podczas meczu z Alainem Robidoux (ostatecznie wygrał 10:3).
W 1997 zrobił najszybszego na świecie breaka maksymalnego. Jednak zaledwie rok później po wygraniu Irish Masters miał miejsce skandal z jego udziałem – testy na obecność narkotyków wykazały, iż w trakcie zawodów był pod wpływem marihuany. Stracił wówczas zdobyty tytuł.
W tym okresie Anglik trzykrotnie dochodził do półfinału mistrzostw świata, wygrał także UK Championship 1997 i dwukrotnie grał w finale turnieju Masters.

### Lata 2001–2004
W 2001 roku O’Sullivan zdobył najważniejsze snookerowe trofeum, czyli tytuł mistrza świata. Od tamtej pory zaliczany jest do ścisłej czołówki światowego snookera. Rok później podczas obrony tytułu doszło do scysji między O’Sullivanem i Hendrym. „The Rocket” oskarżał wówczas Szkota o bad sportmanship (złego ducha walki) w jego poprzednim meczu. Wówczas Ronnie powiedział, że jeżeli zostanie pokonany to powie Hendry’emu: Well done (i bardzo dobrze) oraz go back to your sad little life (wracaj do swojego małego smutnego życia). Obecnie Hendry uznaje ten incydent „za zamierzchłą przeszłość”. Tamtejszy półfinał pomiędzy zawodnikami zakończył się zwycięstwem Szkota.
W 2004 roku Ronnie O’Sullivan udowodnił, że w szczytowej formie może pokonać każdego zawodnika. Zwycięstwo 17:4 nad Stephenem Hendrym w półfinale mistrzostw świata pokazało przepaść między O’Sullivanem a resztą graczy (w finale O’Sullivan pokonał Graeme’a Dotta 18:8). W następnym sezonie 2004/2005 utrzymał pozycję numer jeden na liście światowego rankingu, wygrał także 4 turnieje – 3 rankingowe oraz Masters, ale nie udało mu się obronić tytułu mistrza świata.
Zobacz też
- Występ w MŚ w 2001 roku
- Występ w MŚ w 2004 roku

### Lata 2005–2007
Sezon 2005/2006 był natomiast pasmem porażek O’Sullivana. W GP w Preston zajął drugie miejsce, ale w finale gładko uległ Higginsowi, w UK Championship przegrał w pierwszym meczu z Markiem Kingiem. Podczas zawodów Masters dotarł do finału, gdzie w decydującej ostatniej (19.) partii pomylił się pod koniec frame’a i praktycznie wygrany mecz oddał ponownie Higginsowi. Następny turniej, w którym wziął udział (Welsh Open), również zakończył po pierwszym meczu, przegrywając 1:5 z Ianem McCullochem. W China Open również nie udało się mu przejść pierwszej rundy, tym razem oddając wszystkie (5) frame’ów w meczu z Jamesem Wattaną. To pasmo porażek strąciło go z pierwszego miejsca światowego rankingu, pomimo iż przez zbieg okoliczności (porażki Higginsa i Hendry’ego w pierwszej rundzie MŚ) miał szansę poprzez dojście do finału mistrzostw obronić tę pozycję. Przegrał jednak w bardzo niespodziewanych (oddanie wszystkich partii trzeciej sesji) okolicznościach i ostatecznie zakończył sezon na miejscu trzecim.
27 maja 2006 O’Sullivan wziął udział w przedsięwzięciu Soccer Aid, meczu charytatywnym na rzecz UNICEF-u. Mecz piłkarski (do którego zaproszono gwiazdy sportu i gwiazdy show-biznesu) przyniósł 3 miliony funtów.
W lipcu 2006 wziął udział w międzynarodowych zawodach w Poola (w Las Vegas). Doszedł do trzeciej rundy zawodów, ulegając w niej Quintenowi Hannowi, Coreyowi Deulowi oraz Francisco Bustamante, wygrał zaś tylko z Karlem Boyesem (system rozgrywek w Poola, ze względu na krótszy czas gry, jest nieco inny niż w snookerze, gracze dzieleni są w poszczególnych rundach na grupy, z których wychodzi określona liczba zawodników).
W turnieju Grand Prix w szkockim Aberdeen rozgrywanym w październiku 2006 roku odpadł w ćwierćfinale z Neilem Robertsonem.
W trakcie turnieju UK Championship rozgrywanym w Barbican Centre w Yorku O’Sullivan przy stanie 1:4 poddał mecz ze Stephenem Hendrym odbywający się na dystansie do dziewięciu wygranych partii. Po meczu Ronnie O’Sullivan przeprosił swoich fanów za swoje zachowanie: I wish I could have played a better game today, but I had a bad day in the office (chciałem zagrać dzisiaj lepszą partię, ale miałem kiepski dzień w pracy); powiedział również, że nie mógł się skupić na grze, ciągle uciekał myślami od stołu – co nie pozwalało mu kontynuować pojedynku. W późniejszych wypowiedziach O’Sullivan twierdził, iż jego postawa wynikła z traumy po śmierci Paula Huntera. W przeprosinach skierowanych do fanów zapowiedział, że wkrótce stanie na nogi i powróci do gry mocniejszy niż zawsze. Przyrzeczenie to zrealizował już w następnym bardzo prestiżowym turnieju Masters.
W trakcie turnieju Masters rozgrywanego w styczniu 2007 roku O’Sullivan dotarł do finału, gdzie zmierzył się z Ding Junhui 21 stycznia 2007 roku i zdobył tytuł, wygrywając 10:3. Pierwsza sesja meczu zakończyła się nieznaczną przewagą (5:3) O’Sullivana, ale w sesji drugiej (wieczornej) Anglik nie oddał Dingowi żadnej partii.
Kolejny rozgrywany turniej na Malcie O’Sullivan zakończył już w pierwszym swym meczu, przegrywając z Michaelem Holtem 3:5.
Turniej Welsh Open był dla niego bardziej udany, dotarł do ćwierćfinałów, lecz tam został pokonany przez Neila Robertsona 4:5 (po bardzo wyrównanym spotkaniu, Anglik prowadził w meczu 4:3, lecz przegrał dwa ostatnie frame’y).
W następnym turnieju – China Open Ronnie doszedł do półfinału. Przegrał w nim jednak wysoko (2:6) z Graeme Dottem. Po sezonie 2006/2007 O’Sullivan spadł na piąte miejsce na liście rankingowej.
Zobacz też
- Występ w MŚ w 2007 roku

### Sezon 2007/2008
Sezon 2007/2008 O’Sullivan rozpoczął od absencji w turnieju Shanghai Masters. Nieobecność była spowodowana kontuzją – urazem pleców. Zawodnik był również nieobecny w jednodniowym turnieju Pot Black, z którego wycofał się na krótko przed rozpoczęciem zawodów. Sezon rozpoczął dopiero w turnieju Grand Prix w Aberdeen. W pierwszym meczu w grupie B tego turnieju pokonał 4:0 Marka Joyce’a. W drugim 4:3 Toma Forda, w trzecim 4:0 Dominica Dale, w czwartym 4:2 Gerarda Greene, a w piątym Steve’a Davisa 4:1. O’Sullivan wygrał swoją grupę tracąc w pięciu meczach zaledwie 6 frame’ów. W 1/8 finału tych zawodów wygrał zaś z Irlandczykiem Michaelem Judge’em 5:2, a w ćwierćfinale pokonał Joego Swaila 5:3. W półfinale zawodów O’Sullivan zmierzył się z byłym Mistrzem świata – Shaunem Murphy. Mecz od początku źle układał się dla Ronniego, przed pierwszą przerwą przegrywał 1:3, zaś po kolejnych 3 frame’ach 2:5, ostatecznie jednak O’Sullivan wygrał mecz 6:5. W finale zawodów O’Sullivan doznał porażki z reprezentantem Hongkongu – Marco Fu. Anglik przegrał mecz finałowy 6:9 (po pierwszej sesji było 4:3).
W turnieju Northern Ireland Trophy rozgrywanym w listopadzie 2007 roku – O’Sullivan w drugiej rundzie zmierzył się z Tomem Fordem (O’Sullivan jako zawodnik rozstawiony nie grał w pierwszej rundzie tego turnieju). Mecz z Tomem Fordem miał niecodzienny przebieg – młodszy z Anglików prowadził po 4 frame’ach 1:3. Następna partię wygrał O’Sullivan, zaś kolejną Ford. Po sześciu frame’ach było 2:4. W siódmej partii „Rakieta” rozpoczął dobrze rokujący break – pomylił się on jednak na pozycjonowaniu i – nie mając pozycji do czarnej bili – zagrał ją impulsywnie. Zagrania tego nie można było nazwać Hit and hope ze względu na to, iż O’Sullivan wykonał zagranie zaraz po nieudanym pozycjonowaniu a czarna bila nie miała szansy na wpadnięcie do kieszeni. Tom Ford nie wykorzystał jednak zagrania Rakiety i również popełnił błąd w swoim breaku – po którym O’Sullivan już uspokojony powrócił do gry – wygrywając tego frame’a oraz następnego. W decydującej partii (przy stanie 4:4) „The Rocket” zbudował wysokiego breaka – i do wygrania meczu pozostały mu dwie bile. Spudłował on jednak zostawiając Tomowi Fordowi stosunkowo trudny układ do sczyszczenia (jedna czerwona bila była blisko bandy) – Anglik poradził sobie z kolejnymi bilami. Popełnił on jednak błąd na pozycjonowaniu do niebieskiej bili (na stole były wówczas trzy bile) – nie mając dobrej pozycji, Ford pomylił się – wystawiając niebieską bilę O’Sullivanowi. Ten wbił ją bez problemu i ostatecznie po wbiciu jeszcze różowej bili zwyciężył w meczu 5:4. W następnej rundzie O’Sullivan pokonał Alego Cartera 5:2 – zdobywając w 5 partii (przy stanie 3:1) breaka maksymalnego. Ustanowił także swoisty rekord – wygrywając każdego frame’a breakiem powyżej 100 punktów. W ćwierćfinale tego turnieju przegrał on jednak z o wiele niżej notowanym Irlandczykiem Fergalem O’Brienem 2:5.
W pierwszej rundzie turnieju UK Championship (rozgrywanym w grudniu 2007) „The Rocket” zmierzył się z Michaelem Holtem, po pierwszej sesji prowadził O’Sullivan 5:3, zaś cały mecz wygrał 9:6. W drugiej rundzie tegoż turnieju zmierzył się z Markiem Kingiem, po pierwszej sesji prowadził 7:1, zaś druga sesja trwała zaledwie dwa frame’y, który wygrał O’Sullivan (wynik ostateczny: 9:1). W ćwierćfinale O’Sullivan grał z Jamiem Cope’em – po pierwszej sesji prowadził 6:2, w drugiej sesji rozegrano tylko trzy frame’y – i mecz zakończył się wysokim zwycięstwem O’Sullivana 9:2. Wartym odnotowania jest fakt, iż w 10 partii tego spotkania The Rocket próbował osiągnąć maksymalnego breaka – pomylił się jednak nieznacznie przy dublu na ostatniej czerwonej bili. W meczu półfinałowym z Markiem Selby O’Sullivan przegrywał 3:5 (po pierwszej sesji). W drugiej sesji półfinału UK Championship Ronnie O’Sullivan doprowadził do stanu 8:7 (następną partię wygrał Selby i był remis 8:8). W decydującym 17. framie O’Sullivan wbił swojego ósmego breaka maksymalnego (147 punktów) i wygrał mecz 9:8. Po tym wyczynie O’Sullivan powiedział, iż to było przyjemne „dać tłumowi powód do radości” w końcówce. Zwrócił również uwagę, że czuł się jakby „oszukał” ponieważ zagrał 16 słabych frame’ów, o których nikt nie będzie mówił, ze względu na breaka maksymalnego – dodał, iż wolałby wygrać ten mecz stosunkiem 9:3 grając solidnie i nie popełniając niewymuszonych błędów. Odnosząc się do breaka maksymalnego, powiedział, że dopiero po 40 wbitych punktach postanowił go wbić. Zapowiedział również, iż chce wbić następne breaki maksymalne w turniejach Masters i w trakcie MŚ – po to by sezon zakończyć z czterema breakami maksymalnymi.
W finale UK Championship „The Rocket” zagrał ze Stephenem Maguire’em. Przed meczem z nim powiedział, iż pomimo tego że bukmacherzy obstawiają go jako faworyta, on za faworyta uznałby Maguire’a. Dodał również, że jeżeli zagra w finale tak jak w półfinale, to Maguire go pokona, ponieważ „on jest zwycięzcą”. Serwisy bukmacherskie płaciły przed meczem za zwycięstwo O’Sullivana zaledwie 1,35 funta, zaś za Maguire’a prawie 3. Po pierwszej sesji tego pojedynku O’Sullivan prowadził 8:0 i był bliski dokonania po raz drugi w historii snookera Whitewash w finale turnieju rankingowego. Ostatecznie jednak mecz wygrał 10:2, zdobywając swoje 19. zwycięstwo w turnieju rankingowym. Po meczu O’Sullivan powiedział między innymi: „Publiczność była dla mnie przez cały tydzień świetna i dali mi mnóstwo wsparcia. Myślę, że ja dałem tym ludziom wiele moim sposobem gry. Przyniosłem tutaj dreszczyk emocji i może to jest tak samo dobre jak siedem tytułów mistrza świata”. Była to aluzja do osiągnięć Stephena Hendry’ego, który zdobył właśnie tyle tych tytułów. Przy okazji zwycięstwa w finale UK Championship – O’Sullivan awansował na pierwsze miejsce prowizorycznego rankingu.
W turnieju Masters rozgrywanym w styczniu 2008 roku, O’Sullivan w pierwszej rundzie również zmierzył się z Maguire’em. Mecz przegrał 5:6. Spotkanie było bardzo zacięte – ostatni frame zakończył wynikiem 47:62.
O’Sullivan nie wystąpił w turnieju Malta Cup. Ronnie nigdy nie traktował tych zawodów poważnie, a ponadto od tego sezonu, przestały one być rankingowe.
Welsh Open, jak podkreślał zawodnik, był dla niego turniejem, w którym starał pokazać się od jak najlepszej strony. W pierwszych trzech meczach pokonał kolejno Judda Trumpa 5:3 (1R), Steve’a Davisa 5:3 (2R), oraz Allistera Cartera 5:4 (3R). Pojedynek ćwierćfinałowy był bardziej zacięty niż dwa poprzednie. Carter w decydującej partii spudłował przy próbie wbicia różowej do środkowej kieszeni. O’Sullivan wbił 55 punktów w breaku, doprowadzając do stanu 63-22, a następnie spudłował czarną bilę – ale był już w sytuacji, w której przeciwnik potrzebował dwóch snookerów. Carter, dobrze postawił pierwszego snookera, jednak przy próbie postawienia kolejnego, przypadkowo wbił czerwoną do narożnej kieszeni(po odbiciu od dwóch band). Jako że nie uzyskał pozycji na żadną kolorową bilę, poddał frame i całe spotkanie.
W półfinale Ronnie O’Sullivan pokonał (zachowując spory zapas frame’ów) Shauna Murphy’ego 6:3 i w finałowym pojedynku miał zmierzyć się z Markiem Selby. Pierwsza sesja decydującego spotkania była bardzo wyrównana i zakończyła się stanem 4:4. Drugą lepiej rozpoczął O’Sullivan doprowadzając do stanu 8:5. Wydawać by się mogło, że Ronnie w prosty sposób dołoży jeszcze jednego frame’a i zakończy spotkanie, jednak poprzez liczne błędy Rakiety, Selby doprowadził do remisu. Frame finałowy był bardzo zacięty. Lepszy w nim okazał się ostatecznie Selby, który wygrał finał i zdobył pierwszy w swoim życiu tytuł rankingowy.
Po Welsh Open Ronnie utrzymał pierwsze miejsce w rankingu prowizorycznym z przewagą 3200 punktów nad drugim Shaunem Murphym oraz 4925 – nad trzecim Stephenem Maguire’em.
W turnieju China Open O’Sullivan przegrał swój pierwszy mecz z Marco Fu 4:5. Anglik zmarnował szansę na wygranie meczu gdy nie trafił bili brązowej z jej nominalnego punktu.
28 kwietnia 2008 roku podczas mistrzostw świata Ronnie O’Sullivan wbił swojego dziewiątego breaka maksymalnego.
Zwieńczeniem sezonu 2007/2008 było sięgnięcie przez zawodnika po trzeci w karierze tytuł mistrza świata.
Zobacz też
- Występ w MŚ w 2008 roku

### Sezon 2008/2009
W pierwszej rundzie turnieju Northern Ireland Trophy O’Sullivan zmierzył się z nierozstawionym Kenem Dohertym. Mecz zakończył się rezultatem 5:4 na korzyść Anglika (O’Sullivan wygrał 3 ostatnie frame’y tego meczu). Po meczu Doherty powiedział: I played well, but I didn’t have a chance in the last three frames (Grałem nieźle, ale nie miałem szans w ostatnich trzech partiach). W drugiej rundzie tego turnieju Anglik zmierzył się z Joem Perrym, mecz zakończył się wynikiem 5:3 na korzyść O’Sullivana, po 4 partiach był remis 2:2, następnie O’Sullivan wygrał dwa frame’y, w siódmej partii zwyciężył Perry. W ćwierćfinale tego turnieju O’Sullivan wygrał z Barrym Hawkinsem 5:4 (w meczu tym prowadził już 4:1, jednak jego przeciwnik zdołał doprowadzić do ostatniego frame’a). W półfinale Anglik zmierzył się z wicemistrzem świata Allisterem Carterem. Mecz ten zakończył się w ostatniej 11 partii wynikiem 6:5 dla Ronniego O’Sullivana. Spotkanie było rozegrane w szybkim tempie, żaden z graczy nie uzyskał większej niż jedno frame’owej przewagi nad oponentem. W finale turnieju O’Sullivan pokonał 9:3 Dave’a Harolda (po pierwszej sesji było 6:1) i odniósł tym samym swoje 21 w karierze zwycięstwo w turnieju rankingowym. Po meczu powiedział: I wanted to blow away a few cobwebs at this tournament, but to win it is a nice bonus (chciałem zaprzeczyć kilku mitom w tym turnieju, ale wygrana to bardzo fajny bonus), Dave Harold powiedział o swoim rywalu: Ronnie’s a class player, he punishes you every time you make a mistake. (Ronnie to klasowy zawodnik, zawsze ukarze Cię, kiedy popełnisz błąd).
W pierwszej rundzie turnieju Shanghai Masters Ronnie O’Sullivan pokonał Stuarta Pettmana 5:2, w drugiej zaś rundzie wygrał z Joem Perrym 5:3. W ćwierćfinale tego turnieju Anglik okazał się lepszy od Walijczyka Mark J. Williamsa, wynik tego meczu: 5:3. Po tym spotkaniu The Rocket powiedział: I’m the oldest player in the tournament and there are many young and hungry players who can pot better than me. But my break-building’s there and if I get momentum I can be tough to beat. (Jestem najstarszym graczem w turnieju, tutaj jest wielu młodych i głodnych sukcesu graczy, którzy potrafią wbijać lepiej niż ja. Ale są też moje zbudowane breaki, jeżeli mi idzie to mogę być trudny do ogrania). Szkot Stephen Maguire był przeciwnikiem Anglika w półfinale. Mecz ten zakończył się dopiero w ostatniej 11 partii na korzyść Ronniego O’Sullivana (wysokim breakiem 145-punktowym). Po meczu powiedział: I didn’t play as well as I can but Stephen made it tough, so it was nice to win those last two frames and get over the line (Nie grałem tak dobrze jak potrafię, ale Stephen wysoko postawił poprzeczkę, więc to było niezłe, że udało mi się wygrać dwa ostatnie frame’y i cały mecz), dodał również: It was tough at times out there, I couldn’t seem to find any rhythm, but my 145 in the last frame was a good way to finish the match (Byłem myślami gdzie indziej, nie mogłem złapać żadnego rytmu, ale moje 145 punktów w ostatniej partii było niezłym zakończeniem tego meczu). W finale turnieju przegrał z nierozstawionym Rickym Waldenem 8:10, pomimo iż po pierwszej sesji prowadził 5:4. Po meczu powiedział między innymi: I never put him under any pressure so I deserved to lose (Nigdy nie wymusiłem na nim presji, więc zasłużyłem na porażkę).
14 października 2008 wygrał mecz 5:2 z Liangiem Wenbo, w pierwszej rundzie rankingowego turnieju Grand Prix 2008. W drugiej rundzie turnieju (po rozlosowaniu par) Anglik pokonał Marco Fu 5:1. Po tym spotkaniu powiedział: I’m happier with that performance but surprised I won. (Jestem szczęśliwszy po takim występie i jednocześnie zaskoczony zwycięstwem). W ćwierćfinale turnieju Anglik spotkał się z 19-letnim wówczas Juddem Trumpem – młodszy zawodnik zaskoczył O’Sullivana ofensywnym stylem gry i w rezultacie mecz ten zakończył się wynikiem 4:5 na korzyść Trumpa.
O’Sullivan wycofał się z następnego w kalendarzu turnieju rankingowego – Bahrain Championship – z powodów zdrowotnych. Anglik miał się w nim zmierzyć (w pierwszej rundzie) ze Steve’em Davisem.
7 grudnia 2008 roku po raz ósmy w karierze triumfował w Premier League, pokonując w finale Marka Selby’ego 7:2.
13 grudnia 2008 pokonał 9:6 Anglika Rory’ego McLeoda w pierwszej rundzie UK Championship. Mecz ten charakteryzował się wieloma seriami wygranych partii z rzędu, bowiem O’Sullivan prowadził po 6 frame’ach 6:0, zaś po następnych 5 był wynik 6:5. W drugiej rundzie turnieju O’Sullivan zmierzył się z Joem Perrym. Mecz ten przegrał 5:9, pomimo iż po pierwszej sesji prowadził 5:3.
11 stycznia 2009 roku w pierwszym meczu turnieju Masters pokonał Joego Perry’ego 6:5, wykorzystując błędy rywala w końcówce meczu. W ćwierćfinale turnieju wygrał mecz 6:2 z Allisterem Carterem (do przerwy był remis 2:2, po powtórce piątej partii O’Sullivan uzyskiwał breaki wygrywające: 82, 128, 115 i 91 – zapewniając sobie tym samym awans do półfinału). Półfinał turnieju został rozegrany 17 stycznia 2009 roku, The Rocket zmierzył się w nim ze Stephenem Maguire’em. Mecz ten zakończył się wynikiem 6:1 dla O’Sullivana (jego przeciwnik wygrał tylko 3 partię tego spotkania). W finale (18 stycznia 2009) spotkał się z obrońcą tytułu Markiem Selbym. Po pierwszej sesji tego meczu był remis 4:4, zaś cały mecz zakończył się wynikiem 10:8 O’Sullivana. Po meczu powiedział: I’m still not fully comfortable with the cue, but I’m managing to have a heart, be determined and play with the attitude to win (Ciągle nie mam pełnego komfortu grając kijem, ale mam serce do gry, jestem zdeterminowany i gram po to by wygrywać).
18 lutego 2009 roku Ronnie O’Sullivan rozegrał mecz ze Steve’em Davisem, w pierwszej rundzie turnieju Welsh Open. Spotkanie to wygrał 5:2 (do przerwy był remis 2:2). Po meczu powiedział: I was a bit rusty because I haven’t played much since the Masters, I can rely on my ability and some steady play to win a couple of matches. (Byłem trochę zaniedbany, ponieważ nie grałem wiele od Masters, mogąc polegać na moich zdolnościach oraz pewnej stabilności jestem w stanie wygrać kilka meczów). W drugiej rundzie turnieju The Rocket przegrał z Marco Fu 3:5, prowadząc do przerwy 3:1.
1 kwietnia 2009 roku w pierwszej rundzie China Open wygrał 5:3 z Fergalem O’Brienem. Dzień później wygrał w drugiej rundzie z Xiao Guodongiem 5:3. Po meczu O’Sullivan powiedział: I made a lot of mistakes and he should have punished me more (Popełniłem mnóstwo błędów i mój przeciwnik powinien był mnie bardziej ukarać), wspomniał również o problemach ze snem wynikających ze zmiany strefy czasowej. W ćwierćfinale The Rocket musiał uznać wyższość Johna Higginsa, z którym przegrał 4:5 po zaciętym i pełnym obustronnych pomyłek meczu. Po spotkaniu powiedział: It was rubbish. We were both terrible. I didn’t feel like potting anything, let alone clearing up (To było nonsensowne. Obaj byliśmy okropni. Czułem, że nie mogę nic trafić, nie mówiąc o wyczyszczeniu stołu).
Pomimo odpadnięcia w drugiej rundzie mistrzostw świata O’Sullivan obronił tytuł lidera listy rankingowej.
Zobacz też
- Występ w MŚ w 2009 roku

### Sezon 2009/2010
W pierwszym rankingowym turnieju w sezonie: Shanghai Masters O’Sullivan zwyciężył w pierwszej rundzie (9 września 2009 roku), pokonując 5:0 Graeme Dotta. W drugiej rundzie turnieju pokonał Marco Fu 5:2. W ćwierćfinale spotkał się z Dingiem Junhui, do przerwy spotkania był wynik 3:1 dla O’Sullivana, po wznowieniu gry O’Sullivan wygrał kolejną partię i wysunął się na prowadzenie 4:1, następne dwa frame’y zostały wygrane przez Junhui, ale ostatecznie Ronnie O’Sullivan wygrał mecz 5:3. Po spotkaniu powiedział: I went into the match with the mentality that I had to raise my game and play better than I had in my first two matches (Przystąpiłem do tego meczu mając na uwadze to, że muszę poprawić moją grę i grać lepiej niż w dwóch pierwszych meczach), dodał również: Ding had been flowing and I knew I could lose. That helped keep my mind sharp. It was a strange game, Ding was first in the balls in every frame. He’ll be disappointed because he might feel he deserved to win. (Ding dopędzał mnie i wiedziałem, że mogę przegrać. To pomogło mi utrzymać bystrość umysłu. To była dziwna gra, Ding w każdej partii rozpoczynał wbijanie. On będzie rozczarowany, ponieważ może myśleć, że zasłużył na zwycięstwo). W półfinale Ronnie O’Sullivan zmierzył się z Mistrzem świata z roku 2009 – Johnem Higginsen. Mecz zakończył się po 7 partiach wynikiem 6:1 (4:0 do przerwy) dla O’Sullivana. Po meczu obaj zawodnicy wypowiadali się o finale turnieju, do którego awansował też Liang Wenbo, Higgins stwierdził, że O’Sullivan zagra lepszy mecz niż w półfinale. W finale O’Sullivan pokonał reprezentanta gospodarzy Lianga Wenbo 10:5. W tym meczu Anglik objął prowadzenie 3:0 i kontrolował przebieg wydarzeń. Lianng Wenbo zdołał doprowadzić do stanu 5:7, ale ostatnie trzy frame’y wygrał O’Sullivana, który zapewnił sobie 22. tytuł turnieju rankingowego w karierze. Po meczu powiedział m.in.: It’s very satisfying to get a victory, especially here in China where snooker is so popular (To jest bardzo satysfakcjonujące wygrać, szczególnie tutaj w Chinach, gdzie snooker jest taki popularny), zauważył również, że mógł grać ekstrawagancki snooker jedynie w dwóch, trzech partiach, pozostałe zdaniem O’Sullivana były trudne.
W drugim w sezonie turnieju rankingowym Grand Prix 2009 O’Sullivan wygrał w pierwszej rundzie z Jamiem Burnettem 5:3. W drugiej rundzie spotkał się z obrońcą tytułu sprzed roku – Johnem Higginsem, mecz ten przegrał 4:5, pomimo iż prowadził 4:3.
29 listopada 2009 roku przegrał w finale Premier League 3:7 z Shaunem Murphym.
W rozgrywanym od 5 grudnia 2009 roku rankingowym turnieju UK Championship zmierzył się w pierwszej rundzie z Matthew Stevensem. Mecz był rozgrywany 7 grudnia, po pierwszej sesji pojedynku w meczu do 9 wygranych partii prowadził 5:3. W sesji wieczornej tego spotkania frame’y wygrywał już tylko O’Sullivan, który ostatecznie zwyciężył w meczu 9:3. W następnym meczu (rozgrywanym 8 grudnia) Ronnie O’Sullivan zmierzył się z Peterem Ebdonem. Wygrał pierwsze cztery partie, zdobytą przewagę udało mu się zachować do końca sesji (6:2), po wznowieniu gry zostały rozegrane tylko cztery partie – O’Sullivan zwyciężył ostatecznie w meczu 9:3. W ćwierćfinale turnieju kolejnym rywalem był Mark Selby, spotkanie to (rozegrane 10 grudnia) miało podobny przebieg do poprzedniego meczu: pierwsza sesja zakończyła się wynikiem 6:2 dla O’Sullivana, po wznowieniu gry zostały rozegrane tylko cztery partie, mecz zakończył się wynikiem 9:3. W półfinale – 12 grudnia – O’Sullivan przegrał mecz z Johnem Higginsem 8:9. Higgins po pierwszej sesji prowadził 2:6, po wznowieniu powiększył przewagę do 2:8, jednak wtedy nastąpił zwrot w meczu – O’Sullivan wygrał sześć kolejnych partii i doprowadził do remisu 8:8. Ostatni frame został jednak wygrany przez Higginsa. Po tym turnieju O’Sullivan zwiększył stratę do Higginsa na prowizorycznym rankingu na sezon 2010/2011 do 7705 punktów, jednocześnie umocnił się na drugiej pozycji względem Neila Robertsona, którego wyprzedał o 4810 punktów.
W grudniu 2009 O’Sullivan, w związku z wyborem Barry’ego Hearna na stanowisko szefa WPBSA (World Professional Billiards and Snooker Association), zapowiedział definitywne kontynuowanie kariery. Przed turniejem Masters zawodnik zapowiedział, że jeżeli będzie grał kolejne 10 lub 12 lat to będzie w stanie zdobyć co najmniej 6 tytułów Masters, 6 tytułów UK Championship i 6 tytułów mistrza świata.
12 stycznia 2010 roku w pierwszej rundzie turnieju Masters zawodnik spotkał się z Neilem Robertsonem. Do przerwy przegrywał 1:3, jednak zdołał doprowadzić do remisu 3:3, po którym obaj zawodnicy wygrali po jednej partii. W ostatnich dwóch frame’ach zwyciężył O’Sullivan, wygrywając tym samym mecz 6:4. W drugim meczu tego turnieju rozegrał spotkanie z Peterem Ebdonem. Mecz od początku kontrolował O’Sullivan, który po 4 partiach prowadził 4:0, Ebdonowi udało się wygrać trzy partie (wynik meczu 6:3). W półfinale turnieju O’Sullivan spotkał się z Markiem Williamsem. Williams wygrał dwa pierwsze frame’y, jednak do przerwy był remis 2:2, po wznowieniu gry żaden z zawodników nie uzyskał znaczącej przewagi – spotkanie rozstrzygnęło się na korzyść O’Sullivana w ostatniej, 11 partii (wynik meczu 6:5). W momencie, gdy O’Sullivan wbił brązową bilę, po której rywal potrzebował snookera pokazał gest triumfu w postaci zaciśniętej pięści (po spotkaniu za to zachowanie przeprosił swojego rywala). Po zakończeniu ostatniej partii i podaniu sobie rąk, obaj zawodnicy od razu opuścili Wembley Arenę, wymieniając ze sobą kilka zdań. Po meczu docenił on swojego rywala następującymi słowami: If he plays like that Mark is a danger at the World Championships (Jeżeli on będzie grał tak jak dzisiaj to będzie zagrożeniem podczas mistrzostw świata). W finale turnieju, rozgrywanym 17 stycznia 2010 O’Sullivan tak jak rok temu spotkał się z Markiem Selbym. Po pierwszej sesji prowadził 5:3, po wznowieniu gry w sesji wieczornej kontrolował spotkanie, uzyskując prowadzenie 9:6, później jednak do meczu powrócił Selby i wygrał cztery kolejne frame’y rozstrzygając spotkanie na swoją korzyść (wynik spotkania 9:10).
W rozgrywanym w ostatnim tygodniu stycznia turnieju Welsh Open 2010 spotkał się w pierwszej rundzie ze Stuartem Binghamem. O’Sullivan od początku kontrolował spotkanie, wysuwając się prowadzenie 3:0, przed przerwą jego rywal zdołał odpowiedzieć jedną partią. Po wznowieniu gry – frame’y wygrywał już tylko O’Sullivan, który ostatecznie zwyciężył w tym meczu 5:1. W drugiej rundzie wygrał z Jamiem Cope’em, potrzebując zaledwie 55 minut by ustanowić wynik 5:0, określany jako whitewash. W ćwierćfinale 29 stycznia zawodnik rozegrał mecz z Markiem Allenem. O’Sullivan doprowadził od stanu 1:2 do zwycięstwa 5:2, notując w 4 i 5 partii ataki na breaki maksymalne. W piątej partii wbił 122 punktów i pomylił się zielonej bili, pomimo dobrej do niej pozycji. W ostatniej siódmej partii po tym jak O’Sullivan zbudował wygrywającego breaka, jego rywal na końcu kija umieścił biały ręcznik, który symbolizował wywieszoną „białą flagę”. W półfinale O’Sullivan spotkał się z John Higgins. Był to czwarty mecz tych zawodników w sezonie 2009/2010 w turniejach rankingowych (w każdym turnieju rankingowym zawodnicy grali ze sobą). Do przerwy spotkania był remis 2:2, po przewie O’Sullivan doprowadził do wyniku 4:3, jednak kolejne frame’y wygrywał Higgins, ustanawiając wynik meczu na 4:6.
31 marca 2010 roku przegrał w pierwszej rundzie China Open z Tianem Pengfeiem 3:5.
Po sezonie 2009/2010 spadł na trzecie miejsce listy rankingowej na sezon 2010/2011.
Zobacz też
- Występ w MŚ w 2010 roku

### Sezon 2010/2011
Wziął udział w rozgrywanym od 27 do 30 czerwca turnieju Players Tour Championship (pierwszy turniej). Turniej ten zapoczątkował nową formułę zawodów, w której zawodowi snookerzyści toczą pojedynki z amatorami (w stosunku 96 profesjonalistów 32 amatorów). Ponownie wystąpił w czwartym turnieju tej serii (rozgrywanym od 14 do 16 sierpnia), dochodząc do finału, w którym przegrał 3:4 z Barry Pinchesem. We wcześniejszych meczach pokonał kolejno: Ryana Daya (4:0), Kena Doherty’ego (4:1), Marka Selby’ego (4:0), Judda Trumpa (4:0), Marco Fu (4:0) oraz Dominica Dale’a (4:1). Za zajęcie drugiego miejsca otrzymał 1600 punktów rankingowych.
Zawodnik z powodów osobistych nie bronił zdobytego w sezonie 2009/2010 tytułu Shanghai Masters.
20 września 2010 roku w 3 rundzie kwalifikacyjnej turnieju World Open 2010 wygrał 3:0 z Markiem Kingiem zdobywając w trzecim framie 10 w karierze breaka maksymalnego. Wydarzeniu temu towarzyszyły kontrowersje, ze względu na fakt iż zawodnik po wbiciu 8 pierwszy punktów polecił sędziemu – Janowi Verhaasowi sprawdzenia stawki za maksymalnego breaka, sędzia spotkania po zapytaniu kilku osób stwierdził, że nie jest pewien odpowiedzi. W trakcie rozgrywania breaka potwierdził O’Sullivanowi, iż przewidziano w tej fazie 4 tysiące funtów. Zawodnik po wbiciu 140 punktów podszedł do Kinga i podał mu dłoń zostawiając na stole czarną bilę, wbijając ją dopiero po zachęcie sędziego. W pierwszej rundzie tego turnieju wygrał 3:1 z Jimmym White’em, zaś w drugiej ze Stephenem Hendrym również 3:1. Takim samym wynikiem zakończył się mecz ćwierćfinałowy rozegrany ze Stephenem Maguire’em. W ostatnim dniu zawodów – 26 września – O’Sullivan rozegrał dwa mecze: półfinałowy z Peterem Ebdonem, w którym zwyciężył 3:1 oraz finał z Neilem Robertsonem, w którym przegrał 1:5.
30 października 2010 zwyciężył w pierwszym turnieju Power Snookera wygrywając kolejno trzy mecze: z Lucą Brecelem 338 – 196, Allisterem Carterem 490 – 234 i z Dingiem Junhui 572 – 258. Za zwycięstwo w turnieju otrzymał 35 tysięcy funtów. Zawodnik uczestniczył również w promowaniu turnieju (wykorzystano jego wizerunek między innymi na plakatach i bannerach reklamujących Power Snookera).
28 listopada 2010 zwyciężył po raz dziewiąty w rozgrywkach Premier League pokonując w finale broniącego tytułu Shauna Murphy’ego 7:1.
W turnieju UK Championship odpadł w pierwszej rundzie po porażce ze Stuartem Binghamem 6:9, pomimo prowadzenia w meczu 6:4.
Porażkę w pierwszej rundzie odnotował również w turnieju Masters, tym razem przegrywając 4:6 z Markiem Allenem.
W dniach 28–30 stycznia 2011 brał udział w turnieju Shoot Out, w którym doszedł do półfinału – ulegając w nim Robertowi Milkinsowi.
Z rozgrywanego na początku lutego turnieju German Masters zawodnik wycofał się z powodu choroby. W tym samym miesiącu odpadł w pierwszej rundzie turnieju Welsh Open, przegrywając 2:4 z Ryanem Dayem.
30 marca przegrał kolejny pojedynek, tym razem w pierwszej rundzie turnieju China Open ponownie ulegając Dayowi (2:5).
Zobacz też
- Występ w MŚ w 2011 roku

### Sezon 2011/2012

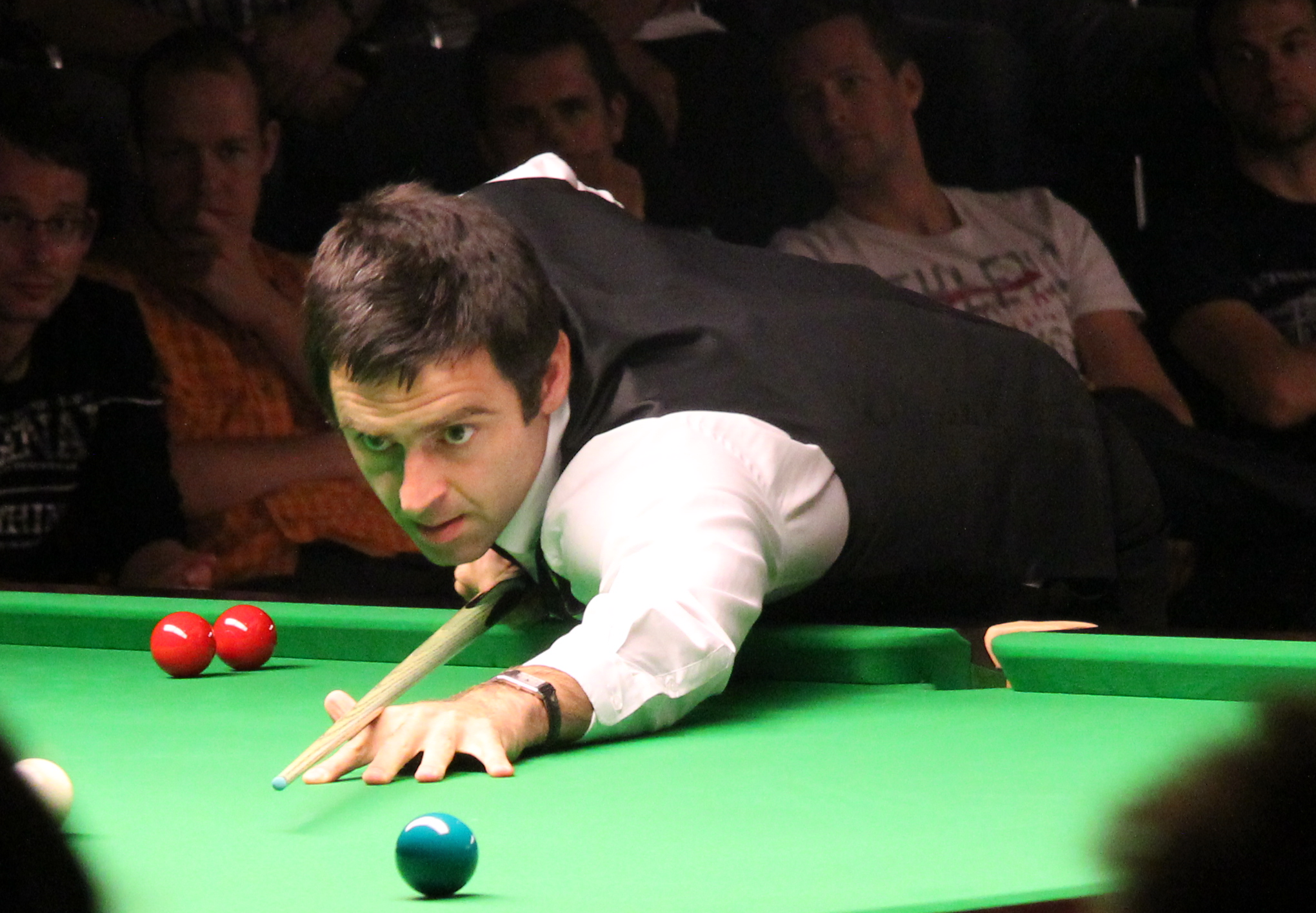
O’Sullivan podczas turnieju Paul Hunter Classic

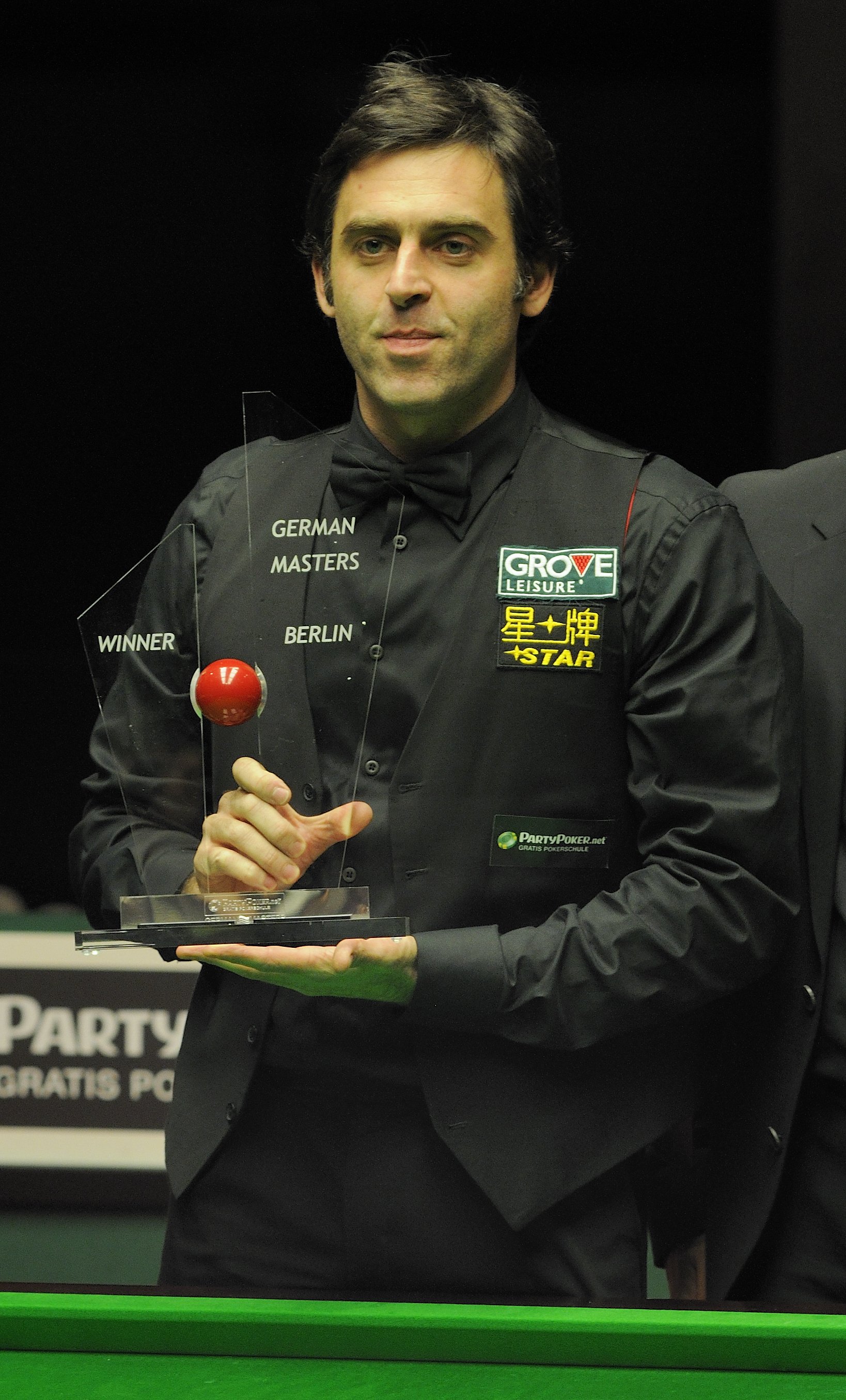
O’Sullivan trzymający puchar po zwycięstwie w German Masters w lutym 2012 roku

26 sierpnia w turnieju Paul Hunter Classic, rozgrywanym w ramach rozgrywek PTC osiągnął 11 breaka maksymalnego w karierze w meczu z Adamem Duffym. W turnieju tym przegrał w półfinale w Markiem Selby 3:4.
6 września wygrał mecz 1. rundy w turnieju Shanghai Masters, pokonując 5:1 Jamesa Wattanę. W drugiej rundzie turnieju poniósł porażkę z nierozstawionym Anthony Hamiltonem 3:5.
11 października zwyciężył w siódmym turnieju z cyklu PTC, pokonując w finale Matthew Stevensa 4:2.
13 listopada zajął drugie miejsce w dziewiątym turnieju cyklu PTC, przegrywając w finale 3:4 z Juddem Trumpem, wcześniej pokonując między innymi Graeme Dotta i Neila Robertsona.
20 listopada zajął drugie miejsce w drugiej edycji turnieju Power Snooker, przegrywając w finale z Martinem Gouldem 256-286.
27 listopada zwyciężył po raz 10 w karierze w lidze Premier League, pokonując w finale 7:1 Ding Junhuia. Począwszy od 2001 roku O’Sullivan grał we wszystkich finałach tej imprezy, przegrywając tylko raz (w 2009 roku z Shaunem Murphym).
W turnieju UK Championship 2011, wyeliminował w pierwszej rundzie nierozstawionego Steve’a Davisa 6:1, następnie przegrał z Juddem Trumpem 5:6, który zwyciężył w całych zawodach.
W Masters wygrał swój pierwszy mecz z obrońcą tytułu – Dingiem Junhui 6:4, jednakże w kolejnym spotkaniu przegrał 2:6 z Juddem Trumpem.
5 lutego 2012 zwyciężył w finale German Masters wygrywając 9:7 ze Stephenem Maguire’em. Był to 23 tytuł rankingowy O’Sullivana w karierze. W pierwszej rundzie tego turnieju Anglik wygrał 5:4 ze Andrew Higginsonem, przegrywając w meczu 0:4. Również w finale odrabiał straty, przegrywając 3:6, a następnie doprowadzając do wyniku 8:6.
W turnieju Welsh Open 2012 zawodnik doszedł do półfinału, w którym przegrał 6:2 z Markiem Selbym, wcześniej eliminując Marco Fu, Marka Williamsa i Judda Trumpa.
Zawodnik wycofał się z turnieju World Open 2012 z powodu choroby, z którą miał się zmagać dłuższy czas. Zawodnik podkreślił, iż w poprzednich dwóch turniejach grał pomimo, tego iż lekarze mu to odradzali.
W marcu 2012 roku doszedł do ćwierćfinału China Open 2012, w którym to przegrał 4:5 ze Stephenem Maguire’em w decydującej partii, po dogrywce na czarnej bili. Wcześniej w turnieju wyeliminował kolejno Marcusa Campbella (5:4) i Marka J. Williamsa 5:1.
7 maja Ronnie O’Sullivan został po raz czwarty w karierze mistrzem świata. Po zakończeniu sezonu Światowa Federacja Snookera uznała zawodnika za „gracza roku” World Snooker Player of the Year.
Zobacz też
- Występ w MŚ w 2012 roku

### Sezon 2012/2013
Zawodnik nie podpisał kontraktu z federacją przed rozpoczęciem sezonu, przez co nie mógł wziąć udziału w pierwszych turniejach sezonu 2012/2013 – wynikało to z chęci wzięcia półrocznej przerwy. 7 sierpnia Worldsnooker ogłosiło, iż Ronnie O’Sullivan podpisał umowę z federacją i automatycznie został przez to zakwalifikowany do dwóch turniejów rozgrywanych jesienią 2012 roku. Pomimo podpisania kontraktu wycofał się z rozgrywek w sezonie 2012/2013, tłumacząc to względami osobistymi. W trakcie turnieju pokazowego w Zielonej Górze ogłosił, iż kończy z zawodowym graniem w snookera.
26 lutego 2013 roku zawodnik ogłosił swój powrót i obronę tytułu podczas MŚ w 2013 roku. 6 maja obronił tytuł mistrzowski (zob. sekcję dotyczącą MŚ 2013).
Zobacz też
- Występ w MŚ w 2013 roku

### Sezon 2013/2014

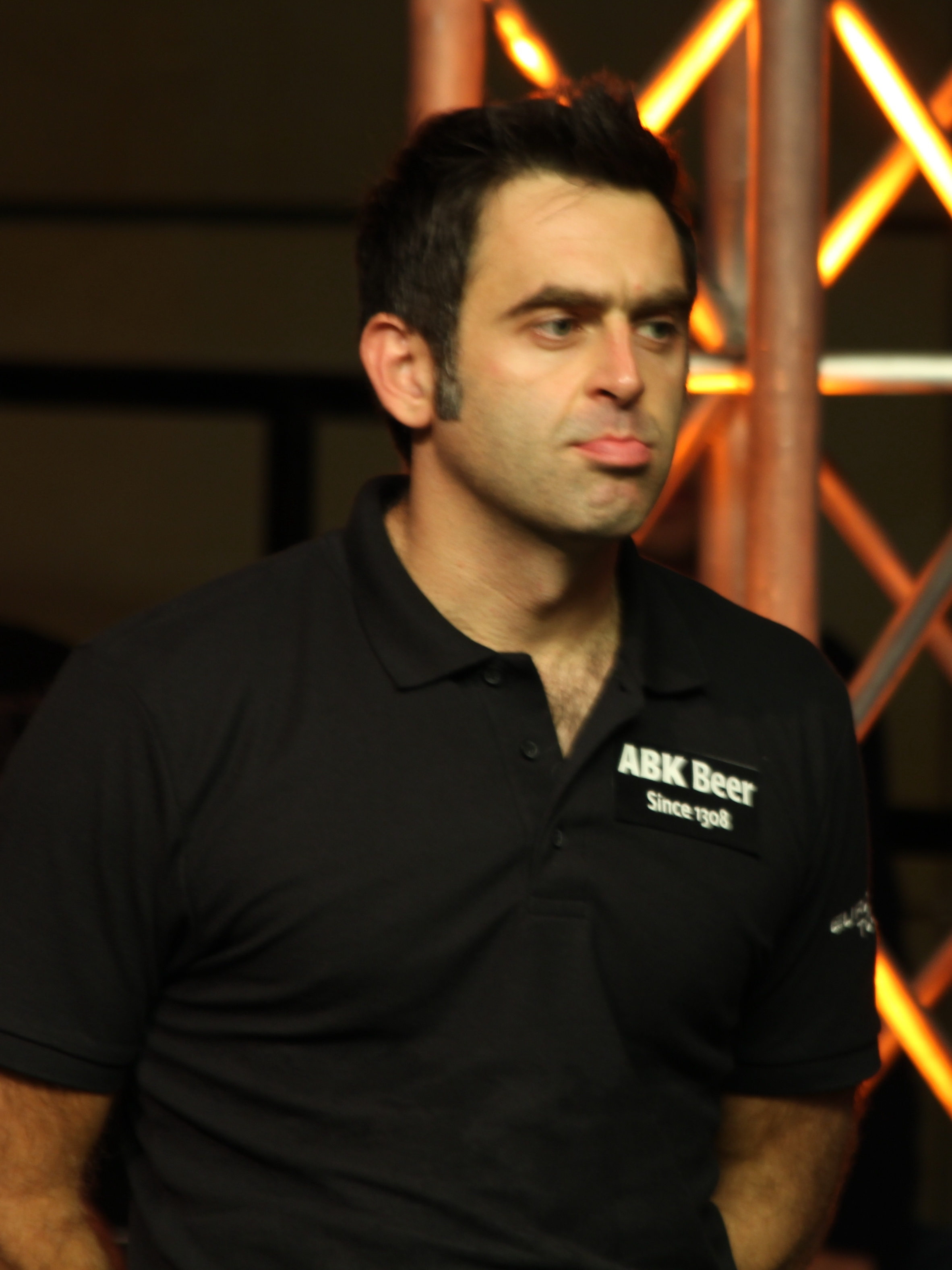
Ronnie O’Sullivan podczas turnieju Paul Hunter Classic w sierpniu 2013 roku

Pomimo rozegrania tylko jednego turnieju rankingowego w sezonie 2012/2013 i zakończenia na pozycji 19 w rankingu światowym, O’Sullivan we wszystkich turniejach rankingowych, w których zdecyduje się zagrać będzie rozstawiony (w MŚ z numerem 1, w pozostałych imprezach z numerem dwa, za obrońcą danego tytułu).
W dniach 11–12 maja wziął udział w turnieju Snooker Legends Cup, w którym jego drużyna (Dennis Taylor, Steve Davis i Jimmy White) przegrała 14:18 z „Rest of The World” (w składzie: Cliff Thorburn, Tony Drago, Stephen Hendry, Neil Robertson).
25 sierpnia wygrał zawody z cyklu European Tour – Paul Hunter Classic w Fürth, pokonując w finale Gerarda Greene 4:0.
W październiku 2013 roku w swojej autobiografii ujawnił, iż w przeszłości proponowano mu ustawienie meczu Premier League, w zamian za 20 tysięcy funtów. Zawodnik jednak zdecydowanie odmówił, ponieważ jak stwierdził „naraziłoby to na szwank jego relację ze sportem, ludźmi oraz pozbawiło możliwości jakie daje zawodnikowi status profesjonalnego snookerzysty”. Wyznanie to miało związek z aferą z udziałem Stephena Lee, który został wykluczony na 12 lat z Main Touru za ustawianie meczów.
W rozgrywanym na przełomie października i listopada turnieju International Championship odpadł w drugiej rundzie, przegrywając 4:6 z Liangiem Wenbo, pomimo prowadzenia 4:1.
17 listopada zajął drugie miejsce w turnieju Antwerp Open, przegrywając w finale 3:4 z Markiem Selbym, pomimo prowadzenia 3:1.
24 listopada wygrał wznowiony po 33 latach turniej Champion of Champions, do którego zostali zaproszeni gracze, którzy w ostatnim sezonie wygrywali turnieje rankingowe. W finale O’Sullivan pokonał 10:8 Stuarta Binghama, zaś w rundach poprzedzających finał wygrał kolejno z Markiem Davisem, Dingiem Junhui i Neilem Robertsonem.
W rozgrywanym na przełomie listopada i grudnia turnieju UK Championship odpadł w ćwierćfinale (5 rundzie) przegrywając 4:6 ze Stuartem Binghamem.
W styczniu w turnieju Masters zawodnik pokonał w pierwszej rundzie 6:1 Roberta Milkinsa prowadząc 5:0. W ćwierćfinale tego turnieju – 17 stycznia (mecz rozpoczął się o godzinie 13 czasu lokalnego) O’Sullivan wygrał 6:0 z Rickym Waldenem – w meczu tym Walden zdobył tylko 39 punktów w 1 frejmie – w kolejnych pięciu nie zdobył już żadnego punktu, w każdym frejmie Ronnie O’Sullivan miał break powyżej 50 punktów, w tym jedną setkę (134 w partii 4). Całe spotkanie trwało zaledwie 58 minut – co było ewenementem w profesjonalnym snookerze, bowiem w turnieju Masters grają tylko i wyłącznie najwyżej rozstawieni zawodnicy w danym sezonie. Walden nie odpowiedział na 556 punktów rywala. Snookerzysta i komentator BBC – Ken Doherty nazwał występ O’Sullivana najlepszym jaki widział w Masters. W finale rozgrywanym 19 stycznia zawodnik wygrał 10:4 z Markiem Selbym i zdobył nagrodę – 200 tysięcy funtów, prowadząc po pierwszej sesji 7:1. Po turnieju, w którym to O’Sullivan we wszystkich meczach stracił tylko 7 frame’ów, wygrywając 28, Steve Davis stwierdził: „Dojrzewa jako zawodnik, jest mentalnie silniejszy niż kiedykolwiek”. Zdaniem BBC – tak grający O’Sullivan mógłby sięgnąć po kolejne tytuły, w tym mistrza świata i pokonać rekord Stephena Hendry’ego, który 7-krotnie wygrywał mistrzostwa świata.
1 marca awansował do finału Welsh Open po pokonaniu 6:2 Barry’ego Hawkinsa. Było to szóste spotkanie O’Sullivana w turnieju, który w ćwierćfinale pokonał 5:1 Higginsa, a w rundach 1-4 w każdym spotkaniu zwyciężał 4:1, a kolejnymi pokonanymi byli: Mitchell Travis, Barry Pinches, Xiao Guodong i Ricky Walden. W finale jego rywalem był Ding Junhui, który w półfinale pokonał Joego Perry’ego. Pierwsza sesja przebiegała całkowicie pod dyktando O’Sullivana i zakończyła się wynikiem 7-1. Sesja Wieczorna zaczęła się od zbudowania dwóch stupunktowych podejść Chińczyka, lecz następne partie przypieczętowały sukces Anglika. W ostatniej partii spotkania zawodnik wbił swojego dwunastego breaka maksymalnego. Ostatecznie finał zakończył się wynikiem 9-3 dla Anglika, za co otrzymał 60 tys. funtów brytyjskich oraz 5000 punktów rankingowych.
W marcu stacja telewizyjna Eurosport ogłosiła, iż Ronnie O’Sullivan został ambasadorem tejże stacji, wiąże się to z prowadzeniem przez zawodnika bloga na stronach stacji oraz emisją programu telewizyjnego poświęconego wyłącznie temu zawodnikowi.
W turnieju finałowym cyklu PTC rozgrywanym w końcówce marca, zawodnik odpadł w drugiej rundzie ulegając 3:4 Yu Delu, wcześniej w pierwszej rundzie pokonał 4:0 Scotta Donaldsona.
5 maja zdobył tytuł wicemistrza świata, po porażce w finale z Markiem Selbym 14:18 (zob. sekcję dt. MŚ w 2014 roku). W trakcie drogi do domu po turnieju O’Sullivan i jego syn ulegli wypadkowi samochodowemu, z którego wyszli jednak bez poważnych obrażeń. Po turnieju federacja zmieniła sposób liczenia punktów rankingowych, licząc zamiast zdobytych punktów zarobione pieniądze, w wyniku czego O’Sullivan znalazł się na 4 miejscu tego rankingu.
Zobacz też
- Występ w MŚ w 2014 roku

### Sezon 2014/2015

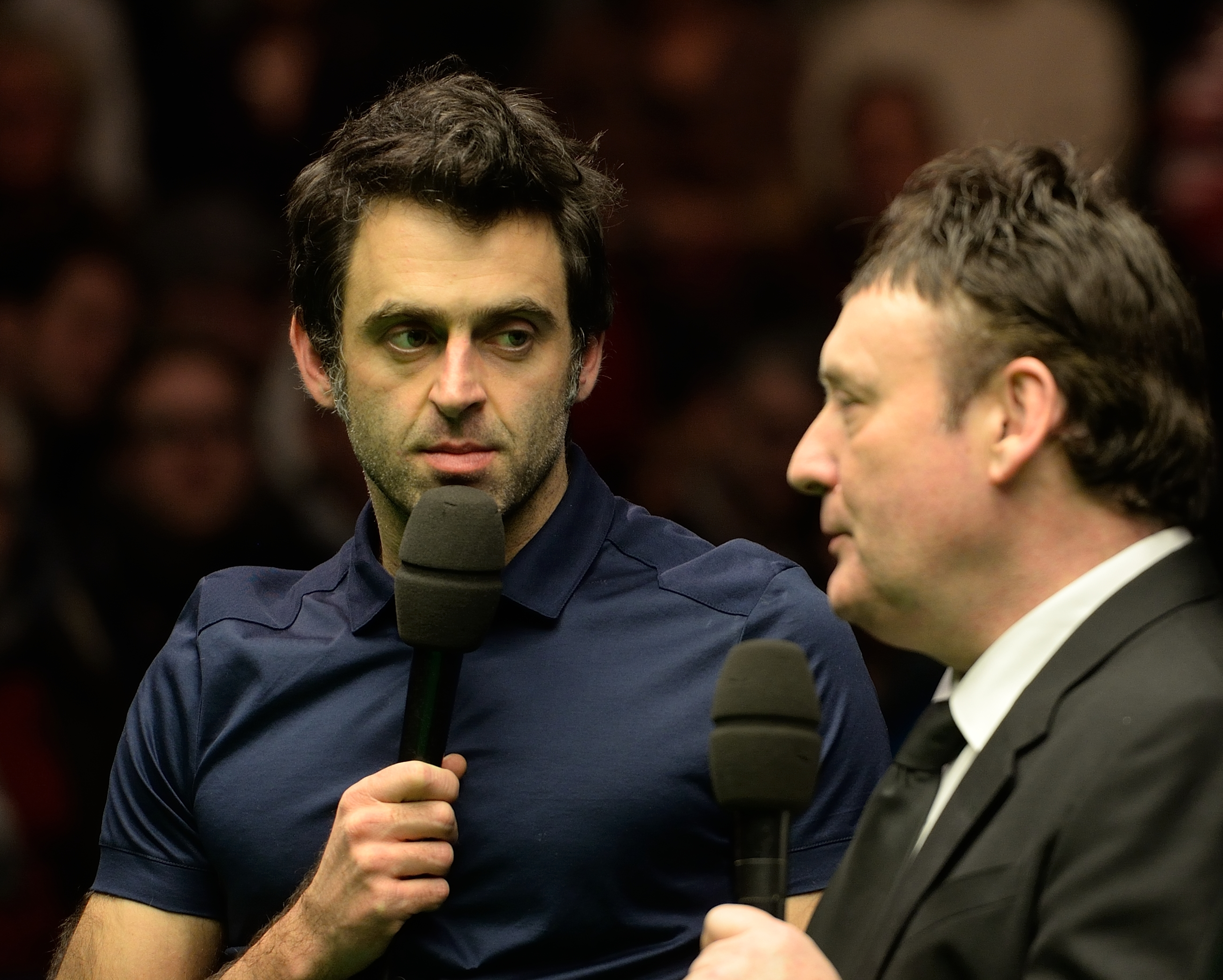
Ronnie O’Sullivan i Jimmy White w 2015 roku, podczas turnieju German Masters

W turnieju Paul Hunter Classic (rozgrywanym od 20 do 24 sierpnia), który został zaliczony do cyklu European Tour, O’Sullivan dotarł do 1/8 finału. Przegrał z Tianem Pengfei 2:4 i nie obronił tytułu wywalczonego w 2013 roku. Turniej w Fürth był dla O’Sullivana pierwszym występem w sezonie 2014/2015.
8 września odpadł w pierwszej rundzie w turnieju Shanghai Masters 2014, przegrywając 3:5 z Alanem McManusem.
30 października O’Sullivan odpadł w ćwierćfinale turnieju International Championship 2014, ulegając 5:6 Markowi Williamsowi.
Na początku listopada zawodnik przystąpił do obrony tytułu zdobytego w nierankingowym turnieju Champion of Champions 2014 w Coventry. Zawodnik już w pierwszym spotkaniu pokazał się z dobrej strony, mimo początkowego prowadzenia rywala 1:2, w kolejnych trzech zawodnik osiągnął wysokie breaki: 88, 115, 103, które rozstrzygnęły spotkanie wynikiem 4:2 na korzyść O’Sullivana. W ćwierćfinale O’Sullivan pokonał Marco Fu 6:0. Zawodnik z Hongkongu w całym spotkaniu uzyskał 101 punktów. W półfinale tego turnieju O’Sullivan pokonał 6:4 Dinga Junhui, uzyskując dwa breaki powyżej 100 punktów (w 7 i 10 partii. W finale turnieju rywalem Ronniego był Judd Trump. Spotkanie finałowe zakończyło się wynikiem 10:7 na korzyść O’Sullivana, który podczas całego meczu ani razu nie przegrywał, pozwalając rywalowi tylko raz odrobić straty (do wyniku 2:2). W finale padło sześć breaków powyżej stu punktów, z czego cztery były autorstwa O’Sullivana, zawodnik ten w pierwszej partii ustanowił najwyższy break turnieju, kończąc podejście 137 punktami, następnie w partii ósmej poprawił ten rezultat wbijając w jednym podejściu 139 punktów. Za wygranie turnieju O’Sullivan otrzymał nagrodę w wysokości 100 tysięcy funtów.
W UK Championship 2014 rozgrywanym na przełomie listopada i grudnia w 1/64 pokonał Daniela Wellsa 6:2. W kolejnej rundzie jego rywalem był Peter Lines, który musiał uznać wyższość pięciokrotnego mistrza świata 3:6. W 1/16 Ben Woollaston uległ Ronniemu 2:6. W 1/8 Ronnie dwukrotnie atakował breaka maksymalnego, w piątym frejmie jego podejście zakończyło się przy 89 punktach, natomiast w szóstym frejmie atak okazał się skuteczny i Roonie mógł się cieszyć z trzynastego breaka maksymalnego w karierze. Cały mecz zakończył wynikiem 6:0, a jego rywal, Matthew Selt zdobył w całym spotkaniu zaledwie 85 punktów. W meczu ćwierćfinałowym opór Ronniemu próbował postawić Anthony McGill, ale i tym razem Ronnie wyszedł zwycięsko z tego pojedynku ostatecznie zwyciężając spotkanie wynikiem 6:4. W półfinale tego turnieju O’Sullivan zmierzył się ze Stuartem Binghamem. Bingham zdominował to spotkanie, prowadząc do przerwy 3:1, a następnie 4:1. O’Sullivan powrócił do spotkania i wyrównał na 4:4, by ostatecznie zwyciężyć cały mecz 6:5. W finałowym spotkaniu rywalem O’Sullivana był Judd Trump. O’Sullivan zdominował spotkanie w jego początkowej fazie wychodząc na prowadzenie 5:1, by ostatecznie wygrać pierwszą sesję 5:3. W drugiej sesji O’Sullivan zwiększył prowadzenie do 9:4, by następnie przegrać pięć kolejnych partii (do stanu 9:9), ostatecznie jednak zamykając spotkanie w ostatniej – 19 partii – na swoją korzyść i zdobywając 5 w karierze tytuł UK Championship.
Eliminacje do styczniowego turnieju German Masters 2015 przebiegły korzystnie dla pięciokrotnego mistrza świata. W pierwszym meczu pokonał George’a Pragnalla. Pomimo porażki w pierwszym frejmie, cztery kolejne partie wygrał O’Sullivan. W drugim frejmie wbił breaka w wysokości 77 punktów, lecz trzy kolejne partie zostały wygrane dzięki breakom powyżej 100 punktów: odpowiednio 117, 106 oraz 104. Mecz zakończył się wynikiem 5:2 na korzyść O’Sullivana. Druga runda to spotkania z Hindusem Adityą Mehtą, mecz zakończył się takim samym wynikiem jak mecz pierwszej rundy, mimo początkowych problemów Anglika. Po trzech frejmach prowadził Aditya 2:1, lecz cztery następne partie wygrał O’Sullivan. W całym spotkaniu nie padł break powyżej 100 punktów, a najwyższe podejście to break w wysokości 74 punkty w wysokości autorstwa Anglika.
W pierwszym meczu turnieju Masters Ronnie O’Sulivan pokonał Ricky’ego Waldena 6:4, po wcześniejszym prowadzeniu 5:1. W ostatniej partii tego spotkania O’Sullivan wbił swojego 775 breaka powyżej stu punktów (wysokość 775 breaka to 116 punktów) w karierze, wyrównując tym samym rekord Stephena Hedry’ego. Ćwierćfinałowym rywalem O’Sullivana był Marco Fu. Azjata nie sprawił większych problemów faworytowi całych zawodów, łatwo ulegając Anglikowi 1:6. W pierwszym frejmie spotkania „The Rocket” wbijając breaka w wysokości 101 punktów wyprzedził Hendry’ego w klasyfikacji zawodników z największą ilością podejść 100+ w oficjalnych zmaganiach. Pogromcą Anglika został Neil Robertson, który w spotkaniu półfinałowym oddał tylko jednego frejma obrońcy tytułu. Obaj zawodnicy zdobyli w tym spotkaniu po jednym breaku stupunktowym. Była to pierwsza porażka O’Sullivana w półfinale Masters, wcześniej Anglik dziesięciokrotnie docierał do tej fazy rozgrywek i dziesięciokrotnie awansował do finałów.
Ronnie wziął udział w rywalizacji 5 grupy CLS. W fazie grupowej musiał uznać wyższość wyłącznie Petera Ebdona, wygrywając pozostałych pięć spotkań, m.in. z Fergalem O’Brienem pozwalając mu jedynie na zdobycie jednego punktu oraz na siedem wizyt przy stole. W półfinale spotkał się także się Irlandczykiem wygrywając 3:2. W finale musiał natomiast uznać wyższość Marka Davisa 2:3. We wszystkich spotkaniach zdobył łącznie cztery podejścia 100+.
Na początku lutego Ronnie wziął udział w turnieju German Masters. W meczu pierwszej rundy jego rywalem był finałowy rywal z grupy 5 CLS – Mark Davis. Tym razem zwycięzcą został „The Rocket”, który pozwolił rywalowi na wygranie tylko jednego frejma. Mecz zakończył się wynikiem 5:1. Kolejnym rywalem Anglika był Joe Perry, który nie zdołał ugrać ani jednego frejma w spotkaniu drugiej rundy. Ronnie wygrał cały mecz wynikiem 5:0. Pogromcą O’Sullivana został jednak Shaun Murphy, który był jego rywalem ze spotkaniu ćwierćfinałowym. Ronnie pomimo prowadzenia 4:2, oddał kolejne trzy partie rywalowi i musiał pożegnać się z turniejem. W całych zawodach wbił trzy breaki 100+.
Następnym turniejem, w którym wziął udział Ronnie był Welsh Open 2015. Do turnieju przystąpił jako obrońca tytułu. W pierwszym spotkaniu trafił na Vinnie Calabrese i ograł go w stosunku 4:1. Kolejnym rywalem Anglika był Rory McLeod. Starszy Anglik początkowo prowadził w spotkaniu 2:0, lecz wtedy nastąpił powrót Ronniego i ostatecznie zakończył spotkanie po 6 frejmach. Kolejny mecz okazał się jego ostatnim, gdyż musiał uznać wyższość Matthew Stevensa, który pokonał obrońcę tytułu po deciderze. W całych zawodach wbił jednego breaka 100+.
Na początku marca, Ronnie wystąpił w zaproszeniowym turnieju Snooker Shoot Out. Stawiany w roli faworyta ze względu na swoją ofensywną grę, odpadł w meczu drugiej rundy, przegrywając w spotkaniu, w którym jego rywalem był Tom Ford.
Po kilku tygodniach powrócił do snookerowego stołu, biorąc udział w zmaganiach w nierankingowym turnieju World Grand Prix. Po dwóch dniach rywalizacji, Ronnie podał do informacji, że brak mu motywacji do gry. Lecz nawet mimo braku chęci bez większych problemów dotarł do finału zawodów. W pierwszym meczu jego rywalem był Rod Lawler, który jako jedyny potrafił wygrać z Ronniem dwa frejmy w pierwszych czterech jego meczach. W trzech kolejnych meczach rywale byli w stanie wygrać zaledwie jednego frejma, a Ronnie kończył swoje spotkania bez wbicia choćby jednej setki. Mecz z Robertem Milkinsem zakończył bez straty frejma, tak samo jak półfinałowy pojedynek ze Stuartem Binghamem, ogrywając rywala 6:0. W finale zawodów jego rywalem był Judd Trump, który dwukrotnie w turnieju odrabiał duże straty, najpierw przegrywając w ostatniej partii meczu z Markiem Williamsem 49-36, a w meczu półfinałowym wygrywając spotkanie, w którym Martin Gould prowadził 5:1. Mecz ten zakończył się wygraną Trumpa 10:7.

### Sezon 2015/2016
Zawodnik zrezygnował z udziału we wszystkich turniejach pierwszej części sezonu (wyjątek stanowiła charytatywna impreza Pink Ribbon, rozgrywana w lipcu). Zapowiedział udział w turnieju nierankingowym Masters, w którym mógł zagrać dzięki zachowaniu wysokiej pozycji na liście rankingowej.
W pierwszej rundzie turnieju Masters O’Sullivan pokonał 6:5 Marka Williamsa, przegrywając w meczu 2:4. W ćwierćfinale wygrał 6:3 z Markiem Selby, prowadząc do przerwy 3:1 by ostatecznie zwyciężyć w dziewiątej partii, w której Selby miał zgromadzone 70 punktów, ale pozostający na stole układ pozwolił O’Sullivanowi zwyciężyć jednym podejściem (73-punktowym), bez potrzeby ustawienia snookera. W półfinale tego turnieju O’Sullivan pokonał Stuarta Binghama 6:3, prowadząc wcześniej w spotkaniu 5:1. W finale rozgrywanym 17 stycznia w dwóch sesjach, przeciwnikiem był Barry Hawkins. Mecz miał jednostronny przebieg, Hawkins wygrał tylko pierwszą partię, a następnie przegrał kolejne 10, przez co przegrał pierwszą sesję 1:7, drugą zaś 0:3, co ostatecznie dało rezultat 10:1 na korzyść O’Sullivana, który tym samym wygrał szósty w karierze turniej Masters.
21 lutego wygrał turniej Welsh Open, pokonując w finale Neila Robertsona 9:5 (przegrywając po pierwszej sesji 3:5). Wcześniej w tym turnieju O’Sullivan w pierwszych czterech rundach O’Sullivan stracił 2 partie, wygrywając 4:1 z Barrym Pinchesem, 4:0 z Tian Pengfei, 4:0 z Jimmym Robertsonem oraz 4:1 z Yu Delu. W ćwierćfinale pokonał 5:1 Marka Selby’ego, a w półfinale 6:3 Joego Perry’ego. W pierwszej rundzie tego turnieju (mecz z Pinchesem) był uwikłany w kolejną w swojej karierze kontrowersję: podczas ostatniego frame’a nie wykorzystał szansy na wbicie breaka maksymalnego, wbijając bilę różową po przedostatniej czerwonej i osiągając 146 punktów w podejściu. Po meczu stwierdził, że nagroda (10 tysięcy funtów) nie jest warta wbijania maksymalnego breaka. Barry Hearn określił takie zachowanie jako wstyd oraz brak poszanowania widzów i fanów.
W rozgrywanym w drugim tygodniu marca turnieju World Grand Prix O’Sullivan odpadł w pierwszej rundzie, przegrywając 3:4 z Michaelem Holtem.

### Sezon 2016/2017
W turnieju Shanghai Masters we wrześniu 2016 roku O’Sullivan odpadł w drugiej rundzie przegrywając 2:5 z Michaelem Holtem.
Drugi występ Anglika w sezonie miał miejsce w European Masters. Dotarł do finału, gdzie uległ Juddowi Trumpowi 8:9, pomimo prowadzenia 8:6. Wcześniej pokonywał kolejno: Daniela Wellsa 4:0, Davida Gilberta 4:1, Marka Allena 4:2, Marka Davisa 4:1 i Neila Robertsona 6:0 (Australijczyk w sześciu frame’ach zdobył 80 punktów).
Już dwa dni później O’Sullivan zaczął występ w zaliczanym do cyklu Home Nations turnieju English Open, w którym za wygranie wszystkich czterech turniejów (English Open, Northern Ireland Open, Scottish Open, Welsh Open) czekała nagroda w wysokości miliona funtów. W pierwszej rundzie bez problemu pokonał Jimmy’ego Robertsona 4:0. W drugiej wygrał po trudnym meczu z 19-letnim Zhao Xintongiem 4:3. W meczu tym Chińczyk wbił breaki 130, 107 i 80. Po meczu Anglik pochwalił rywala i porównał go do Stephena Hendry’ego. W trzeciej rundzie nieoczekiwanie uległ Chrisowi Wakelinowi 3:4. Wakelin od stanu 0:2 wygrał 4 frame’y z 5 wykorzystując błędy O’Sullivana.
International Championship Anglik rozpoczął od pokonania 6:4 Xiao Guodonga. Następnie takim samym stosunkiem wygrał z Kurtem Maflinem. W 1/8 finału O’Sullivan uległ Michaelowi Holtowi 4:6; była to trzecia kolejna porażka z tym rywalem.
O’Sullivan po powrocie z Chin osiągnął trzeci w karierze finał turnieju Champion of Champions wygrywając kolejno: 4:2 z Robinem Hullem, 6:2 z Martinem Gouldem oraz 6:2 z Markiem Allenem. W nim spotkał się z Johnem Higginsem, któremu uległ 7:10. Mecz ten stał na bardzo wysokim poziomie, tylko w jednym frejmie nie padł break powyżej 50 punktów. W całym turnieju Anglik wbił sześć breaków stupunktowych, trzy w półfinale i po jednym w pozostałych rundach.
Z turnieju Northern Ireland Open 2016 O’Sullivan odpadł w 1/8 finału, gdzie pomimo powrotu od stanu 0:3 i wbicia trzech „setek” z rzędu przegrał 3:4 z Kyrenem Wilsonem.
W UK Championship 2016 Anglik w pierwszych trzech rundach przegrał zaledwie jednego frejma, ogrywając Boonyarita Keattikuna 6:0, Rhysa Clarka 6:0 i Michaela Georgiou 6:1. W 1/8 i 1/4 finału pokonał Walijczyków Matthew Stevensa i Marka Williamsa po 6:2. W półfinale wygrał z Marco Fu 6:5, wykorzystując kick rywala w 10 frejmie i pudło na zielonej bili i wbijając 130 punktów w ostatnim frejmie. W finale spotkał się z mistrzem świata i liderem rankingu Markiem Selbym. Selby wygrał pierwszą sesję 6:2, następnie powiększył przewagę do 7:2. Od tego momentu Ronnie odrobił straty do wyniku 8:7, jednak dwie ostatnie partie wygrał Mark, zamykając mecz wynikiem 10:7. W ostatnich 6 frejmach padło 5 setek i break 82-punktowy, ponadto obaj finaliści mieli najwięcej „paczek” w turnieju (po 10). O’Sullivan osiągnął również 100 setek w historii występów w UK Championship wbijając 130 punktów w 14 partii finału.
Podczas Scottish Open 2016 O’Sullivan pokonał m.in. Polaka Adama Stefanowa 4:1 (był to dla Anglika pierwszy w karierze profesjonalny mecz przeciwko jakiemukolwiek Polakowi), pozostałe mecze, przeciwko Matthew Seltowi, Jimmy’emu White’owi i Markowi Allenowi, wygrywał po 4:2. W ćwierćfinale przegrał z Johnem Higginsem 2:5.
15 stycznia 2017 roku w pierwszej rundzie turnieju Masters zawodnik wygrał 6:5 z Liangiem Wenbo. Przez dłuższy czas tego spotkania O’Sullivan kontrolował rozwój wypadków, prowadząc 2:0, a później 4:2, jego rywal odrobił straty i wysunął się na prowadzenie 5:4. W 10 partii Liang mógł zamknąć mecz na ostatniej czarnej bili, na którą dobrze wyszedł. Chiński zawodnik spudłował to wbicie, zostawiając czarną przy kieszeni. W ostatniej partii dominował Anglik, który breakiem 121-punktowym rozstrzygnął spotkanie na swoją korzyść. W ćwierćfinale po dość przeciętnym spotkaniu wygrał z Neilem Robertsonem 6:3, wykorzystując dwa szczęśliwe wbicia w partiach numer 7 i 8, które wybiły Australijczyka z rytmu. Półfinałowym przeciwnikiem Anglika był zwycięzca Scottish Open Marco Fu. Do ósmej partii zawodnicy wygrywali frejmy na przemian, zaś od stanu 4:4 The Rocket nie oddał już partii i awansował do swojego dwunastego finału Masters po zwycięstwie 6:4.
W finale przeciwnikiem Ronniego był debiutujący na tym etapie rozgrywek Joe Perry. Pojedynek lepiej rozpoczął starszy z Anglików, który prowadził 4:1 i miał szansę na prowadzenie 5:1, jednak pierwsza sesja zakończyła się remisem 4:4. Drugą sesję O’Sullivan rozpoczął od wygrania czterech partii i wyjścia na prowadzenie 8:4, na co Perry odpowiedział breakami 117 i 92. Rakieta wytrzymał ten kontratak i po rozstrzygnięciu 17. partii na kolorach wygrał mecz 10:7. Tym samym O’Sullivan po raz siódmy wygrał w turnieju Masters, zostając samodzielnym rekordzistą tych rozgrywek. Został też pierwszym od czasów Paula Huntera zawodnikiem, który obronił ten tytuł, a także dzięki zarobieniu 200 tys. funtów wyprzedził Stephena Hendry’ego na liście zawodników z największymi zarobkami w karierze, zostając liderem tej klasyfikacji.
1 lutego w German Masters 2017 O’Sullivan zanotował jedyną w sezonie porażkę w pierwszej rundzie, przegrał z Markiem Kingiem 4:5, pomimo prowadzenia 4:1. Następne dwa turnieje (World Grand Prix i Welsh Open) O’Sullivan zakończył w drugiej rundzie: w Preston pokonał go Neil Robertson 4:1, zaś w Cardiff przegrał pomimo prowadzenia 3:0 w meczu z Markiem Davisem 3:4.
Ronnie nie wystąpił w turniejach Snooker Shoot Out 2017 i Gibraltar Open 2017, pojawił się natomiast w Players Championship 2017, do których zakwalifikował się jako siódmy zawodnik na rocznej liście rankingowej. Dotarł do ćwierćfinału, gdzie Judd Trump pokonał go 5:3.

### Sezon 2017/2018
W zaproszeniowym turnieju Hong Kong Masters 2017 uległ w finale Neilowi Robertsonowi 3:6. W pierwszym rankingowym występie w sezonie, podczas China Championship 2017 dotarł do ćwierćfinału, gdzie przegrał 4:5 z późniejszym zwycięzcą turnieju, Lucą Brecelem.
O’Sullivan następnie pojawił się dopiero na turnieju English Open rozpoczynającym drugi cykl Home Nations Series. Rozpoczął od wygranej 4:1 ze Zhangiem Andą, jednak wywołał kontrowersje, pojawiając się na meczu w fioletowych sportowych butach. Przyczyną tego okazała się być zwichnięta kostka. World Snooker zezwoliło O’Sullivanowi na grę w sportowym obuwiu, wymogło jednak czarny kolor butów. W kolejnych rundach pokonywał kolejno: 4:1 Marka Davisa, 4:1 Zhanga Yonga i 4:3 Johna Higginsa. W ćwierćfinale wyeliminował Jacka Lisowskiego wynikiem 5:2, w półfinale zaś wygrał z Anthonym McGillem 6:4. W finale spotkał się z Kyrenem Wilsonem. W meczu tym O’Sullivan osiągnął skuteczność wbić na poziomie 98%, pudłując tylko 6 prób wbicia. Mecz zakończył się wynikiem 9:2, co dało Ronniemu 29. w karierze tytuł rankingowy. W turnieju wbił 12 breaków stupunktowych (średnio 1 na 3 wygrane partie), w tym 4 w finale.
Następny turniej, International Championship 2017 zakończył w pierwszej rundzie po porażce 1:6 z Yanem Bingtao. W Champion of Champions 2017 z kolei osiągnął finał, gdzie przegrał 8:10 z Shaunem Murphym. W piątym frejmie półfinału z Anthonym Hamiltonem wbił swojego 900. breaka stupunktowego w karierze.
W turnieju Shanghai Masters 2017 O’Sullivan rozegrał 4 mecze w ciągu 2 dni ze względu na udział w Champion of Champions. Rozpoczął od pokonania 5:2 Gary’ego Wilsona i 5:1 Joego Perry’ego w środę 15 listopada, w czwartek wygrał 5:0 z Barrym Hawkinsem i 5:1 z Markiem Williamsem. W półfinale wyeliminował Johna Higginsa wynikiem 6:2. Tym samym The Rocket po raz trzeci w przeciągu czterech turniejów dotarł do finału, gdzie trafił na Judda Trumpa. Mecz zaczął się od prowadzenia O’Sullivana 7:0, a ostatecznie zakończył się wynikiem 10:3. Dało to O’Sullivanowi 30. w karierze tytuł rankingowy i zapewniło awans na 4. miejsce rankingu. W następnym turnieju, Northern Ireland Open 2017 przegrał w trzeciej rundzie z Elliotem Slessorem 1:4.
30 listopada przystąpił do turnieju UK Championship 2017. W pierwszej rundzie pokonał amatora, Jacksona Page 6:3. W dwóch kolejnych rundach wygrywał 6:1, kolejno z Michaelem Georgiou i Michaelem White’em. W 1/8 finału spotkał się z Akanim Songsermsawadem; w meczu tym przegrywał 0:2, 2:4 i 4:5, jednak ostatecznie wygrał w decydującej partii. W ćwierćfinale zwyciężył z Martinem Gouldem 6:3, prowadząc wcześniej 5:0. Zwycięstwo 6:4 ze Stephenem Maguire’em w półfinale dało O’Sullivanowi trzeci kolejny finał UK Championship, w którym brał udział (nie wystąpił bowiem w tym turnieju w 2015 roku). Finałowym przeciwnikiem Rakiety był, podobnie jak w Champion of Champions, Shaun Murphy. Pierwsza sesja zakończyła się remisem 4:4. Po dwóch pierwszych frejmach drugiej sesji nadal widniał wynik remisowy 5:5, jednak od tego czasu O’Sullivan wygrał pozostałe partie i cały mecz 10:5. Było to jego szóste zwycięstwo w mistrzostwach Wielkiej Brytanii, czym wyrównał rekord Steve’a Davisa. Wygrana przesunęła O’Sullivana na drugie miejsce listy rankingowej.
Scottish Open 2017 był dla Rakiety podobny jak zeszłoroczny, ponownie przegrał w ćwierćfinale z Johnem Higginsem, tym razem 0:5. Niedługo po tym wycofał się z eliminacji do German Masters (miał w nich grać z Rorym McLeodem). O’Sullivan nie zdołał wygrać trzeciego turnieju Masters z rzędu, po pokonaniu 6:0 Marco Fu przegrał w drugiej rundzie 1:6 z późniejszym zwycięzcą turnieju, Markiem Allenem.
25 lutego O’Sullivan wygrał swój czwarty rankingowy tytuł w sezonie – World Grand Prix 2018, pokonując w finale Ding Junhuia 10:3. Wcześniej, w drugiej rundzie turnieju wygrał 5:0 z Xiao Guodongiem, wbijając w meczu cztery breaki stupunktowe i osiągając skuteczność wbić na poziomie 99%. W turnieju Welsh Open 2018 po walkowerze w pierwszej rundzie z Robinem Hullem i wygraniu kolejnych trzech meczów do zera przegrał w ćwierćfinale 1:5 z Johnem Higginsem. W Players Championship 2018 ponownie okazał się najlepszy, zwyciężał kolejno z Graemem Dottem, Ding Junhuiem i Juddem Trumpem, by w finale pokonać Shauna Murphy’ego 10:4. W ostatnim turnieju przed mistrzostwami świata, China Open 2018 przegrał w pierwszej rundzie z Elliotem Slessorem 2:6; w meczu tym wbił czternastego w karierze breaka maksymalnego.
Pomimo odpadnięcia w drugiej rundzie mistrzostw świata, sezon 2017/18 był pod wieloma względami dla Rakiety najlepszym w karierze. Pobił w nim osobiste rekordy, dotyczące jednego sezonu: wygranych turniejów rankingowych (pięć, wyrównanie rekordów Ding Junhuia, Marka Selby’ego i Stephena Hendry’ego), breaków stupunktowych (74) i zarobionych pieniędzy (852 tys. funtów). Wygrywając UK Championship, O’Sullivan wyrównał też należący do Hendry’ego rekord wygranych turniejów „Potrójnej Korony” (18 turniejów).

### Sezon 2018/2019
We wrześniu 2018 roku zawodnik przystąpił do turnieju Shanghai Masters 2018, gdzie bronił tytułu zdobytego w poprzedniej edycji. W 2018 roku zawody w Szanghaju zmieniły formułę i z turnieju rankingowego rozgrywanego w latach 2007–2017 stały się imprezą nierankingową. O’Sullivan skutecznie obronił tytuł, wygrywając w finale 11:9 z Barrym Hawkinsem, w półfinale pokonując 10:6 Kyrena Wilsona.
W drugiej rundzie English Open 2018 w ostatniej partii meczu z Allanem Taylorem po raz piętnasty wbił breaka maksymalnego (był to drugi taki break w turnieju, pierwszego zdobył Thepchaiya Un-Nooh). Po wygranych w kolejnych rundach z Matthew Stevensem i Edenem Sharavem w ćwierćfinale zagrał z Luo Honghao. O’Sullivan zaczął od prowadzenia 2:0, po czym niespodziewanie prowadzenie objął 18-letni Chińczyk. W szóstej partii przy stanie 13:21 dla Luo Anglik wbijając czerwoną bilę z przyrządu popełnił faul, ruszając kijem inną czerwoną. Faulu nie dostrzegła sędzia meczu Tatiana Woollaston ani sam O’Sullivan, który wygrał frejma, a potem cały mecz 5:3. W półfinale The Rocket uległ Markowi Davisowi 1:6.
W listopadzie 2018 roku zawodnik wygrał turniej Champion of Champions 2018, pokonując w finale Kyrena Wilsona 10:9. We wcześniejszych rundach wygrał ze Stuartem Binghamem 4:2, Johnem Higginsem 6:3 oraz Shaunem Murphym 6:3. O’Sullivan wystąpił następnie w Northern Ireland Open 2018, gdzie do półfinału przegrał zaledwie 4 frejmy na 25 rozegranych. W półfinale wygrał z Markiem Selbym 6:5, zwyciężając decydującą partię na czarnej bili, zaś w finale przegrał 7:9 z Juddem Trumpem.
W turnieju UK Championship 2018 zawodnik w pierwszej rundzie pokonał Luke’a Simmondsa 6:1, w drugiej rundzie wygrał 6:5 z Kenem Dohertym (przegrywając w meczu 1:4). W następnych rundach pokonał kolejno: Zhou Yuelonga 6:0, Jacka Lisowskiego 6:1, Martina O’Donnella 6:1 i Toma Forda 6:1, by ostatecznie zmierzyć się w finale z Markiem Allenem. O’Sullivan rozstrzygnął mecz na swoją korzyść, wygrywając 10:6 (6:2 po pierwszej sesji) i wygrywając siódmy tytuł UK Championship i 19. Potrójnej Korony, zostając samodzielnym rekordzistą obu klasyfikacji. W kolejnym turnieju Potrójnej Korony – Masters 2019 także dotarł do finału (trzynastego w karierze), ulegając Juddowi Trumpowi 4:10.
Po dwóch słabszych turniejach (porażka w pierwszej rundzie World Grand Prix 2019 i trzeciej rundzie Welsh Open 2019) O’Sullivan wygrał Players Championship 2019, wygrywając w finale 10:4 z Neilem Robertsonem. W ostatniej partii meczu Anglik zbudował swojego tysięcznego breaka stupunktowego (w wysokości 134 punktów).
Drugie miejsce na rocznej liście rankingowej dało Ronniemu awans do turnieju dla najlepszej ósemki sezonu – Tour Championship 2019, gdzie w ćwierćfinale pokonał 9:3 Stuarta Binghama. Mecz półfinałowy z Juddem Trumpem miał dramatyczny przebieg: The Rocket od stanów 2:6 i 5:8 doprowadził do decydującej partii. W niej Trump prowadził 54-4, jednak wtedy oddał stół rywalowi. O’Sullivan zdobył 31 punktów, po czym spudłował ostatnią czerwoną. Młodszy z Anglików wbił czerwoną i niebieską, ale nie trafił żółtej, która zapewniłaby mu wygraną w meczu. Ostatecznie O’Sullivan wbił wszystkie bile kolorowe i awansował do siódmego finału w sezonie. W finale ponownie pokonał Robertsona, tym razem 13:11. Zwycięstwo to dało mu 36. tytuł rankingowy, czym wyrównał kolejny rekord Stephena Hendry’ego, a także pozwoliło – po dziewięciu latach przerwy – powrócić na pierwsze miejsce listy rankingowej.
Do China Open 2019 Anglik nie przystąpił, zaś w Mistrzostwach Świata przegrał w pierwszej rundzie z występującym ze statusem amatora Jamesem Cahillem (8:10). Pomimo tego sezon zakończył na pierwszym miejscu listy rankingowej, mistrz świata z tego roku, Judd Trump stracił do O’Sullivana 30000 punktów. W całym sezonie zarobił 922 tys. funtów, jeszcze bardziej śrubując swój rekord z poprzedniego sezonu.

### Sezon 2019/2020
O’Sullivan nie wziął udziału w pierwszych dwóch turniejach rankingowych w sezonie – Riga Masters 2019 i International Championship 2019. W rezultacie 7 sierpnia stracił prowadzenie na światowej liście rankingowej na rzecz Judda Trumpa.
Sezon rozpoczął dopiero we wrześniu od turnieju Shanghai Masters 2019, w którym bronił tytułu wywalczonego w latach 2017 i 2018. Turniej rozpoczął od wygranej 6:0 ze Zhangiem Yi. W kolejnych rundach pokonał Kyrena Wilsona 6:5 (powracając do meczu od stanu 1:5) i Neila Robertsona 10:6. W finale O’Sullivan pokonał 11:9 Shauna Murphy’ego i zdobył trzeci z rzędu tytuł w Szanghaju.
W swoim pierwszym występie w turnieju rankingowym w sezonie – English Open 2019 dotarł do 1/8 finału, gdzie przegrał 3:4 z Mei Xiwenem. Następnie przystąpił do turnieju World Open 2019, w którym przegrał w rundzie kwalifikacyjnej przesuniętej do fazy telewizyjnej z Dominikiem Dalem 3:5. W następnym tygodniu zagrał w turnieju Champion of Champions 2019, gdzie wygrał swoją grupę pokonując (po powrocie od stanu 0:3) Jimmy’ego White’a 4:3 i Johna Higginsa 6:3. W półfinale został pokonany przez Neila Robertsona 5:6, co oznaczało, że po raz pierwszy w karierze Rakieta nie dotarł do finału turnieju Champion of Champions.
W połowie listopada Anglik wziął udział w turnieju Northern Ireland Open 2019, w którym awansował do finału z Juddem Trumpem, eliminując kolejno: Olivera Linesa (4:2), Lei Peifana (4:2), Stuarta Carringtona (4:1), Yuana Sijuna (4:1), Shauna Murphy’ego (5:1) i Joe Perry’ego (6:1). Finał zakończył się identycznym wynikiem, co ubiegłoroczny – Trump wygrał 9:7.
Z końcem listopada przystąpił do obrony tytułu UK Championship sprzed roku. W pierwszych dwóch meczach pokonał rywali whitewashem, wygrywając z Rossem Bulmanem i Tianem Pengfei 6:0. W trzeciej rundzie pokonał Noppona Saengkhama 6:2, ale w 1/8 finału – w dzień swoich 44. urodzin odpadł z turnieju po porażce 4:6 z Ding Junhuiem. Dwa dni po porażce z Dingiem zawodnik ogłosił, że nie zagra w styczniowym turnieju Masters, pojawił się natomiast w Scottish Open 2019, gdzie w pierwszej rundzie zmierzył się z Dominikiem Dalem. O’Sullivan ostatecznie zwyciężył w tym meczu 4:3. Kolejne dwa pojedynki (z Jamesem Cahillem i Martinem Gouldem) wygrał do zera, zaś w 1/8 finału pokonał 4:2 Joe Perry’ego. W ćwierćfinale po decydującej partii przegrał z Markiem Selbym, pomimo wbicia trzech breaków stupunktowych.
Pierwszym dla O’Sullivana występem w 2020 roku było World Grand Prix 2020. W turnieju tym dotarł do ćwierćfinału, w którym został pokonany 3:5 przez Graeme’a Dotta. Anglik wystąpił też w następnym turnieju – Welsh Open 2020. W pierwszych czterech rundach eliminował kolejno Zhang Jiankanga, Stuarta Carringtona, Anthony’ego Hamiltona i Soheila Vahediego. W ćwierćfinale zrewanżował się Markowi Selby’emu za porażkę w Scottish Open, wygrywając 5:1, a w półfinale uległ Kyrenowi Wilsonowi 5:6. W turnieju Snooker Shoot Out 2020 przegrał w drugiej rundzie z Billym Castle’em. W tym momencie sezonu O’Sullivan zajmował miejsce poza czołową szesnastką sezonowej listy rankingowej, przez co nie zakwalifikował się do turnieju Players Championship 2020, gdzie miał bronić tytułu. Z racji nieznalezienia się w czołowej ósemce rocznej listy nie wystąpił także w Tour Championship 2020.
Po przerwie spowodowanej pandemią COVID-19 O’Sullivan powrócił do gry 5 czerwca podczas fazy grupowej Championship League Snooker 2020. Anglik wygrał swoją grupę, pokonując Michaela Georgiou, Chrisa Wakelina i Kishana Hiraniego po 3:0. W drugiej fazie grupowej wygrał 3:0 z Harveyem Chandlerem i 3:1 z Samem Craigiem, jednak w trzecim pojedynku uległ 0:3 Stuartowi Binghamowi i nie awansował do grupy finałowej.
Na zakończenie sezonu w przełożonych z kwietnia mistrzostwach świata O’Sullivan wywalczył swój szósty tytuł mistrza świata (zob. sekcję dt. MŚ w 2020 roku). Był to zarazem 37. tytuł rankingowy w karierze Anglika, co pozwoliło mu objąć samodzielne prowadzenie na liście wszech czasów pod tym względem.

### Sezon 2020/2021
Sezon 2020/2021 O’Sullivan rozpoczął od European Masters (pierwszy rankingowy turniej zaplanowany w kalendarzu), gdzie przegrał w drugiej rundzie (w pierwszej wygrał walkowerem po dyskwalifikacji Daniela Wellsa) z 18-letnim Aaronem Hillem w decydującej partii (4:5). W połowie października przegrał w trzeciej rundzie turnieju English Open 2020, ulegając 1:4 Matthew Stevensowi, na początku listopada przegrał 3:6 z Markiem Allenem w turnieju Champion of Champions 2020 w ćwierćfinale (będącego 2 rundą turnieju).
W turnieju Northern Ireland Open 2020 O’Sullivan osiągnął pierwszy w sezonie finał, w drodze do niego pokonując kolejno: Jamiego O’Neilla i Elliota Slessora po 4:1, Matthew Stevensa i Thepchaiyę Un-Nooha 4:2, Ding Junhuia 5:2 i Allistera Cartera 6:3. W finale Northern Ireland Open po raz trzeci z rzędu zmierzył się z Juddem Trumpem i po raz trzeci z rzędu mecz finałowy zakończył się wynikiem 9:7 dla Trumpa.
W rozgrywanym na przełomie listopada i grudnia UK Championship 2020 zawodnik odpadł w drugiej rundzie przegrywając 5:6 z Alexandrem Ursenbacherem.
W turnieju Scottish Open 2020, który był rozgrywany w pierwszej połowie grudnia, zawodnik doszedł do finału w którym przegrał 3:9 z Markiem Selbym. Wcześniej w półfinale w meczu z Li Hang udało mu się powrócić od stanu 1:4, by wygrać wszystkie kolejne partie i zwyciężyć 6:4. Dzięki wcześniejszym występom O’Sullivan zakwalifikował się do ostatniego turnieju w 2020 roku (World Grand Prix 2020) jako piąty zawodnik na sezonowej liście rankingowej. W turnieju tym przegrał w półfinale 1:6 z Juddem Trumpem.
Rok 2021 Anglik rozpoczął od występu w Masters, gdzie w pierwszej rundzie pokonał 6:5 Ding Junhuia, przegrywając wcześniej w meczu 0:3 i 3:5. W ćwierćfinale uległ 3:6 Johnowi Higginsowi. Po tym turnieju wziął udział w Championship League Snooker 2021, gdzie po wyjściu z grupy przegrał 2:3 z Kyrenem Wilsonem.
W turnieju Welsh Open 2021 O’Sullivan dotarł do finału, w drodze do niego przegrywając zaledwie dwa frejmy na 24 rozegrane. The Rocket pierwsze 3 rundy (z Robbiem Williamsem, Jimmym White’em i Martinem Gouldem) wygrał do zera, w 1/8 finału pokonał 4:1 Zhou Yuelonga, zaś w półfinale wyeliminował Marka Williamsa wynikiem 6:1 (w ćwierćfinale otrzymał walkower ze względu na problemy zdrowotne jego przeciwnika, Alego Cartera). W finale zmierzył się z notowanym na 81. miejscu w rankingu Jordanem Brownem. Po pierwszej sesji meczu rozgrywanego do 9 wygranych partii Anglik przegrywał 3:5. W sesji wieczornej O’Sullivan prowadził 6:5, by następnie przegrywać 7:8, po czym breakiem 119-punktowym doprowadził do decydującej partii. W niej lepszy okazał się Irlandczyk z Północy, który tym samym stał się najniżej notowanym od 1993 roku zwycięzcą turnieju rankingowego.
Zawodnik zakwalifikował się do Players Championship 2021 dzięki czwartemu miejscu na rocznej liście rankingowej. W turnieju tym pokonywał Ding Junhuia 6:5, Jacka Lisowskiego 6:1 (osiągnął wówczas skuteczność wbić na poziomie 99%, pudłując zaledwie dwie próby wbicia w całym meczu) i Barry’ego Hawkinsa 6:4, awansując do finału, gdzie zmierzył się z Johnem Higginsem. Mecz ten zakończył się wysokim zwycięstwem Szkota 10:3, co oznaczało dla O’Sullivana czwarty przegrany finał w sezonie 2020/21.
O’Sullivan zakwalifikował się do Tour Championship 2021 z piątego miejsca na rocznej liście rankingowej. W meczu ćwierćfinałowym pokonał 10:8 Higginsa, zaś w półfinałowym 10:9 Barry’ego Hawkinsa (odrabiając straty od wyniku 6:9), dzięki czemu awansował do finału, gdzie zmierzył się z Neilem Robertsonem. Po pierwszej sesji finału był remis 4:4, w drugiej Australijczyk wygrał wszystkie rozegrane frejmy i cały mecz 10:4. O’Sullivan we wszystkich frejmach drugiej sesji meczu zdobył zaledwie 26 punktów.
Na koniec sezonu odpadł w drugiej rundzie mistrzostw świata i sezon zakończył na trzecim miejscu na liście rankingowej.

### Sezon 2021/2022
O’Sullivan swój trzydziesty sezon w zawodowym snookerze rozpoczął od występu w Northern Ireland Open 2021, gdzie przegrał 3:4 z Yanem Bingtao w 1/8 finału. W kolejnych dwóch turniejach ulegał Johnowi Higginsowi, kolejno 5:6 w półfinale English Open 2021 i 1:6 w ćwierćfinale Champion of Champions 2021.
Następnym występem w sezonie dla Anglika był turniej UK Championship 2021, w którym zaliczył ćwierćfinał, w którym po decydującej partii przegrał 5:6 z Kyrenem Wilsonem. Niedługo po zakończeniu tego turnieju wziął udział w Scottish Open 2021, gdzie osiągnął półfinał, w którym ponownie uległ Higginsowi 1:6.
19 grudnia O’Sullivan wygrał swój 38. w karierze tytuł rankingowy, pokonując w finale World Grand Prix 2021 Neila Robertsona 10:8. W drodze do finału wygrywał kolejno z Andym Hicksem, Hosseinem Vafaeiem, Jimmym Robertsonem i Stuartem Binghamem. Robertson zrewanżował się za tę porażkę w ćwierćfinale Masters 2022, eliminując Anglika wynikiem 6:4 (wcześniej O’Sullivan pokonał 6:1 Jacka Lisowskiego). Anglik i Australijczyk spotkali się ponownie w ćwierćfinale Players Championship 2022 i tu ponownie lepszy okazał się Robertson, który wygrał ten mecz 6:3. Wcześniej odbył się także turniej German Masters 2022, do którego O’Sullivan nie zdołał się zakwalifikować.
Drugi finał w sezonie Rakieta osiągnął podczas turnieju European Masters 2022. W pierwszej rundzie wygrał 5:4 z Zhangiem Andą, kolejne rundy przeszedł jednak pewniej. Wygrywał kolejno z Wu Yize 5:1, Ashleyem Hugillem 5:2, Tomem Fordem 5:1 i Liangiem Wenbo 6:2. W finale zmierzył się z debiutującym na tym etapie turnieju, notowanym na 80. miejscu w rankingu Fanem Zhengyi, z którym przegrał 9:10.
Podczas Welsh Open 2022 O’Sullivan dotarł do 1/8 finału, w którym został pokonany 3:4 przez Ricky’ego Waldena, z kolei udział w kolejnym turnieju (Gibraltar Open 2022) zakończył po pierwszej rundzie po porażce w tym samym stosunku z Benem Woollastonem. W ostatnim turnieju przed Mistrzostwami Świata, Tour Championship 2022 (do którego awansował jako trzeci zawodnik na rocznej liście rankingowej) oba mecze kończył wynikami 10:9. W ćwierćfinale wyeliminował takim rezultatem Marka Williamsa, z kolei w półfinale został pokonany przez Neila Robertsona. O’Sullivan podczas Tour Championship został pierwszym w historii snookerzystą, który wbił pięć breaków stupunktowych w dwóch kolejnych meczach. Po tym turnieju odzyskał również prowadzenie na światowej liście rankingowej.
Sezon zakończył się dla O’Sullivana zdobyciem siódmego w karierze tytułu mistrza świata (zob. sekcję dt. MŚ w 2022 roku).

### Sezon 2022/2023
Na początku sezonu Anglik zwyciężył w dwóch turniejach nierankingowych: Hong Kong Masters 2022, gdzie w finale pokonał reprezentanta gospodarzy Marco Fu 6:4 oraz Champion of Champions 2022, w którym zwyciężył 10:6 z Juddem Trumpem. Trump w ósmym frejmie finału zbudował breaka maksymalnego; był to drugi w historii i pierwszy od 25 lat taki break wbity przeciwko O’Sullivanowi w oficjalnych rozgrywkach.
W dalszej fazie sezonu Anglik nie osiągał już znaczących sukcesów. Najlepszym wynikiem w turniejach rankingowych w całym sezonie 2022/23 były ćwierćfinały, do których O’Sullivan dochodził trzykrotnie. Dwa z tych ćwierćfinałów przegrał do zera – z Ding Junhuiem w UK Championship 2022 0:6 oraz Tian Pengfeiem podczas Welsh Open 2023 0:5. Na ćwierćfinale zakończył też udział w zaproszeniowym Masters Snooker 2023, tam uległ po decydującej partii 5:6 Markowi Williamsowi.
Na ćwierćfinale zakończył się też udział Rakiety w mistrzostwach świata. Mimo to na koniec sezonu utrzymał on prowadzenie w światowym rankingu.

### Sezon 2023/2024
O’Sullivan miał rozpocząć sezon występem w European Masters 2023, gdzie miał zagrać z Andym Hicksem, jednak wycofał się z niego z przyczyn zdrowotnych.
Pierwszym występem O’Sullivana w sezonie był Shanghai Masters 2023, będący jednocześnie pierwszym turniejem rozgrywanym w Chinach po okresie pandemii. Anglik wygrał ten turniej po raz czwarty z rzędu, wygrywając w finale 11:9 mistrza świata Lucę Brecela. Wcześniej pokonał Allistera Cartera 6:3, Johna Higginsa 6:5 (powracając od meczu od stanu 2:5 i 0:58 w ósmym frejmie) i Marka Selby’ego 10:7.
Po Shanghai Masters O’Sullivan wziął udział w English Open 2023, gdzie przegrał 2:4 z Zhangiem Andą w trzeciej rundzie. Następnie wziął udział w dwóch kolejnych chińskich turniejach: Wuhan Open 2023 oraz International Championship 2023. W tym pierwszym osiągnął ćwierćfinał, w którym przegrał 1:5 z Lü Haotianem, zaś w International Championship uległ w półfinale po raz drugi w sezonie Zhangowi Andzie, tym razem 6:9. Następnie w Champion of Champions 2023 znów miał grać z Chińczykiem, jednak wycofał się z tego turnieju, tłumacząc to zmęczeniem psychicznym i fizycznym.
3 grudnia 2023 odniósł swój ósmy triumf w UK Championship i zarazem czterdziesty w turniejach rankingowych, pokonując w finale Ding Junhuia 10:7. Miesiąc później okazał się najlepszy także w turnieju Masters 2024, podczas którego pokonywał Dinga 6:3 (pomimo maksymalnego breaka Chińczyka w siódmej partii meczu), Barry’ego Hawkinsa 6:3 i Shauna Murphy’ego 6:2, aby w finale zwyciężyć z Allisterem Carterem 10:7, powracając do meczu od stanu 3:6. Tym samym Anglik po raz pierwszy w ponad 30-letniej karierze wygrał UK Championship oraz Masters w jednym sezonie.

### Maksymalne breaki
Siedemnastokrotnie osiągnął w meczach turniejowych najwyższy break snookerowy – 147 (w tym najszybszy 147-punktowy break wykonany na mistrzostwach świata w Sheffield w 1997 roku w czasie 5 minut i 8 sekund) – wpisany jako rekord do Księgi Rekordów Guinnessa. Jest pod tym względem rekordzistą. W sezonie 2007/2008 wbił trzy breaki maksymalne.

Lista breaków maksymalnych (w nawiasie podany sędzia meczu):
1. Mistrzostwa Świata 1997 – Ronnie O’Sullivan kontra Mick Price(inne języki) (Len Ganley(inne języki))
2. Regal Welsh Open 1999 – Ronnie O’Sullivan kontra James Wattana (John Newton)
3. Grand Prix 1999 – Ronnie O’Sullivan kontra Graeme Dott (Colin Brinded)
4. Regal Scottish Masters 2000 – Ronnie O’Sullivan kontra Quinten Hann (Jan Verhaas)
5. LG Cup 2001 – Ronnie O’Sullivan kontra Drew Henry (Eirian Williams)
6. Mistrzostwa Świata 2003 – Ronnie O’Sullivan kontra Marco Fu (Jan Verhaas)
7. Northern Ireland Trophy 2007 – Ronnie O’Sullivan kontra Ali Carter (Colin Humphries)
8. UK Championship 2007 – Ronnie O’Sullivan kontra Mark Selby (Alan Chamberlain)
9. Mistrzostwa Świata 2008 – Ronnie O’Sullivan kontra Mark Williams (Eirian Williams)
10. World Open 2010 – Ronnie O’Sullivan kontra Mark King (Jan Verhaas)
11. PTC 2011/2012 turniej 4 – Ronnie O’Sullivan kontra Adam Duffy (Thorsten Müller)
12. Welsh Open 2014 – Ronnie O’Sullivan kontra Ding Junhui (Leo Scullion)
13. UK Championship 2014 – Ronnie O’Sullivan kontra Matthew Selt (Jan Verhaas)
14. China Open 2018 – Ronnie O’Sullivan kontra Elliot Slessor (Peggy Li(inne języki))
15. English Open 2018 – Ronnie O’Sullivan kontra Allan Taylor (Marcel Eckardt)
16. Saudi Arabia Snooker Masters 2025 – Ronnie O’Sullivan kontra Chris Wakelin (Tatiana Woollaston)
17. Saudi Arabia Snooker Masters 2025 – Ronnie O’Sullivan kontra Chris Wakelin (Tatiana Woollaston)

### Zarobki
Łączna suma, jaką zarobił O’Sullivan podczas występów w oficjalnych turniejach, wynosi ponad 12 milionów funtów, tym samym jest najlepiej opłacanym zawodnikiem w historii i pierwszym, który osiągnął ośmiocyfrowe zarobki „przy zielonym stole”.

## Styl gry
Jego styl charakteryzuje się dużą dynamiką, przez co zyskał przydomek The Rocket. Jest uznawany powszechnie przez ekspertów za najlepiej budującego breaki zawodnika w historii. Gra bardzo ofensywnie, starając się wbijać bile nawet w trudnych pozycjach, jednak jest również solidny taktycznie. Zdarza mu się wyrażać swoje emocje poprzez przeróżne miny, uśmieszki, a także niekonwencjonalne (często odbierane jako niegrzeczne) zachowania: takie jak zakrywanie głowy białym ręcznikiem czy rzucanie przyrządów pod nogi przeciwnika.
W opinii niektórych komentatorów poziom gry O’Sullivana jest stosunkowo nierówny. Na poparcie tej tezy warto przytoczyć występy w sezonie 2005/2006, kiedy to O’Sullivan w niektórych turniejach odpadał po bezbarwnej grze w pierwszej rundzie (wysoko przegrywając), a w innych dochodził do finału. Bardzo często mecze O’Sullivana składają się z kilku wygranych lub przegranych z rzędu frame’ów. Dobrze dysponowany O’Sullivan potrafi wygrać bardzo wysoko z wysoko notowanymi zawodnikami w meczach o bardzo dużą stawkę, dowodem tego było na przykład pokonanie Stephena Hendry’ego 17:4 w półfinale mistrzostw świata w 2004, Barry’ego Hawkinsa w finale Masters 10:1 lub Stephena Maguire’a w finale UK Championship 10:2.
Rakieta nie lubi oddawać inicjatywy w trakcie meczu, najczęściej bardzo ciężko jest mu się podnieść po przegraniu paru frame’ów z rzędu; z drugiej strony jest uważany za najlepszego front-runnera w grze – po wyjściu na wysokie prowadzenie rzadko je traci. Niezależnie jednak od dyspozycji – The Rocket zawsze stara się zaskoczyć publiczność jakimś niebanalnym zagraniem, co sprawia, że jest jednym z najchętniej oglądanych zawodników.
O’Sullivan jest zawodnikiem oburęcznym – najczęściej używa prawej ręki, ale czuje się pewnie przy zagraniach również z lewej ręki. Daje mu to przewagę przy przymierzaniu się do bil, do których inni zawodnicy musieliby sięgać z przyrządów. Bilę czerwoną na 100 punktów w tysięcznym stupunktowym breaku O’Sullivan wbił lewą ręką, mimo pierwotnego mierzenia z prawej ręki.

## Osiągnięcia

### Główne turnieje
- Mistrzostwa świata
  - 2001 Zwycięstwo. Wynik finałowy: O’Sullivan – John Higgins 18:14
  - 2004 Zwycięstwo. Wynik finałowy: O’Sullivan – Graeme Dott 18:8
  - 2008 Zwycięstwo. Wynik finałowy: O’Sullivan – Allister Carter 18:8
  - 2012 Zwycięstwo. Wynik finałowy: O’Sullivan – Allister Carter 18:11
  - 2013 Zwycięstwo. Wynik finałowy: O’Sullivan – Barry Hawkins 18:12
  - 2014 Drugie miejsce. Wynik finałowy: O’Sullivan – Mark Selby 14:18
  - 2020 Zwycięstwo. Wynik finałowy: O’Sullivan – Kyren Wilson 18:8
  - 2022 Zwycięstwo. Wynik finałowy: O’Sullivan – Judd Trump 18:13

Zobacz też
Udział w mistrzostwach świata.
- UK Championship
  - 1993 Zwycięstwo. Wynik finałowy: O’Sullivan – Stephen Hendry 10:6
  - 1997 Zwycięstwo. Wynik finałowy: O’Sullivan – Stephen Hendry 10:6
  - 2001 Zwycięstwo. Wynik finałowy: O’Sullivan – Ken Doherty 10:1
  - 2007 Zwycięstwo. Wynik finałowy: O’Sullivan – Stephen Maguire 10:2
  - 2014 Zwycięstwo. Wynik finałowy: O’Sullivan – Judd Trump 10:9
  - 2016 Drugie miejsce. Wynik finałowy: O’Sullivan – Mark Selby 7:10
  - 2017 Zwycięstwo. Wynik finałowy: O’Sullivan – Shaun Murphy 10:5
  - 2018 Zwycięstwo. Wynik finałowy: O’Sullivan – Mark Allen 10:6
  - 2023 Zwycięstwo. Wynik finałowy: O’Sullivan – Ding Junhui 10:7
- British Open
  - 1994 Zwycięstwo. Wynik finałowy: O’Sullivan – James Wattana 9:4
  - 1995 Drugie miejsce. Wynik finałowy: O’Sullivan – John Higgins 6:9
  - 2003 Drugie miejsce. Wynik finałowy: O’Sullivan – Stephen Hendry 6:9
- Welsh Open
  - 2004 Zwycięstwo. Wynik finałowy: O’Sullivan – Steve Davis 9:8
  - 2005 Zwycięstwo. Wynik finałowy: O’Sullivan – Stephen Hendry 9:8
  - 2008 Drugie miejsce. Wynik finałowy: O’Sullivan – Mark Selby 8:9
  - 2014 Zwycięstwo. Wynik finałowy: O’Sullivan – Ding Junhui 9:3
  - 2016 Zwycięstwo. Wynik finałowy: O’Sullivan – Neil Robertson 9:5
  - 2021 Drugie miejsce. Wynik finałowy: O’Sullivan – Jordan Brown 8:9
- Masters[170]
  - 1995 Zwycięstwo. Wynik finałowy: O’Sullivan – John Higgins 9:3
  - 1996 Drugie miejsce. Wynik finałowy: O’Sullivan – Stephen Hendry 5:10
  - 1997 Drugie miejsce. Wynik finałowy: O’Sullivan – Steve Davis 8:10
  - 2004 Drugie miejsce. Wynik finałowy: O’Sullivan – Paul Hunter 9:10
  - 2005 Zwycięstwo. Wynik finałowy: O’Sullivan – John Higgins 10:3
  - 2006 Drugie miejsce. Wynik finałowy: O’Sullivan – John Higgins 9:10
  - 2007 Zwycięstwo. Wynik finałowy: O’Sullivan – Ding Junhui 10:3
  - 2009 Zwycięstwo. Wynik finałowy: O’Sullivan – Mark Selby 10:8
  - 2010 Drugie miejsce. Wynik finałowy: O’Sullivan – Mark Selby 9:10
  - 2014 Zwycięstwo. Wynik finałowy: O’Sullivan – Mark Selby 10:4
  - 2016 Zwycięstwo. Wynik finałowy: O’Sullivan – Barry Hawkins 10:1
  - 2017 Zwycięstwo. Wynik finałowy: O’Sullivan – Joe Perry 10:7
  - 2019 Drugie miejsce. Wynik finałowy: O’Sullivan – Judd Trump 4:10
  - 2024 Zwycięstwo. Wynik finałowy: O’Sullivan – Allister Carter 10:7
- Irish Masters
  - 1998 Drugie miejsce. Wynik finałowy: O’Sullivan – Ken Doherty 3:9
  - 2001 Zwycięstwo. Wynik finałowy: O’Sullivan – Stephen Hendry 9:8
  - 2003 Zwycięstwo. Wynik finałowy: O’Sullivan – John Higgins 10:9
  - 2005 Zwycięstwo. Wynik finałowy: O’Sullivan – Matthew Stevens 10:8
- Northern Ireland Trophy
  - 2006 Drugie miejsce. Wynik finałowy: O’Sullivan – Ding Junhui 6:9
  - 2008 Zwycięstwo. Wynik finałowy: O’Sullivan – Dave Harold 9:3
- European Open
  - 1994 Drugie miejsce. Wynik finałowy: O’Sullivan – Stephen Hendry 5:9
  - 2003 Zwycięstwo. Wynik finałowy: O’Sullivan – Stephen Hendry 9:6
- China International / China Open
  - 1999 Zwycięstwo (China International). Wynik finałowy: O’Sullivan – Stephen Lee 9:2
  - 2000 Zwycięstwo (China Open). Wynik finałowy: O’Sullivan – Mark Williams 9:3
- Asian Classic
  - 1996 Zwycięstwo. Wynik finałowy: O’Sullivan – Brian Morgan(inne języki) 9:8
- Regal Scottish Open
  - 1998 Zwycięstwo. Wynik finałowy: O’Sullivan – John Higgins 9:5
  - 2000 Zwycięstwo. Wynik finałowy: O’Sullivan – Mark Williams 9:1
- German Open / German Masters
  - 1996 Zwycięstwo. Wynik finałowy: O’Sullivan – Alain Robidoux 9:7
  - 2012 Zwycięstwo. Wynik finałowy: O’Sulliivan – Stephen Maguire 9:7
- Grand Prix / World Open
  - 2000 Drugie miejsce. Wynik finałowy: O’Sullivan – Mark Williams 5:9
  - 2004 Zwycięstwo. Wynik finałowy: O’Sullivan – Ian McCulloch 9:5
  - 2005 Drugie miejsce. Wynik finałowy: O’Sullivan – John Higgins 2:9
  - 2007 Drugie miejsce. Wynik finałowy: O’Sullivan – Marco Fu 6:9
  - 2010 Drugie Miejsce. Wynik finałowy O’Sullivan – Neil Robertson 1:5
  - 2018 Zwycięstwo. Wynik finałowy: O’Sullivan – Shaun Murphy 10:4
  - 2019 Zwycięstwo. Wynik finałowy: O’Sullivan – Neil Robertson 10:4
- Shanghai Masters
  - 2008 Drugie miejsce. Wynik finałowy: O’Sullivan – Ricky Walden 8:10
  - 2009 Zwycięstwo. Wynik finałowy: O’Sullivan – Liang Wenbo 10:5
  - 2017 Zwycięstwo. Wynik finałowy: O’Sullivan – Judd Trump 10:3
  - 2018 Zwycięstwo. Wynik finałowy: O’Sullivan – Barry Hawkins 11:9
  - 2019 Zwycięstwo. Wynik finałowy: O’Sullivan – Shaun Murphy 11:9
  - 2023 Zwycięstwo. Wynik finałowy: O’Sullivan – Luca Brecel 11:9
- Scottish Masters
  - 1998 Zwycięstwo. Wynik finałowy: O’Sullivan – John Higgins 9:7
  - 2000 Zwycięstwo. Wynik finałowy: O’Sullivan – Stephen Hendry 9:6
  - 2001 Drugie miejsce. Wynik finałowy: O’Sullivan – John Higgins 6:9
  - 2002 Zwycięstwo. Wynik finałowy: O’Sullivan – John Higgins 9:4
- Champion of Champions
  - 2013 Zwycięstwo. Wynik finałowy: O’Sullivan – Stuart Bingham 10:8
  - 2014 Zwycięstwo. Wynik finałowy: O’Sullivan – Judd Trump 10:7
  - 2016 Drugie miejsce. Wynik finałowy: O’Sullivan – John Higgins 7:10
  - 2017 Drugie miejsce. Wynik finałowy: O’Sullivan – Shaun Murphy 8:10
  - 2018 Zwycięstwo. Wynik finałowy: O’Sullivan – Kyren Wilson 10:9
  - 2022 Zwycięstwo. Wynik finałowy: O’Sullivan – Judd Trump 10:6

### Pozostałe turnieje
| Osiągnięcie    | Lp. | Rok  | Turniej                                         | Przeciwnik w finale | Wynik | Źródło  |
| Drugie miejsce | 1   | 2010 | Players Tour Championship – 4 turniej 2010/2011 | Barry Pinches       | 3–4   | [ 171 ] |
| Zwycięstwo     | 2   | 2011 | Players Tour Championship – 1 turniej 2011/2012 | Joe Perry           | 4–0   | [ 172 ] |
| Zwycięstwo     | 3   | 2011 | Players Tour Championship – 7 turniej 2011/2012 | Matthew Stevens     | 4–2   | [ 173 ] |
| Drugie miejsce | 4   | 2011 | Players Tour Championship – 9 turniej 2011/2012 | Judd Trump          | 3–4   | [ 174 ] |
| Zwycięstwo     | 5   | 2013 | Players Tour Championship – 4 turniej 2013/2014 | Gerard Greene       | 4–0   | [ 175 ] |
| Drugie miejsce | 6   | 2013 | Players Tour Championship – 7 turniej 2013/2014 | Mark Selby          | 3–4   | [ 176 ] |

### Premier League
Ronnie O’Sullivan dziesięciokrotnie (najwięcej ze wszystkich graczy) triumfował w Premier League. W turnieju tym startuje 7 -graczy. Każdy zawodnik ma na pojedyncze uderzenie tylko 25 sekund – co zdecydowanie premiuje szybko grających graczy (w tym przede wszystkim O’Sullivana). Różnicą w stosunku do innych turniejów jest fakt, że w fazie grupowej Premier League – gracze (grający w systemie każdy z każdym) mogą remisować pojedynki.

#### Edycje w których zwyciężył O’Sullivan
- 1997
- 2001
- 2002
- 2005 (wiosna)
- 2005 (zima)
- 2006
- 2007
- 2008
- 2010
- 2011

### Inne osiągnięcia
Jako jedyny, obok Stephena Hendry’ego, wbił trzy breaki maksymalne w Crucible Theatre (miejscu, gdzie są rozgrywane mistrzostwa świata). Jest jednym z trzech (obok Johna Higginsa i Judda Trumpa) zawodników, który osiągnął w profesjonalnych turniejach ponad 1000 breaków stupunktowych. W sezonach: 2003/04, 2004/05 i 2021/22 Rakieta zarobił najwięcej ze wszystkich graczy pieniędzy (za osiągnięcia w turniejach) oraz wbił najwięcej ze wszystkich graczy breaków 100-punktowych. Najwięcej setek osiągnął również w sezonie 2017/18.
W meczu półfinałowym Saudi Arabia Snooker Masters 2025 z Chrisem Wakelinem 15 sierpnia 2025 wbił dwa breaki maksymalne. Tym samym zdobył nagrodę w wysokosci 147 000 funtów przyznawaną za zdobycie 2 breaków maksymalnych w jednym sezonie w meczach turniejów Triple Crown i Saudi Arabia Snooker Masters. Został drugim, po Jacksonie Page'u zawodnikiem, któremu udała sie ta sztuka w jednym meczu i pierwszym, ktry zrobił to w jednym dniu.

## Występy w turniejach w karierze
| Rankingowe                                | 92/93         | 93/94         | 94/95         | 95/96         | 96/97         | 97/98         | 98/99         | 99/00         | 00/01         | 01/02         | 02/03         | 03/04         | 04/05         | 05/06         | 06/07         | 07/08         | 08/09         | 09/10         | 10/11         | 11/12         | 12/13         | 13/14         | 14/15         | 15/16         | 16/17         | 17/18         | 18/19         | 19/20         | 20/21         | 21/22         | 22/23         | 23/24         | 24/25 | 25/26 |  |
| ----------------------------------------- | ------------- | ------------- | ------------- | ------------- | ------------- | ------------- | ------------- | ------------- | ------------- | ------------- | ------------- | ------------- | ------------- | ------------- | ------------- | ------------- | ------------- | ------------- | ------------- | ------------- | ------------- | ------------- | ------------- | ------------- | ------------- | ------------- | ------------- | ------------- | ------------- | ------------- | ------------- | ------------- | ----- | ----- |  |
| Northern Ireland Trophy                   |               |               |               |               |               |               |               |               |               |               |               |               |               | 1R            | F             | QF            | W             |               |               |               |               |               |               |               |               |               |               |               |               |               |               |               |       |       |  |
| Shanghai Masters                          |               |               |               |               |               |               |               |               |               |               |               |               |               |               |               | –             | F             | W             | –             | 2R            | –             | –             | 1R            | –             | 2R            | W             | W             | W             |               |               |               | W             | SF    | QF    |  |
| Saudi Arabia Snooker Masters              | nie rozegrano | nie rozegrano | nie rozegrano | nie rozegrano | nie rozegrano | nie rozegrano | nie rozegrano | nie rozegrano | nie rozegrano | nie rozegrano | nie rozegrano | nie rozegrano | nie rozegrano | nie rozegrano | nie rozegrano | nie rozegrano | nie rozegrano | nie rozegrano | nie rozegrano | nie rozegrano | nie rozegrano | nie rozegrano | nie rozegrano | nie rozegrano | nie rozegrano | nie rozegrano | nie rozegrano | nie rozegrano | nie rozegrano | nie rozegrano | nie rozegrano | nie rozegrano | 6R    | F     |  |
| International Championship                |               |               |               |               |               |               |               |               |               |               |               |               |               |               |               |               |               |               |               |               | –             | 2R            | QF            | –             | 3R            | 1R            |               |               |               |               |               | SF            | 2R    |       |  |
| British Open                              | –             | W             | F             | SF            | 1R            | QF            | 3R            | SF            | QF            | SF            | 3R            | F             | SF            |               |               |               |               |               |               |               |               |               |               |               |               |               |               |               |               | –             | –             | –             | –     |       |  |
| English Open                              |               |               |               |               |               |               |               |               |               |               |               |               |               |               |               |               |               |               |               |               |               |               |               |               | 3R            | W             | SF            | 4R            | 3R            | SF            | 2R            | 3R            | 1R    |       |  |
| UK Championship                           | 2R            | W             | QF            | QF            | 1R            | W             | –             | QF            | SF            | W             | QF            | SF            | 2R            | 1R            | QF            | W             | 2R            | SF            | 1R            | 2R            | –             | QF            | W             | –             | F             | W             | W             | 4R            | 2R            | QF            | QF            | W             | 1R    |       |  |
| Scottish Open                             | 2R            | –             | 3R            | 1R            | QF            | W             | 2R            | W             | 2R            | 2R            | 3R            | QF            |               |               |               |               |               |               |               |               | –             |               |               |               | QF            | QF            | 1R            | QF            | F             | SF            | 2R            | –             | –     |       |  |
| Welsh Open                                | 2R            | 1R            | QF            | 2R            | 2R            | 3R            | SF            | 3R            | 2R            | 2R            | QF            | W             | W             | 2R            | QF            | F             | 2R            | SF            | 1R            | SF            | –             | W             | 3R            | W             | 2R            | QF            | 3R            | SF            | F             | 3R            | QF            | –             | WD    |       |  |
| LG Cup/Grand Prix/World Open              | 1R            | 1R            | QF            | 1R            | 2R            | 3R            | 3R            | QF            | F             | QF            | QF            | 2R            | W             | F             | QF            | F             | QF            | 2R            | F             | –             | –             | –             |               |               | –             | W             | 1R            | QF            | SF            | W             | 2R            | W             | WD    |       |  |
| Irish Masters                             | –             | QF            | 1R            | QF            | SF            | DQ            | QF            | SF            | W             | QF            | W             | QF            | W             |               | W             |               |               |               |               |               |               |               |               |               |               |               |               |               |               |               |               |               |       |       |  |
| European Open/Malta Cup                   | –             | F             | SF            | 1R            | 1R            |               | –             |               |               | QF            | W             | QF            | 2R            | –             | 1R            | –             |               |               |               |               |               |               |               |               |               |               |               |               |               |               |               |               |       |       |  |
| Asian Open/Thailand Open/Thailand Masters | 2R            | 1R            | F             | 2R            | QF            | 2R            | 1R            | 2R            | 2R            | SF            | –             |               |               |               | –             |               |               |               |               |               |               |               |               |               |               |               |               |               |               |               |               |               |       |       |  |
| Tour Championship                         |               |               |               |               |               |               |               |               |               |               |               |               |               |               |               |               |               |               |               |               |               |               |               |               |               |               | W             | –             | F             | SF            | –             | F             | –     |       |  |
| China International/China Open            |               |               |               |               |               | SF            | 2R            | W             | W             | QF            |               |               | –             | 1R            | SF            | 1R            | QF            | 1R            | 1R            | QF            | –             | –             | –             | –             | 2R            | 1R            |               |               |               |               |               |               |       |       |  |
| Nierankingowe                             |               |               |               |               |               |               |               |               |               |               |               |               |               |               |               |               |               |               |               |               |               |               |               |               |               |               |               |               |               |               |               |               |       |       |  |
| The Masters                               | –             | WR            | W             | F             | F             | QF            | QF            | QF            | 1R            | QF            | QF            | F             | W             | F             | W             | 1R            | W             | F             | 1R            | QF            | –             | W             | SF            | W             | W             | QF            | F             | –             | QF            | QF            | QF            | W             | –     |       |  |
| Champion of Champions                     |               |               |               |               |               |               |               |               |               |               |               |               |               |               |               |               |               |               |               |               |               | W             | W             | –             | F             | F             | W             | SF            | QF            | QF            | W             | –             | 1R    |       |  |
| Riyadh Season Snooker Championship        | Nie rozegrano | Nie rozegrano | Nie rozegrano | Nie rozegrano | Nie rozegrano | Nie rozegrano | Nie rozegrano | Nie rozegrano | Nie rozegrano | Nie rozegrano | Nie rozegrano | Nie rozegrano | Nie rozegrano | Nie rozegrano | Nie rozegrano | Nie rozegrano | Nie rozegrano | Nie rozegrano | Nie rozegrano | Nie rozegrano | Nie rozegrano | Nie rozegrano | Nie rozegrano | Nie rozegrano | Nie rozegrano | Nie rozegrano | Nie rozegrano | Nie rozegrano | Nie rozegrano | Nie rozegrano | Nie rozegrano | Nie rozegrano | SF    |       |  |
| Mistrzostwa świata                        |               |               |               |               |               |               |               |               |               |               |               |               |               |               |               |               |               |               |               |               |               |               |               |               |               |               |               |               |               |               |               |               |       |       |  |
| Mistrzostwa świata w snookerze            | 1R            | 2R            | QF            | SF            | 2R            | SF            | SF            | 1R            | W             | SF            | 1R            | W             | QF            | SF            | QF            | W             | 2R            | QF            | QF            | W             | W             | F             | QF            | 2R            | QF            | 2R            | 1R            | W             | 2R            | W             | QF            | QF            | SF    |       |  |

| Legenda tabeli wyników              | Legenda tabeli wyników       | Legenda tabeli wyników                     | Legenda tabeli wyników                                                              | Legenda tabeli wyników                     | Legenda tabeli wyników                     |
| ----------------------------------- | ---------------------------- | ------------------------------------------ | ----------------------------------------------------------------------------------- | ------------------------------------------ | ------------------------------------------ |
| LQ                                  | odpadnięcie w kwalifikacjach | #R                                         | odpadnięcie we wczesnej fazie turnieju (WR = runda dzikich kart, RR = faza grupowa) | QF                                         | przegrana w ćwierćfinale                   |
| SF                                  | przegrana w półfinale        | F                                          | przegrana w finale                                                                  | W                                          | zwycięstwo                                 |
| DNQ                                 | nie zakwalifikował/a się     | A                                          | nie brał/a udziału                                                                  | WD                                         | zrezygnował/a w trakcie turnieju           |
| Legenda oznaczeń w tabelach wyników |                              |                                            |                                                                                     |                                            |                                            |
| NH / Nie roz.                       | NH / Nie roz.                | Turniej nie odbył się.                     | Turniej nie odbył się.                                                              | Turniej nie odbył się.                     | Turniej nie odbył się.                     |
| NR / Nie-rank.                      | NR / Nie-rank.               | Turniej nie był zaliczany jako rankingowy. | Turniej nie był zaliczany jako rankingowy.                                          | Turniej nie był zaliczany jako rankingowy. | Turniej nie był zaliczany jako rankingowy. |
| R / Rank.                           | R / Rank.                    | Turniej był zaliczany jako rankingowy.     | Turniej był zaliczany jako rankingowy.                                              | Turniej był zaliczany jako rankingowy.     | Turniej był zaliczany jako rankingowy.     |
| MR / Minor-Rank.                    | MR / Minor-Rank.             | Turniej był zaliczany jako minor ranking.  | Turniej był zaliczany jako minor ranking.                                           | Turniej był zaliczany jako minor ranking.  | Turniej był zaliczany jako minor ranking.  |

### Statystyki
Osiągnięcia w liczbach:
- Rozegrane turnieje: 389
- Zwycięstwa w turniejach: 80
- Zwycięstwa w turniejach rankingowych: 41
- Zwycięstwa w turniejach minor-ranking (PTC, European Tour): 3
- Zwycięstwa w turniejach nierankingowych: 36
- Finały w turniejach: 43
- Finały w turniejach rankingowych: 23
- Finały w turniejach nierankingowych: 25
- Pozostałe finały (PTC i European Tour): 3
- Największa premia za zwycięstwo: 500 000 funtów, Mistrzostwa Świata w Snookerze 2020 i Mistrzostwa Świata w Snookerze 2022
- Rozegrane spotkania: 1526
- Rywale, z największą liczbą pojedynków: 77 John Higgins, 56 Stephen Hendry, 49 Mark Williams
- Ogólna liczba rywali: 305
- Największa skuteczność wygranych spotkań (+10): 12/12 (100%) Dave Harold, 11/12 (91,7%) Dominic Dale i Liang Wenbo
- Ogólny bilans spotkań: zwycięstwa: 1142 (74,84%), porażki: 349 (22,87%), remisy: 35 (2,29%)
- Mecze do zera: 192/225 (85,33%)
- Rozegranych frejmów: 13189
- Rywale z największą liczbą wygranych frejmów: 827 John Higgins, 620 Stephen Hendry, 481 Mark Williams
- Ogólny bilans frejmów: zwycięstwa: 8049 (61,03%), porażki: 5140 (38,97%)
- Skuteczność w deciderach: 170/274 (62,04%)
- Breaki 100+: 1257
- Najwięcej breaków 100+ w jednym sezonie: 74, 2017/2018
- Liczba sezonów z breakiem maksymalnym: 11
- Najwięcej maksów w sezonie: 3, 2007/2008
- Największa suma nagród w sezonie: 1 016 300 funtów, 2023/2024; 922 000 funtów, 2018/2019; 852 000 funtów, 2017/2018; 833 500 funtów, 2019/20; 821 000 funtów, 2021/2022
- Liczba sezonów na szczycie rankingu: 9: 2002/03, 2004/05, 2005/06, 2008/09, 2009/10, 2018/19, 2019/20, 2021/22 2022/23.

## Miejsca wświatowym rankingu

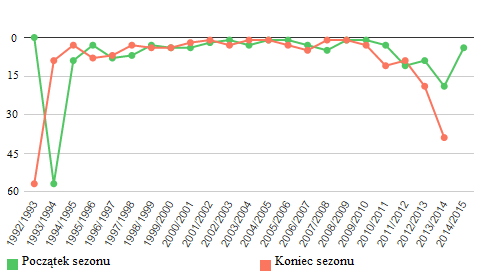
Miejsca Ronniego O’Sullivana w Światowym rankingu snookerowym

Ponieważ od sezonu 2010/11 ranking jest kilkakrotnie rewidowany w trakcie sezonu, w tabeli pokazane są miejsca z początku sezonu.
| Sezon   | Miejsce |
| ------- | ------- |
| 1994/95 | 9       |
| 1995/96 | 3       |
| 1996/97 | 8       |
| 1997/98 | 7       |
| 1998/99 | 3       |
| 1999/00 | 4       |
| 2000/01 | 4       |
| 2001/02 | 2       |
| 2002/03 | 1       |
| 2003/04 | 3       |
| 2004/05 | 1       |
| 2005/06 | 1       |
| 2006/07 | 3       |
| 2007/08 | 5       |
| 2008/09 | 1       |
| 2009/10 | 1       |
| 2010/11 | 3       |
| 2011/12 | 11      |
| 2012/13 | 9       |
| 2013/14 | 19      |
| 2014/15 | 4       |
| 2015/16 | 5       |
| 2016/17 | 10      |
| 2017/18 | 14      |
| 2018/19 | 2       |
| 2019/20 | 1       |
| 2020/21 | 2       |
| 2021/22 | 3       |
| 2022/23 | 1       |
| 2023/24 | 1       |
| 2024/25 | 5       |

## Udział w mistrzostwach świata

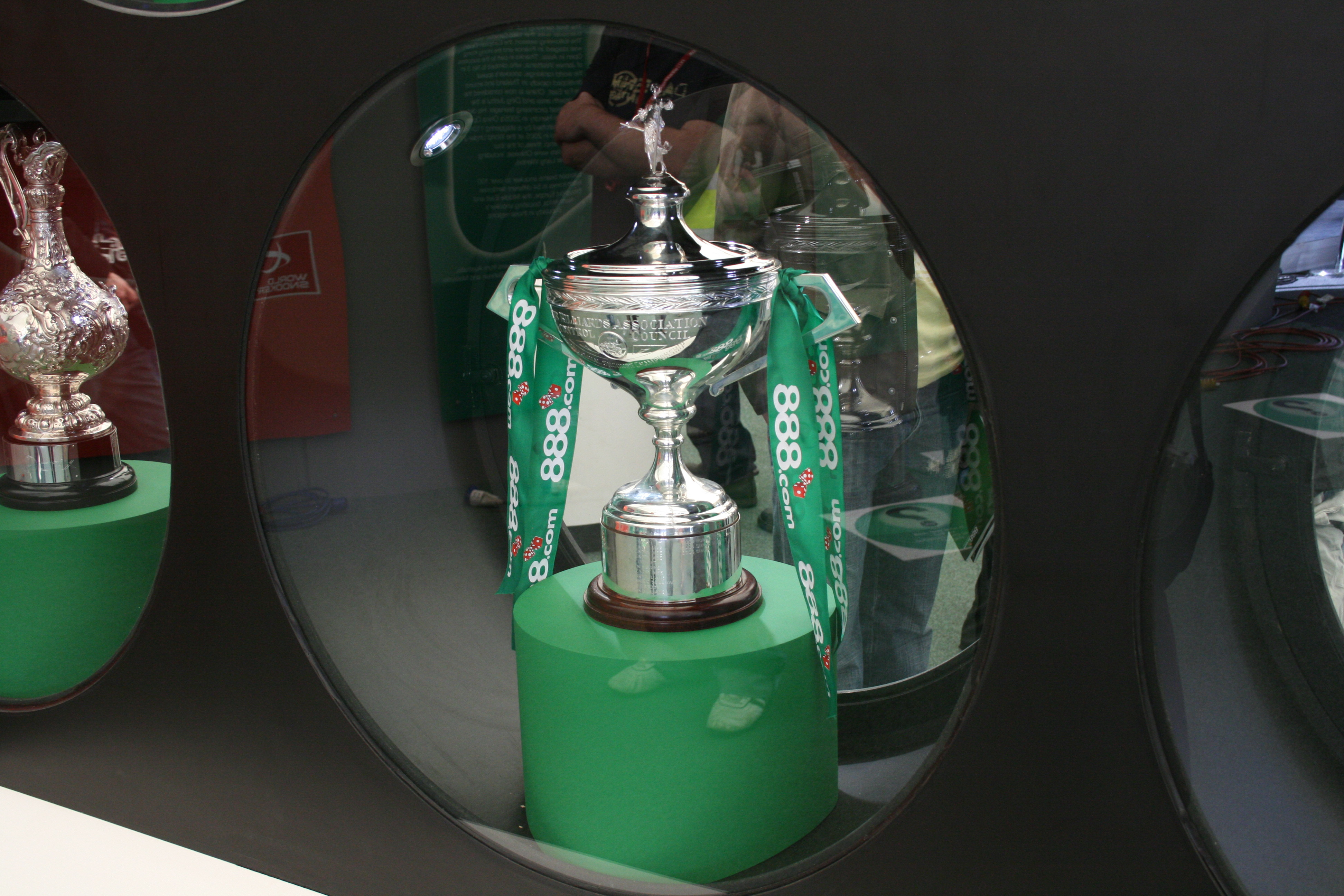
Puchar wręczany mistrzowi świata

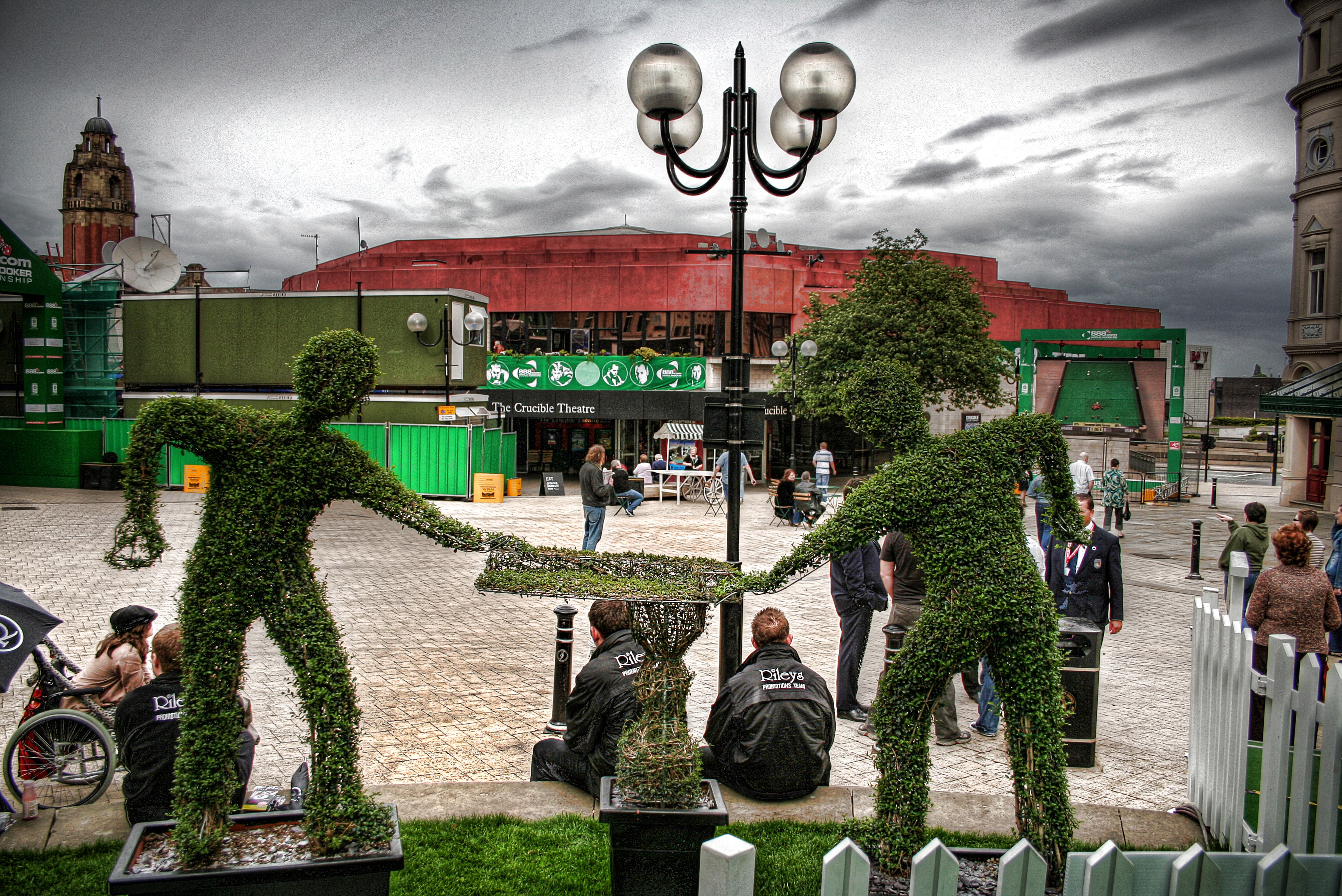
Crucible Theatre

Od 1993 Ronnie nieprzerwanie występuje w mistrzostwach świata. W trakcie swojej kariery 7-krotnie zdobywał tytuł mistrza świata. Tylko raz, w 2014 roku musiał uznać wyższość rywala w finale, jego pogromcą okazał się Mark Selby, który pokonał starszego rodaka 18:14, powracając do gry od stanu 10:5 na korzyść Ronniego. 5-krotnie przegrywał w spotkaniach półfinałowych, w tym dwukrotnie ze Stephenem Hendrym. Siedem razy odpadał w ćwierćfinałach. W sześciu przypadkach odpadał w II rundzie. Czterokrotnie musiał żegnać się z czempionatem już po pierwszym spotkaniu.
Łącznie w Crucible Theatre rozegrał 97 spotkań, z których wygrał 74. Daje mu to efektywność na poziomie 76,29%.
Podczas mistrzostw świata rozegrał w sumie 2 007 frejmów, wygrywając w 1 089, co daje efektywność na poziomie 58,89%.
W historii mistrzostw świata jest także rekordzistą pod względem ilości wbitych breaków 100+. Łącznie wbił ich 199, w tym trzykrotnie breaka maksymalnego (1997, 2003, 2008). Break maksymalny z 1997, wbity w meczu 1. rundy przeciwko Mickowi Price’owi, to najszybszy maks w historii snookera (5 minut i 8 sekund).

### 1993
Ronnie O’Sullivan odpadł w pierwszej rundzie, ulegając 7:10 Szkotowi Alanowi McManusowi.

### 1994
W pierwszej rundzie The Rocket zmierzył się z Irlandczykiem Dennisem Taylorem. Mecz zakończył się wynikiem 10:6 na korzyść Anglika. W drugiej rundzie (1/8 finału) Rakieta musiał uznać wyższość Johna Parrotta, który pokonał go aż 13:3.

### 1995
W pierwszym meczu Ronnie O’Sullivan pokonał Dave’a Harolda 10:3. W 1/8 finału Anglik okazał się lepszy od Walijczyka Darrena Morgana 13:8. W ćwierćfinale przegrał z Hendrym 8:13. Dojście do tej fazy rozgrywek było dużym sukcesem dla Anglika, który 3 lata wcześniej w 1992 roku rozpoczął karierę zawodowego gracza.

### 1996
Ronnie O’Sullivan w 1996 roku dotarł do półfinałów. Wyniki meczów, w których występował Anglik, były następujące:
- 1/16 finału: Ronnie O’Sullivan 10-3 Alain Robidoux
- 1/8 finału: Ronnie O’Sullivan 13-4 Tony Drago
- 1/4 finału: Ronnie O’Sullivan 13-12 John Higgins
- 1/2 finału: Peter Ebdon 16-14 Ronnie O’Sullivan

### 1997
W pierwszym meczu O’Sullivan wyeliminował Micka Price’a 10:6. W tym meczu Ronnie zrobił najszybszego breaka maksymalnego (147) w historii snookera – dokonał tego w 5 minut i 8 sekund. W 1/8 finału przegrał z Darrenem Morganem 12:13.

### 1998
W roku 1998 O’Sullivan dotarł do półfinałów. Oto wyniki wszystkich jego spotkań:
- 1/16 finału: Ronnie O’Sullivan 10-5 Joe Swail
- 1/8 finału: Ronnie O’Sullivan 13-4 Alan McManus
- 1/4 finału: Ronnie O’Sullivan 13-7 Jimmy White
- 1/2 finału: John Higgins 17-9 Ronnie O’Sullivan

### 1999
W pierwszej rundzie The Rocket pokonał 10:3 Leo Fernandeza z Irlandii. W 1/8 finału okazał się lepszy (13:8) od Joego Perry’ego. W ćwierćfinale wyeliminował Johna Parrotta 13:9. W półfinale O’Sullivan musiał uznać wyższość Stephena Hendry’ego – mecz zakończył się wynikiem 17:13 dla Szkota. W tym pojedynku Anglik był bardzo blisko uzyskania breaka maksymalnego; przy 134 punktach spudłował różową bilę (cięcie do lewej środkowej kieszeni).

### 2000
Ronnie O’Sullivan odpadł w pierwszej rundzie, po porażce 9:10 z Davidem Grayem, pomimo wbicia pięciu breaków stupunktowych (został pierwszym zawodnikiem, który dokonał tego w pierwszej rundzie mistrzostw).

### 2001– zdobycie pierwszego tytułu w karierze
W roku 2001 O’Sullivan zdobył tytuł mistrza świata. Oto wyniki meczów, które wygrał The Rocket:
- 1/16 finału: Ronnie O’Sullivan 10-2 Andy Hicks
- 1/8 finału: Ronnie O’Sullivan 13-6 Dave Harold
- 1/4 finału: Ronnie O’Sullivan 13-6 Peter Ebdon
- 1/2 finału: Ronnie O’Sullivan 17-11 Joe Swail
- finał: Ronnie O’Sullivan 18-14 John Higgins (partia 32 zakończyła się wynikiem 80:45)

### 2002
W pierwszym meczu O’Sullivan wygrał 10:5 z Drew Henrym, w drugiej rundzie po jednostronnym meczu wygrał z Robertem Milkinsem 13:2, w ćwierćfinale wyeliminował Stephena Lee 13:10. Swój udział w mistrzostwach The Rocket zakończył w półfinale, gdzie przegrał z Hendrym 13:17.

### 2003
W 2003 roku Ronnie O’Sullivan odpadł w pierwszej rundzie, przegrywając 6:10 z Marco Fu. W tym meczu wbił swojego drugiego w Crucible Theatre maksymalnego breaka.

### 2004– zdobycie drugiego tytułu w karierze
W pierwszej rundzie The Rocket pokonał Stephena Maguire’a 10:6, później Anglika Andy’ego Hicksa 13:11, w ćwierćfinale wysoko wygrał 13:3 z Anthony Hamiltonem.
Półfinał zakończył się bardzo niespodziewanym, jednostronnym wynikiem – O’Sullivan bowiem pokonał Hendry’ego 17:4. Tym samym The Rocket ustanowił swoisty rekord – najwyższej wygranej (trzynastoma partiami) w półfinałach MŚ. Wcześniejszy rekord należał do Stephena Hendry’ego, który pokonał 16:4 Terry’ego Griffithsa w 1992 roku.
W finale spotkał się z Graeme Dottem, wygrywając 18:8. Dott rozpoczął mecz od przewagi 5:0, jednak później zdołał wygrać tylko 3 frame’y.
Tym samym O’Sullivan zapewnił sobie pozycję numer jeden na liście rankingowej oraz zdobył drugi w swojej karierze tytuł mistrza świata.

### 2005
W 2005 roku O’Sullivan w pierwszej rundzie pokonał Stephena Maguire’a 10:9. W 1/8 finału wygrał z Allisterem Carterem 13:7. W ćwierćfinale uległ 11:13 Peterowi Ebdonowi po bardzo długim spotkaniu. Mecz ten charakteryzował się nerwową atmosferą, a także wieloma spięciami, które wynikały głównie ze sporej różnicy w sposobie gry obu zawodników. Peter Ebdon stosuje defensywną, powolną grę, która bardzo nie odpowiada O’Sullivanowi.

### 2006
W 2006 roku pierwszym przeciwnikiem O’Sullivana był Dave Harold, mecz zakończył się wynikiem 10:4. W 1/8 finału spotkał się z Ryanem Dayem, pokonując go po dosyć wyrównanym meczu (druga sesja zakończyła się 7:9 na korzyść Daya) 13:10. W ćwierćfinale O’Sullivan trafił na dwukrotnego mistrza świata Marka Williamsa. Po dość zaciętym pojedynku The Rocket ostatecznie wygrał 13-11 (4-4,10-6,13-11). Mecz półfinałowy z Graeme Dottem miał bardzo niespodziewany przebieg: pierwszą sesję O’Sullivan wygrał 5:3, drugą w takim samym stosunku przegrał, zaś w trzeciej oddał wszystkie osiem frame’ów. Czwarta sesja rozpoczęła się zatem przy wyniku 16:8 dla Dotta, O’Sullivanowi udało się wygrać tylko trzy partie i mecz ostatecznie przegrał 11:17.
Przed finałami O’Sullivan sparował z Peterem Ebdonem. Mecze te miały nauczyć Anglika cierpliwości i opanowania. Drabinka turniejowa przewidywała mecz tych dwóch zawodników jedynie w finale, co było jedną z przyczyn, dla których zdecydowali się oni na wspólne treningi.
Przed zawodami, jak i w ich trakcie, O’Sullivan był faworytem zakładów bukmacherskich. Po pierwszej sesji półfinałowej z Dottem (wynik 5:3 dla Anglika) bukmacherzy dawali za zwycięstwo O’Sullivana w tym meczu nie więcej niż 1,15 za jednego postawionego funta.

### 2007

#### Kontrowersje
Niedługo przed rozpoczęciem po tym, jak okazało się, że rozegra pierwszy mecz właśnie z Dingiem Junhui, O’Sullivan zarzucił, że losowanie zostało ustawione. Na zarzut ten odpowiedział rzecznik Światowej Organizacji Snookera, twierdząc że to nieprawda, ponieważ losowanie odbywało się przez dwóch prezenterów BBC, przy niezależnej widowni.

##### 1. runda
W pierwszej rundzie Ronnie O’Sullivan wyeliminował Chińczyka Ding Junhuia. Ding był drugim po O’Sullivanie kandydatem do zwyciężenia turnieju (według bukmacherów). Mecz zakończył się wynikiem 10:2 dla O’Sullivana (pierwsza sesja zakończyła się wynikiem 8:1).

##### 2. runda
W drugiej rundzie, która rozgrywana była 29 i 30 kwietnia, O’Sullivan zmierzył się z Neilem Robertsonem. Pierwsza sesja, rozegrana 29 kwietnia zakończyła się wynikiem 6:2 na korzyść R. O’Sullivana. Druga sesja tego pojedynku zakończyła się remisem 8:8. Trzecią sesję wygrał natomiast O’Sullivan 5:2, zwyciężając w całym meczu 13:10. Przebieg ostatniej sesji mógł wskazywać na to, iż mecz będzie zacięty do samego końca, gdyż zawodnicy na przemian wygrywali frame’y w pierwszej części trzeciej sesji (wyniki poszczególnych frame’ów trzeciej sesji):
- Partia 17 – wygrywa Robertson. Stan 8:9 dla Australijczyka.
- Partia 18 – wygrywa O’Sullivan. Stan 9:9.
- Po partii 19 i 20, znów był remis 10:10.
- Po znowieniu gry (po przerwie) 3 kolejne frame’y wygrał O’Sullivan, wygrywając mecz w 23 partii.

##### Ćwierćfinał
W ćwierćfinale Rakieta zmierzył się z Johnem Higginsem. Po pierwszej sesji tego pojedynku, rozegranej 1 maja, był remis 4:4. Druga sesja rozegrana 2 maja o godzinie 11 (polskiego czasu) zakończyła się wynikiem 7:1 dla Szkota – a więc było 5:11. Trzecia sesja tego pojedynku została rozegrana wieczorem tego samego dnia, zakończyła się po 6 frame’ach – Higgins zwyciężył w tym meczu 13:9.

### 2008– trzecie zdobycie tytułu w karierze
Ronnie O’Sullivan w opinii bukmacherów jest faworytem mistrzostw. Niezależne od siebie serwisy bukmacherskie typowały go na długo przed rozpoczęciem zawodów na mistrza świata.

#### 1. runda
W pierwszej rundzie O’Sullivan zmierzył się z reprezentantem Chin Liu Chuangem. Pierwszą sesję tego meczu rozgrywaną o 15:30 23 kwietnia 2008 roku wygrał O’Sullivan 5:4 (do przerwy Anglik prowadził 3:1). Druga sesja rozgrywana 24 kwietnia zakończyła się wynikiem 5:1 dla O’Sullivana (do przerwy 3:1), a więc wygrał on mecz 10:5.

#### 2. runda
W drugiej rundzie Ronnie O’Sullivan grał z reprezentantem Walii Markiem Williamsem. Pierwsza odsłona tego pojedynku rozgrywana w sesji wieczornej (26 kwietnia 2008 roku) zakończyła się wynikiem 5:3 dla Anglika. Druga sesja zakończyła się remisem (rozgrywana wieczorem 27 kwietnia) 4:4. W ostatniej sesji rozgrywanej 28 kwietnia 2008 frame’y wygrywał już tylko O’Sullivan – ostatecznie zwyciężając w meczu 13:7. Podczas ostatniej 20 partii wbił swojego dziewiątego w życiu turniejowego breaka maksymalnego.
Zawodnik po zdobyciu breaka maksymalnego powiedział między innymi: Obviously it’s more important to win the game but that money gives me a few options in the summer. I’ll be getting a Bentley Convertible now – I’ve been dying to get one! (Oczywiście ważniejsze jest wygranie meczu, ale te pieniądze dają mi kilka opcji na lato. Będę miał teraz Bentleya Convertible – marzyłem o nim od dawna).
Dodał również: The difference between this season and the last 13 seasons is that I’ve stumbled across a couple of things and kept my discipline with it and stayed patient. (Różnica między tym sezonem a trzynastoma wcześniejszymi jest taka, że teraz natknąłem się na parę rzeczy i utrzymałem dyscyplinę dzięki temu oraz byłem cierpliwy).

#### Ćwierćfinał
W ćwierćfinale „The Rocket” zmierzył się z Liangem Wenbo. Pierwsza odsłona tego pojedynku miała miejsce w sesji popołudniowej 29 kwietnia, zakończyła się ona remisem 4:4. Dzień później w sesji porannej O’Sullivan wygrał 7 frame’ów oddając tylko jeden, tym samym wysunął się na sześcioframe’owe prowadzenie 11:5. W decydującej trzeciej sesji O’Sullivan zakończył mecz po 4 partiach, ostatecznie wygrywając całe spotkanie 13:7.
Po meczu O’Sullivan wypowiadał się w następujący sposób: I’m pleased to be through, it was alright. I could have played better, I could have scored bit more heavily, I could have been a bit more sharp in the safety department. My long ball potting could have been a bit better, but overall it was ok. I suppose. (Jestem zadowolony, że sobie poradziłem, bez problemów. Mogłem grać lepiej, mogłem wbijać punkty lepiej, mogłem być trochę bardziej inteligentny w moich odstawnych, moje wbicia długich bil mogły być lepsze, ale generalnie myślę iż było dobrze).
Zapytany o Stephena Hendry’ego O’Sullivan powiedział m.in.: [...] it’s just good to be playing in the semis against a fantastic player, we all know that. [...] He’s there because Stephen’s a great player. (To jest dobrze grać w półfinale z tak fantastycznym graczem, wszyscy to wiemy. On jest tutaj, ponieważ jest świetnym graczem).
O’Sullivan wypowiadał się również ciepło o publiczności. O meczu z Hendrym powiedział, iż to będzie okazja by obaj gracze zagrali na maksimum swoich możliwości.
„The Rocket” zapewnił po meczu z Wenbo (w wywiadzie dla BBC), iż jest w Sheffield po to by sięgnąć po tytuł. Przed meczem z Hendrym, Bukmacherzy jednoznacznie wskazywali „Rakietę” jako faworyta tego spotkania.

#### Półfinał
W półfinale Ronnie O’Sullivan grał ze zdobywcą siedmiu tytułów mistrza świata – Stephenem Hendrym. Mecz miał być rozgrywany od 1 do 3 maja, ale zakończył się już 2 maja po trzech sesjach.
Po pierwszej sesji tego pojedynku był remis 4:4 (1:3 do przerwy). Druga odsłona tego meczu, która miała miejsce o godzinie 11, została zdominowana przez O’Sullivana – który wygrał wszystkie osiem zaplanowanych na tę sesję frame’ów i wysunął się na prowadzenie 12:4. Tego samego dnia została rozegrana trzecia sesja tego pojedynku, w której to „The Rocket” potrzebował wygrać 5 z 8 możliwych do rozegrania partii by zakończyć mecz w trzech sesjach. Udało mu się zwyciężyć 5 z 7 partii i tym samym wygrać mecz 17:6. Czwarta sesja tego pojedynku nie została więc rozegrana.
Szkot w tym meczu po raz pierwszy w historii swoich udziałów w MŚ oddał wszystkie 8 frame’ów jednej sesji.
Po meczu O’Sullivan powiedział: I’m really pleased. There were times when I felt really good and in control and did everything perfectly. It was a great feeling. (Jestem naprawdę zadowolony. To był ten czas kiedy ja czułem się naprawdę dobrze i miałem kontrolę oraz robiłem wszystko perfekcyjnie. To było niesamowite uczucie.)
O wyniku pierwszej sesji powiedział: It was a complete result. I thought 6-2 down would be ok, if it had gone 7-1 I would have struggled. I didn’t want to give him a big lead. At 4-4 I was delighted, I felt like I’d won the session 7-1. (To był kompletny rezultat. Myślałem, że 6-2 w plecy będzie ok. Gdybym przegrywał 7-1 musiałbym się borykać. Nie chciałem dać mu dużej przewagi. 4-4 było wyśmienite, czułem się jakbym wygrał 7-1 tę sesję.)
Hendry powiedział O’Sullivanie, iż był najlepszym graczem który kiedykolwiek grał przeciwko niemu. The Rocket na to odpowiedział: That compliment means more to me than anything anyone could give me. I remember watching him when I was 14 and he was God, and he still is to all of us snooker players. (Ten komplement znaczy dla mnie więcej niż cokolwiek innego co mógłbym otrzymać. Pamiętam, oglądałem go kiedy miałem 14 lat i on był „Bogiem” i ciągle jest dla wszystkich snookerowych graczy.)
Hendry powiedział również o O’Sullivanie: When you let him get a lead on you he’s unstoppable. He’s a different animal when you put pressure on him, but I didn’t. (Kiedy wypuścisz go na prowadzenie, on jest nie do zatrzymania. Jest zupełnie innym zwierzakiem, kiedy wywrzesz na niego presję, ale ja tego nie zrobiłem)

#### Finał – zdobycie tytułu
O’Sullivan spotkał się w swoim trzecim w życiu finale mistrzostw świata z innym Anglikiem – Allisterem Carterem. Mecz został rozegrany w czterech sesjach 4 i 5 maja.
Pierwsza sesja została rozpoczęta o godzinie 16 4 maja. Zakończyła się ona wynikiem 6:2 dla Ronniego O’Sullivana (3:1 do przerwy). Druga odsłona tego meczu miała miejsce tego samego dnia o godzinie 21 i również zakończyła się zwycięstwem The Rocket 5:3. Anglik tym samym wysunął się na prowadzenie w meczu 11:5.
Trzecia sesja rozgrywana 5 maja o godzinie 16 zakończyła się również zwycięstwem O’Sullivana 5:3. Tym samym w całym meczu prowadził on po trzech sesjach 16:8.
W sesji czwartej Ronnie nie oddał już żadnego frame’a, wygrywając całe spotkanie 18:8 i zdobywając kolejny tytuł mistrza świata w snookerze.
Wyniki wszystkich frame’ów tego meczu prezentowały się następująco: 81:56, 127:0, 99:0, 0:104, 86:4, 62:76, 65:18, 73:0, 78:0, 36:60, 86:4, 28:93, 45:80, 123:0, 77:32, 110:5, 66:48, 74:0, 25:64, 85:0, 0:84, 58:42, 4:89, 68:39, 75:32, 61:16.
Po turnieju O’Sullivan powiedział m.in.: It’s a real buzz to win it. There is no bigger tournament, this is our pinnacle, it’s our greatest stage, (To jest naprawdę odlotowo wygrać ten turniej. Nie ma większych zawodów, to jest nasz szczyt, to jest nasz najlepszy etap).
O następnych zwycięstwach zawodnik powiedział: I’ve got three now and I would like to win more. I wouldn’t like to put a number on it because that would be very foolish of me. (Mam teraz trzy tytuły i chciałbym wygrać więcej. Nie chciałbym jednak się o to zakładać ponieważ to by było głupie z mojej strony).
O meczu z Carterem: I think everybody had expectations of me just blowing Ali away after I won my semi final so well. (Myślę, że wszyscy spodziewali się, że załatwię Alego po tym jak wygrałem w taki ładny sposób półfinał).
Podobnie jak cztery lata wcześniej (finał MŚ O’Sullivan – Dott) – przed rozpoczęciem sesji na arenę wbiegł ekshibicjonista. Został jednak unieszkodliwiony przez służby porządkowe.

#### Powrót na pierwsze miejsce światowego rankingu po MŚ
Dzięki zwycięstwu w ćwierćfinale i jednoczesnym odpadnięciu w tej rundzie Stephena Maguire’a O’Sullivan zapewnił sobie pierwszą pozycję na liście rankingowej na następny sezon. Pozostający wówczas w turnieju Hendry, Carter, Perry – mieli przed turniejem odpowiednio 13375, 15075, 17225 straty do Anglika.
Przed MŚ O’Sullivan był drugi na liście rankingowej ze stratą do 100 punktów do Shauna Murphy’ego – ten jednak za dojście tylko do drugiej rundy otrzymał tylko 3,8 tysiąca punktów i nie utrzymał pierwszego miejsca.

### 2009
O’Sullivan był faworytem MŚ w opinii bukmacherów. Brytyjski serwis William Hill na około 1,5 miesiąca przed rozpoczęciem zawodów płacił za ewentualne zwycięstwo Anglika 3 funty (za jednego postawionego).

#### 1. runda
W pierwszej rundzie turnieju Ronnie O’Sullivan zmierzył się ze Stuartem Binghamem. Obie sesje pojedynku były rozgrywane 18 kwietnia 2009 roku (poranna i wieczorna). Po pierwszej sesji O’Sullivan prowadził 6:3 (2:2 do przerwy), zaś drugą sesję zakończył w sześciu partiach wygrywając całe spotkanie 10:6.

#### 2. runda
W drugiej rundzie O’Sullivan zmierzył się z Markiem Allenem. Pierwsza sesja tego pojedynku zakończyła się remisem 4:4, druga zwycięstwem O’Sullivana (stan meczu po sesji: 9:7). W ostatniej sesji rywal O’Sullivana wygrał 6 partii i to on awansował do następnej rundy. Ostateczny wynik meczu 11:13. Po meczu O’Sullivan powiedział, że jego rywal grał doskonale, zauważył, że tak grający Allen ma szansę wygrać cały turniej. Po odpadnięciu z turnieju O’Sullivan zadeklarował, że chce spędzić czas z rodziną i swoim ojcem, który otrzymał przepustkę z więzienia. Pomimo porażki w drugiej rundzie, O’Sullivan utrzymał 1. miejsce na liście rankingowej.

### 2010

#### 1. runda
W pierwszej rundzie O’Sullivan zmierzył się z Liangiem Wenbo. Mecz ten został rozegrany 19 i 20 kwietnia. Po pierwszej sesji O’Sullivan prowadził 7:2. Następnego dnia doprowadził do stanu 9:3, jednak jego przeciwnik zdołał odrobić część strat – ostatecznie O’Sullivan wygrał 10:7.

#### 2. runda
W drugiej rundzie spotkał się z Markiem Williamsem. Mecz był rozgrywany przez trzy dni, 24, 25 i 26 kwietnia. Po pierwszej sesji był remis 4:4. Remisem zakończyła się również kolejna sesja (8:8). W decydującej odsłonie pojedynku inicjatywę przejął jednak Ronnie O’Sullivan, który wysunął się na prowadzenie 11:9. Williams odpowiedział tylko jedną partią doprowadzając do stanu 11:10. Następnie dwie kolejne partie wygrał O’Sullivan (w obu zdobywając breaki ponadstupunktowe), ustalając wynik meczu na 13:10.

#### Ćwierćfinał
W ćwierćfinale rozgrywanym 27 i 28 kwietnia O’Sullivan zmierzył się z Markiem Selby. Pierwszą sesję zremisował 4:4, po drugiej prowadził 9:7. Ostatecznie jednak przegrał to spotkanie 11:13 po tym, jak jego przeciwnik wygrał cztery ostatnie partie w meczu.

### 2011

#### Kontrowersyjne wypowiedzi przed turniejem
Przed turniejem udzielił kontrowersyjnego wywiadu dla Daily Mail, w którym stwierdził, że zrobił dla snookera więcej niż wszyscy inni zawodnicy razem wzięci. Chwalił się również tym, że ma fanów na całym świecie, którzy wybaczają mu jego wybryki. Uznał również, że podczas mistrzostw tylko jeden lub dwóch graczy nie będzie przerażonych pojedynkiem z nim. Podczas tego wywiadu dawał również do zrozumienia, że może odejść ze snookera lub zrobić sobie przerwę w grze.

#### 1. runda
W pierwszej rundzie zmierzył się z Dominikiem Dale’em. Mecz ten rozpoczął się od prowadzenia 2-0 O’Sullivana, Dale wygrał wówczas dwie kolejne partie, które jednocześnie były jedynymi frame’ami, które zdobył w tym meczu. Pierwsza sesja pojedynku zakończyła się wynikiem 7-2, a cały mecz 10-2.

#### 2. runda
W drugiej rundzie zmierzył się z Shaunem Murphym. Pojedynek rozpoczął się od prowadzenia O’Sullivana 3-0, Murphy odpowiedział dwiema partiami. Następne 3 partie wygrał O’Sullivan, wygrywając sesję 6-2. W drugiej odsłonie pojedynku, rozgrywanej 24 kwietnia Murphy zmniejszył prowadzenie O’Sullivana do 9-7.
Decydująca odsłona meczu rozgrywana w sesji wieczornej 25 kwietnia rozpoczęła się od dominacji O’Sullivana, który doprowadził do statu 12-8. Murphy był w stanie odrobić już tylko dwie partie, ostatecznie przegrywając 10-13.

#### Ćwierćfinał
W ćwierćfinale O’Sullivan zmierzył się z liderem rankingu, Johnem Higginsem. Po pierwszej sesji był remis 4-4. Druga sesja zakończyła się również remisem (wynik meczu 8-8), pomimo prowadzenia O’Sullivana 8-5. W ostatniej sesji lepszy okazał się Higgins, który ustanowił wynik spotkania na 13-10.

### 2012– czwarty tytuł w karierze

#### 1. runda
W pierwszej rundzie O’Sullivan spotkał się z Peterem Ebdonem, który to musiał się kwalifikował do turnieju głównego. Pierwsza sesja tego pojedynku rozgrywana 23 kwietnia (w sesji popołudniowej) miała jednostronny przebieg. Od stanu 1:1 O’Sullivan zwyciężył 6 kolejnych partii i wysunął się na prowadzeniu 7:1. Ostatnią partię sesji wygrał Ebdon, zmniejszając stratę do pięciu partii.
W drugiej sesji spotkania, rozgrywanej w sesji popołudniowej 24 kwietnia gracze podzielili się pierwszymi czterema partiami. W 14 partii break rozpoczął Peter Ebdon, nie mniej jednak nie udało mu się skonstruować wygrywającej przewagi i pozostawił stół rywalowi, ten z kolei doprowadził do wyniku, w którym to rywal potrzebował już kilku snookerów. Peter Ebdon nie był w stanie ich ustawić, przez co O’Sullivan wygrał partię i mecz 10:4.

#### 2. runda
W drugiej rundzie spotkał się z Markiem Williamsem. Spotkanie miało jednostronny przebieg: pierwszą sesję wygrał O’Sullivan 5:3, drugą 6:2, co dało mu prowadzenie w meczu 11:5. Ostatecznie zwyciężył 13:6.

#### Ćwierćfinał
W ćwierćfinale rywalem O’Sullivana był Neil Robertson, który wygrał pierwszą sesję 5:3. Później jednak rozpoczęła się dominacja O’Sullivana – zwyciężył on drugą sesję 6:2, ustanawiając wynik 9:7. W trzeciej odsłonie pojedynku kontrolował spotkanie, ostatecznie zwyciężając 13:10. Po meczu jego przeciwnik powiedział: If he approaches all his matches [in the same way], he’ll run away with this tournament easily. (Jeżeli zagra w kolejnych meczach w ten sam sposób, to z łatwością wygra te zawody).

#### Półfinał
Rywalem O’Sullivana w półfinale był walijski zawodnik Matthew Stevens. Mecz rozpoczął się od dominacji angielskiego snookerzysty, który wygrał pierwsze cztery partie, a następnie całą sesję 5:3. W drugiej sesji przewaga została zwiększona do 11:5. Trzecia odsłona meczu zakończyła się remisem 4:4:, co ustanowiło wynik meczu na 15:9. Wieczorem tego samego dnia (5 maja) rozegrano już tylko 3 partie, czyli całe spotkanie zakończyło się zwycięstwem 17:10 O’Sullivana, który awansował do czwartego w karierze finału.

#### Finał
Finał został zaplanowany na 6 i 7 maja. Rywalem był Allister Carter. Spotkanie rozpoczęło się od wygranych dwóch partii przez Ronniego O’Sullivana, jego rywal zdołał doprowadzić do remisu 2:2, jednak cała sesja zakończyła się wynikiem 5:3 dla O’Sullivana. Drugą sesję rozegrano tego samego dnia i w niej także zwyciężył Ronnie O’Sullivan 5:4, wysuwając się na prowadzenie 10:7. Następnego dnia po wznowieniu zawodów, O’Sullivan doprowadził do stanu 14:7, ale ostatecznie całą sesję wygrał 5:3, co ustanowiło wynik na 15:10 po 3 z 4 sesji. W ostatecznej sesji rozegrano już tylko 4 partie, z których 3 wygrał O’Sullivan, przez co zwyciężył w finale 18:11 i zdobył czwarty w karierze tytuł. Po zakończeniu spotkania oznajmił, iż pozostaje w snookerze. Podczas ceremonii wręczenia pucharu i wywiadu pomeczowego towarzyszył mu syn – Ronnie Jr.

### 2013– piąty tytuł w karierze
Pomimo rozegrania tylko jednego spotkania w sezonie 2012/2013 oraz wypadnięcia z czołowej 16 O’Sullivan będzie rozstawiony w tym turnieju z numerem jeden, w przypadku obrony tytułu zyska on prawo do gry we wszystkich turniejach sezonu 2013/2014 niezależnie od miejsca zajmowanego na liście rankingowej.

#### 1. runda
W 1 rundzie (20 kwietnia) O’Sullivan wygrał 10:4 z Marcusem Campbellem, prowadząc po pierwszej sesji 7:2.

#### 2. runda
W 2 rundzie zawodnik zmierzył się z Allisterem Carterem. Mecz był rozgrywany w dniach 27–29 kwietnia. Po pierwszej sesji O’Sullivan prowadził 5:3, po drugiej 9:7, by ostatecznie wygrać to spotkanie 13:8.

#### Ćwierćfinał
W ćwierćfinale O’Sullivan grał ze Stuartem Binghamem. Mecz od początku miał jednostronny przebieg po tym, jak O’Sullivan wygrał 7 pierwszych partii, by ostatecznie zwyciężyć w sesji 7:1. W drugiej sesji Bingham przegrywał 1:12, jednak zdołał odrobić trzy partie i doprowadzić do trzeciej sesji, w której rozegrano 1 partię. Spotkanie zakończyło się wynikiem 13:4.

#### Półfinał
W półfinale rozgrywanym w dniach 2–4 maja wygrał 17:11 z Juddem Trumpem. Pierwsza sesja pojedynku zakończyła się remisem 4:4, w każdej kolejnej wygrał O’Sullivan (5:3, 5:3, 3:1). W meczu tym padł tylko jeden break stupunktowy, autorstwa Trumpa. W sesji trzeciej O’Sullivan dostał ostrzeżenie od sędzi tego pojedynku, pani Michaeli Tabb, za (jej zdaniem) „obsceniczne gesty”.

#### Finał

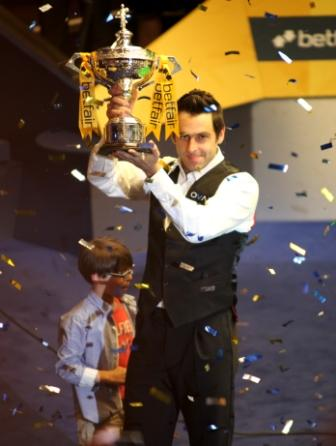
Ronnie O’Sullivan po zdobyciu piątego tytułu mistrzowskiego

W finale pokonał 18:12 Barry’ego Hawkinsa, broniąc tytuł mistrza świata. W tym meczu, jedyny raz w całym turnieju O’Sullivan miał stratę we frejmach do rywala – było to pierwszej sesji, przy stanie 3:2 dla Hawkinsa. Ponadto Barry Hawkins był jedynym zawodnikiem, który wygrał z O’Sullivanem w tych zawodach frejma otwierającego sesję. Udało się mu to aż trzykrotnie – podczas drugiej, trzeciej i czwartej sesji. Mecz finałowy toczony był na wysokim poziomie i w szybkim tempie (średnio około 15 minut na frejma, szybciej było tylko w 1992 roku, gdy grali Stephen Hendry i Jimmy White). W meczu tym padły lub zostały wyrównane następujące rekordy:
– ilość brejków stupunktowych w karierze danego zawodnika wbitych w Crucible – 131 takich osiągnięć ma O’Sullivan, poprzedni rekordzista – Stephen Hendry – miał ich 127.
– ilość brejków stupunktowych wbitych przez jednego gracza w finale MŚ – 6 autorstwa O’Sullivana
– ilość brejków stupunktowych wbitych przez jednego gracza w pojedynczym meczu na MŚ – 6 autorstwa O’Sullivana, co jest wyrównaniem osiągnięcia Marka Selby’ego z 2011 z meczu drugiej rundy przeciwko Stephenowi Hendry’emu.
– ilość brejków stupunktowych wbitych przez obu graczy w finale MŚ – 8 (6 autorstwa O’Sullivana, 2 autorstwa Hawkinsa), co jest wyrównaniem osiągnięcia z 2002 roku z finału Petera Ebdona i Stephena Hendry’ego, kiedy obaj gracze wbili po 4 brejki stupunktowe. O’Sullivan wygrywając finał został też pierwszym od 1996 roku, a trzecim w historii graczem, któremu udało się obronić tytuł mistrza świata na turnieju rozgrywanym w Crucible Theatre w Sheffield.

### 2014– wicemistrzostwo świata
Jako obrońca tytułu, zawodnik zostanie rozstawiony z numerem jeden. Według bukmacherów jest faworytem zawodów, brytyjski bukmacher William Hill za zwycięstwo O’Sullivana płaci 11:8 (kurs dziesiętny 2.37).

#### 1. runda
W pierwszym dniu zawodów (19 kwietnia) O’Sullivan wygrał z Robinem Hull. Po pierwszej sesji prowadził 7:2, by całe spotkanie zakończyć wynikiem 10:4. W całym spotkaniu padły dwa breaki stupunktowe, po jednym w wykonaniu obu zawodników.

#### 2. runda
W drugiej rundzie, która była rozgrywana w dniach 24–26 kwietnia O’Sullivan zmierzył się z Joem Perrym. Mecz zdominował Perry, który wygrał partię otwarcia, następnie odskoczył na 4:1 by zakończyć pierwszą sesję wynikiem 5:3. W drugiej sesji Perry utrzymywał przewagę, ostatecznie zachowując przewagę z dnia poprzedniego (wynik po drugiej sesji 9:7). W trzeciej sesji, która rozgrywana była w sesji porannej 26 kwietnia, Perry po czterech pierwszych frame’ach dalej kontrolował spotkanie prowadząc 11:9. Po wznowieniu gry do głosu doszedł O’Sullivan, który najpierw doprowadził do remisu 11:11, by następnie wygrać cały mecz 13:11 wbijając breaki stupunktowe w ostatnich dwóch partiach. Perry w dwóch ostatnich partiach nie zdobył ani jednego punktu.

#### Ćwierćfinał
W ćwierćfinale, który był rozgrywany w dniach 29–30 kwietnia O’Sullivan zagrał z Shaunem Murphym. Murphy wygrał dwie pierwsze partie w spotkaniu i miał szansę wygrać trzecią (O’Sullivan potrzebował snookera), jednak ostatecznie przegrał pierwszą sesję 2:6. Druga sesja zakończyła się wynikiem 7:1 na korzyść O’Sullivana, co zakończyło spotkanie wynikiem 13:3, tym samym trzecia sesja spotkania, która miała zostać rozegrana wieczorem 30 kwietnia – nie doszła do skutku.

#### Półfinał
Półfinał, w którym rywalem O’Sullivana był Barry Hawkins miał zostać rozegrany w dniach 1–3 maja, jednak ostatecznie mecz został zamknięty w 3 sesjach, które miały miejsce w dniach 1–2 maja. Hawkins w pierwszej sesji spotkania zdobył prowadzenie na 2:1 i było to jego pierwsze i ostatnie prowadzenie w meczu, ponieważ całą sesję przegrał 2:6. W drugiej sesji O’Sullivan rozpoczął od wygrania czterech partii z rzędu, ostatecznie wygrywając sesję wynikiem 5:3 i prowadząc w meczu 11:5. W pierwszej odsłonie 3 sesji zawodnicy podzielili równo się czterema partiami, co doprowadziło do wyniku 13:7, po wznowieniu sesji wszystkie kolejne partie wygrał O’Sullivan i zwyciężył w meczu 17:7, zdobywając w całym spotkaniu 4 breaki powyżej stu punktów.

#### Finał
W finale O’Sullivan zmierzył się z Markiem Selbym. Mecz rozpoczął się od dominacji O’Sullivana, który prowadził w pierwszej sesji 3:0 i ostatecznie zamknął ją wynikiem 5:3, w drugiej sesji zwiększył prowadzenie do 10:7. W kolejnym dniu Mark Selby zdominował spotkanie, odrabiając wszystkie straty, a następnie wysuwając się na prowadzenie 12:11 po trzeciej sesji (po spudłowaniu łatwej bili różowej na frame w końcowej partii sesji przez O’Sullivana). Mecz został wznowiony o godzinie 20 czasu polskiego, Mark Selby zdołał powiększyć swoją przewagę i utrzymać ją do końca spotkania, ostatecznie wygrywając 18:14. Był to pierwszy finał mistrzostw świata przegrany przez O’Sullivana.

### 2015

#### 1. runda
W pierwszej rundzie O’Sullivan pokonał 10:3 Craiga Steadmana, prowadząc po pierwszej sesji 7:2. Podczas spotkania O’Sullivan rozegrał fragment jednego frame’a boso, ze względu na obcierającego go obuwie.

#### 2. runda
W drugiej rundzie O’Sullivan wygrał 13:5 z Matthew Stevensem, prowadząc po pierwszej sesji 5:3 (pomimo przegrania dwóch pierwszych partii), a po drugiej 12:4.

#### Ćwierćfinał
W ćwierćfinale zawodnik uległ Stuartowi Binghamowi 9:13. Początek meczu zdominował Bingham, który prowadził po pierwszej sesji 5:3, w drugiej odsłonie pojedynku Ronnie O’Sullivan miał szansę wyjść na prowadzenie, ostatecznie jednak odrobił jedynie straty i doprowadził do remisu 8:8. Na początku trzeciej sesji O’Sullivan prowadził 9:8, jednak od tego stanu przegrał pięć kolejnych partii, w których dominował Bingham. Komentatorzy podkreślali, iż zwycięzca tego spotkania był w „genialnej dyspozycji”.

### 2016

#### 1. runda
W pierwszej rundzie O’Sullivan pokonał Dave’a Gilberta 10:7.

#### 2. runda
W drugiej rundzie O’Sullivan przegrał z Barrym Hawkinsem 12:13. Po pierwszej sesji O’Sullivan przegrywał 3:5, po drugiej 7:9. W decydującej sesji Hawkins prowadził 12:9, ale mecz rozstrzygnął się dopiero w ostatniej 25 partii, w której to O’Sullivan przegrał przez przypadkowy faul, polegający na wbiciu białej do kieszeni. Hawkins mając białą z ręki zdobył potrzebne mu do zwycięstwa punkty.

### 2017

#### 1. runda
Swój 25. z rzędu występ na Mistrzostwach Świata O’Sullivan rozpoczął od pokonania 10:7 Gary’ego Wilsona (po pierwszej sesji było 5:4). Tym samym po raz 14. z rzędu Anglik awansował do 1/8 finału, wyrównując rekord Terry’ego Griffithsa.

#### 2. runda
W drugiej rundzie trafił na Shauna Murphy’ego. Pierwsza sesja zakończyła się wynikiem 6:2 dla starszego z Anglików, po drugiej było 10:6, a ostatecznie O’Sullivan wygrał 13:7.

#### Ćwierćfinał
Ding Junhui był rywalem O’Sullivana w ćwierćfinale. Po dwóch sesjach tego meczu było 10:6 dla Chińczyka, zaś mecz skończył się wynikiem 13:10. W 20 partii Ronnie osiągnął najwyższy break turnieju, wynoszący 146 punktów.

### 2018

#### 1. runda
Będąc rozstawionym z numerem drugim, zawodnik rozpoczął turniej od meczu ze Stephenem Maguire’em. Po pierwszej sesji był wynik 6:3 dla Maguire’a, który prowadził 4:0 do przerwy. W drugiej sesji O’Sullivan doprowadził do remisu 6:6, by ostatecznie wygrać cały mecz 10:7, oddając tylko jedną partię drugiej sesji.

#### 1/8 finału
W drugiej rundzie spotkał się z Alim Carterem, który nigdy wcześniej nie pokonał O’Sullivana w turnieju rankingowym. Carter po pierwszej sesji prowadził 5:3, po drugiej było 9:7 po tym, jak O’Sullivan odrobił straty od wyniku 8:3. W trzeciej sesji na przerwę zawodnicy zeszli przy stanie 11:9 dla Cartera. W 21. frejmie O’Sullivan próbował doprowadzić do wyniku 11:10, jednak przy stanie 10:54 spudłował łatwą niebieską z punktu. Carter odpowiedział breakiem 51 i wykradł tę partię, a także wygrał następną, zwyciężając w całym meczu 13:9.

### 2019
W 2019 roku O’Sullivan zakończył turniej w pierwszej rundzie po porażce 8:10 z Jamesem Cahillem występującym na turnieju ze statusem amatora. Była to dla Anglika pierwsza porażka w pierwszej rundzie mistrzostw od 2003 roku.

### 2020– szósty tytuł w karierze

#### 1. runda
W pierwszej rundzie Anglik pokonał Taja Thepchaiyę Un-Nooha 10:1, prowadząc po pierwszej sesji 8:1. Mecz ten trwał 108 minut, stając się najkrótszym spotkaniem w historii fazy głównej mistrzostw.

#### 2. runda
W 1/8 finału przeciwnikiem O’Sullivana był Ding Junhui. Pierwsza sesja zakończyła się remisem 4:4. Po drugiej sesji na tablicy wyników nadal widniał wynik remisowy 8:8, pomimo wcześniejszego prowadzenia Dinga 7:5. W trzeciej sesji Anglik rozstrzygnął mecz na swoją korzyść, wygrywając ostatecznie całe spotkanie 13:10.

#### Ćwierćfinał
Rywalem Rakiety w ćwierćfinale był Mark Williams. Pierwsza sesja zakończyła się zwycięstwem Williamsa 6:2. Do przerwy w drugiej sesji Walijczyk utrzymywał czterofrejmowe prowadzenie, jednak po przerwie wszystkie partie sesji wygrał O’Sullivan, doprowadzając do remisu 8:8. Trzecia sesja zaczęła się od czterech partii wygranych na przemian przez obu zawodników. Po przerwie O’Sullivan wygrał pozostałe frejmy meczu i zwyciężył ostatecznie 13:10, konstruując w całym spotkaniu pięć breaków stupunktowych.

#### Półfinał
W półfinale O’Sullivan zmierzył się z Markiem Selbym. Pierwszą sesję The Rocket wygrał 5:3. Druga sesja zakończyła się wynikiem 2:6 na korzyść Marka Selby’ego, w efekcie czego młodszy z Anglików objął prowadzenie 9:7. W trakcie trzeciej sesji O’Sullivan przegrywał 9:13, jednak wygrał dwa ostatnie frejmy sesji, zmniejszając straty do wyniku 11:13. W decydującej sesji meczu na przerwę zawodnicy zeszli przy prowadzeniu Selby’ego 15:13, po czym obaj zawodnicy wygrali po jednym frejmie. Od stanu 14:16 O’Sullivan zdołał wygrać dwa kolejne frejmy breakami w wysokości 138 i 71 punktów, doprowadzając do decydującej partii. W niej Rakieta wbił 64 punkty, po czym oddał stół Selby’emu. The Jester from Leicester zdołał zdobyć 34 punkty, po czym doszło do wymiany na odstawne na ostatniej czerwonej, którą ostatecznie wbił O’Sullivan. Po wbiciu kilku kolejnych bil Anglik zapewnił sobie zwycięstwo 17:16 i tym samym awansował do siódmego w karierze finału mistrzostw.

#### Finał
Finałowym przeciwnikiem O’Sullivana był debiutujący na tym etapie rozgrywek Kyren Wilson. O’Sullivan wygrał pierwszą sesję tego meczu 6:2. Sesją tą ustawił przebieg całego meczu, ponieważ do końca spotkania nie oddał już prowadzenia. Druga zakończyła się wynikiem 5:4 na korzyść Wilsona, w efekcie po pierwszym dniu zmagań było 10:7. Wilson wygrał także pierwszą partię trzeciej sesji, jednak pozostałe frejmy tej sesji wygrał O’Sullivan, wychodząc na prowadzenie 17:8 i zbliżając się na jedną partię do tytułu. W czwartej sesji rozegrano tylko jednego frame’a, który wygrał Ronnie breakiem 96-punktowym, pieczętując tym samym zdobycie szóstego w karierze tytułu mistrza świata. Wynik 18:8 to najwyższe zwycięstwo w finale Mistrzostw Świata od 1993 roku (wtedy Hendry pokonał Jimmy’ego White 18:5), wynikiem 18:8 kończyły się także finały w latach 2004 i 2008 roku, wówczas zwyciężał w nich także O’Sullivan, pokonując kolejno Graeme Dotta i Allistera Cartera.

### 2021

#### 1. runda
Na inaugurację turnieju O’Sullivan pokonał debiutującego w mistrzostwach Marka Joyce'a 10:4, wbijając trzy breaki stupunktowe w trzech ostatnich frejmach meczu.

#### 2. runda
W drugiej rundzie Anglik natrafił na Anthony’ego McGilla. O’Sullivan mecz rozpoczął od prowadzenia 4:1, jednak po pierwszej sesji było ostatecznie 4:4. Drugą sesję Szkot wygrał 6:2, obejmując prowadzenie w meczu 10:6. Na początku trzeciej sesji O’Sullivan odrobił straty i wyszedł na prowadzenie 11:10, jednak McGill zdołał doprowadzić do decydującej partii, którą ostatecznie wygrał, eliminując obrońcę tytułu z mistrzostw.

### 2022– siódmy tytuł w karierze

#### 1. runda
W pierwszej rundzie O’Sullivan pokonał Davida Gilberta 10:5, pomimo początkowego prowadzenia przeciwnika 3:0.

##### 2. runda
W drugiej rundzie Anglik zmierzył się z Markiem Allenem. Pierwsze dwie sesje O’Sullivan wygrywał po 6:2, co dało mu prowadzenie 12:4. W trzeciej sesji zwyciężył w jedynej rozegranej wówczas partii i zamknął mecz wynikiem 13:4.

#### Ćwierćfinał
Stephen Maguire był przeciwnikiem Rakiety w 1/4 finału. Mecz rozpoczął się od prowadzenia Szkota 2:0, jednak pozostałe frejmy sesji wygrywał O’Sullivan, obejmując prowadzenie 6:2. W drugiej sesji podwyższył przewagę na 11:5, zaś w trzeciej domknął spotkanie, wygrywając dwa potrzebne do awansu frame'y.

#### Półfinał
W półfinale O’Sullivan grał z Johnem Higginsem. Higgins na początku meczu objął prowadzenie 3:0, O’Sullivan zdołał odrobić straty i po pierwszej sesji był remis 4:4. Drugą sesję Anglik wygrał 6:2, zaś trzecią – 5:3, dzięki czemu objął prowadzenie 15:9. Czwarta sesja zakończyła się po czterech frejmach – O’Sullivan zwyciężył tym samym w meczu 17:11 i po raz ósmy wszedł do finału mistrzostw.

#### Finał
O tytuł O’Sullivan rywalizował z Juddem Trumpem. Pierwszy dzień finału przebiegał pod dyktando O’Sullivana, który wygrał pierwszą sesję 5:3, zaś drugą – 7:2, dzięki czemu na jego zakończenie prowadził 12:5. W popołudniowej sesji drugiego dnia Trump odrobił część strat, doprowadzając do wyniku 14:11. W ostatniej sesji O’Sullivan zdołał zamknąć mecz po sześciu rozegranych partiach i triumfował 18:13, zapewniając sobie siódmy w karierze tytuł.
W czasie trwania turnieju O’Sullivan pobił lub wyrównał następujące rekordy:
- najwięcej występów w fazie telewizyjnej MŚ (30, wyrównanie rekordu Steve’a Davisa)[212]
- najwięcej awansów do ćwierćfinału (20)[213] i półfinału mistrzostw (13)[214]
- najwięcej wygranych meczów w Crucible Theatre (74)[215]
- najwięcej zdobytych tytułów mistrza świata (7, wyrównanie osiągnięcia Stephena Hendry’ego)[216]
- najstarszy mistrz świata w snookerze (46 lat i 148 dni)[216]

### 2023

#### 1. runda
Obronę tytułu O’Sullivan rozpoczął od pokonania debiutującego na mistrzostwach Chińczyka Pang Junxu wynikiem 10:7.

#### 2. runda
W drugiej rundzie przeciwnikiem Rakiety był Irańczyk Hossein Vafaei. Przed meczem Vafaei atakował w wywiadach Anglika, mówiąc, że „nie ma już dla niego szacunku” oraz „jest miły tylko wtedy, gdy śpi”.
Sam mecz zaplanowany na 3 sesje zakończył się już po dwóch sesjach – po pierwszej O’Sullivan prowadził 6:2, zaś w drugiej wygrał wszystkie partie i cały mecz wynikiem 13.2.

#### Ćwierćfinał
O awans do najlepszej czwórki O’Sullivan walczył z Lucą Brecelem. Anglik wygrał pierwszą sesję wynikiem 6:2, w drugiej zaś utrzymał czterofrejmowe prowadzenie (wynik 10:6). Trzecia sesja została jednak całkowicie zdominowana przez Belga. Późniejszy mistrz świata wygrał siedem frejmów z rzędu i cały mecz 13:10, podczas gdy O’Sullivan nie wbił w całej sesji żadnego breaka powyżej 30 punktów.

## Porównanie z innymi zawodnikami

### Liczba tytułów mistrza świata (modern era)
Pogrubioną czcionką zostali zapisani zawodnicy, którzy nie zakończyli zawodowej kariery
| Miejsce | Imię i nazwisko   | Mistrzostwo | Wicemistrzostwo | Liczba breaków maksymalnych* |
| ------- | ----------------- | ----------- | --------------- | ---------------------------- |
| 1       | Ronnie O’Sullivan | 7           | 1               | 3 (1997, 2003, 2008)         |
| 1       | Stephen Hendry    | 7           | 2               | 3 (1995, 2009, 2012)         |
| 3       | Steve Davis       | 6           | 2               | 0                            |
| 4       | Ray Reardon       | 6           | 1               | 0                            |
| 5       | John Higgins      | 4           | 4               | 1 (2020)                     |
| 6       | John Spencer      | 3           | 1               | 0                            |

* – zdobytych podczas mistrzostw świata

## Kontrowersje
W trakcie swojej kariery O’Sullivan był uwikłany w liczne kontrowersje. Podczas mistrzostw świata w 1996 zaatakował fizycznie Mike’a Ganleya, ówczesnego przedstawiciela mediów, za co został ukarany dwuletnim zakazem gry w zawieszeniu. W tym samym turnieju w meczu z Alainem Robidoux wykonał kilka zagrań lewą ręką, przez co Kanadyjczyk oskarżył go o brak respektu i nie podał mu ręki po meczu. O’Sullivan odpowiedział wówczas: „Gram lepiej lewą ręką, niż on prawą”.
Na konferencji prasowej po turnieju China Open 2008 słuchając pytań chińskich dziennikarzy czynił niewybredne uwagi oraz lekceważące gesty. Transmisja z konferencji została umieszczona w internecie, między innymi w portalu youtube.com. Po powrocie do Anglii O’Sullivan na swojej oficjalnej stronie zamieścił notkę zawierającą przeprosiny (w języku angielskim i chińskim). Zobowiązał się w niej również osobiście przeprosić (na żywo w chińskiej telewizji) gospodarzy konferencji oraz osoby tam obecne. Notkę zakończył słowami: I had a great time playing in the tournament and always enjoy my time in China, and I am greatly looking forward to the next time I return. (Spędziłem wspaniale czas w grając w turnieju i zawsze dobrze się bawię będąc w Chinach, wyczekuję również następnej okazji, by tam wrócić). Za to zachowanie zawodnikowi odjęto 700 punktów, które zdobył w tym turnieju oraz nakazano zapłaty grzywny w wysokości 2750 funtów. O’Sullivan zgodził się z orzeczoną karą.
W latach 10. XXI w. O’Sullivan stał się głównym krytykiem rządów Barry’ego Hearna w World Snooker Tour. Anglikowi nie podobało się między innymi zredukowanie nagród za maksymalne breaki, zmodernizowana struktura turniejów zmuszająca czołowych zawodników do gry z nisko notowanymi snookerzystami (wobec których używał obraźliwego określenia numpty) czy nieodpowiednie miejsca do gry. Ostatnie oskarżenie w głównej mierze dotyczyło K2 Leisure Centre w Crawley, które nazwał „śmierdzącym piekłem”. W 2020 roku podczas mistrzostw świata skrytykował młodych snookerzystów twierdząc, że „musiałby stracić rękę i nogę, aby wypaść z czołowej pięćdziesiątki rankingu”.
Podczas turniejów kilkukrotnie poddawał frejmy w sytuacji, gdy nie potrzebował punktów z fauli przeciwników. Miało to miejsce między innymi w meczach z Markiem Selbym podczas China Open 2002, Markiem Kingiem w turnieju UK Championship 2005, Graemem Dottem podczas Malta Cup 2005 czy Joe Perrym w trakcie UK Championship 2008. W kilku przypadkach odmawiał też wbijania breaków maksymalnych ze względu na niedostateczne nagrody za nie. Miało to miejsce np. w meczach z Markiem Kingiem w World Open 2010 (w tym przypadku jednak dobił ostatnią czarną bilę po zachęcie Jana Verhaasa), Barrym Pinchesem w Welsh Open 2016 czy Rossem Bulmanem podczas UK Championship 2019.

## Życie prywatne
Jako dziecko był juniorem w klubie piłkarskim Tottenham Hotspur.
W 1995 roku został ukarany grzywną w wysokości 1200 funtów za jazdę z prędkością 133 mph (ok. 212 km/h) samochodem marki BMW.
Zawodnik borykał się z depresją, miał również szereg problemów z używkami.
Ma trójkę dzieci, jedno (Taylor Ann Magnus) – ze związku z Sally Magnus. Z Jo Langley, którą poznał podczas spotkań Anonimowych Narkomanów, ma córkę Lilly (urodzoną 19 lutego 2006) oraz syna Ronniego (urodzonego 12 czerwca 2007 roku).
W 2004 roku chciał dokonać konwersji na islam, jednak wycofał się z tego pomysłu.
Zawodnik uprawia biegi długodystansowe, tygodniowo przebiega kilkadziesiąt kilometrów. Twierdzi, że sport ten pozwolił mu się oderwać od problemów z nałogami.
W młodości nie przykładał się do nauki. Na pytanie, co było jego ulubionym przedmiotem w szkole, odpowiedział, iż nigdy nie koncentrował się na nauce i od zawsze wiedział, że jego sposobem na życie będzie snooker. Na pytanie, czy podobnie jak inny snookerzysta Dennis Taylor chciałby wystąpić w programie typu reality show, odpowiedział, że zależałoby to od fabuły programu, ale jednocześnie zastrzegł, że nie widzi siebie zamkniętego w domu Wielkiego Brata – mimo że lubi takie programy oglądać.
Mierzy 5′11″, co można przeliczyć na około 180 cm. Oprócz snookera grywa również w golfa (wystąpił w turnieju Dunlop Masters) oraz pool bilarda.
Na początku 2016 roku O’Sullivan oskarżył biznesmena Matthew Balme’a o wyłudzenie 125 tysięcy funtów. Zawodnik stwierdził, iż przez te straty finansowe nie mógł się skupić na snookerze, przez co ucierpiała jego gra. Balme stwierdził, iż oskarżenia są pomówieniami, w związku z tym skierował sprawę na drogę prawną, dodając iż z powodu rzekomego oszustwa zaczął dostawać pogróżki i życzenia śmierci. Sam O’Sullivan na swoim profilu na Twitterze wielokrotnie zamieścił zdjęcie Balme’a, pisząc iż tak wygląda oszust, z którym policja nie może nic zrobić, prosząc również swoich fanów by rozpowszechniali wizerunek Balme’a, który zdaniem O’Sullivana mógłby oszukać kolejne osoby.

## Obecność w Internecie
Zawodnik korzysta z serwisu Twitter, gdzie pod nickiem ronnieo147 publikuje swoje krótkie przemyślenia na temat snookera oraz informacje o życiu prywatnym. Posiada również oficjalny profil w chińskim serwisie społecznościowym Weibo (konto: ronnie147grove). W 2014 roku dołączył do grona użytkowników Facebooka, a od 2017 roku posiada też konto na Instagramie (nick: ronnie).

## Informacje dodatkowe

### Mecze, kariera snookerzysty
- Ronnie O’Sulivan zakończył UK Championship 2006 w ćwierćfinale, poddając mecz ze Stephenem Hendrym przy stanie 4:1, po niewbiciu „prostej czerwonej”. Po negatywnych komentarzach fanów Ronnie przeprosił za swoje zachowanie[237].
- 19 stycznia 2006 roku w meczu z Peterem Ebdonem Ronnie O’Sullivan poprosił o przerwę podczas trwania frame’a, z której długo nie wracał, wywołując okrzyki i pogwizdywanie publiczności.
- W półfinale Northern Ireland Trophy 2006 O’Sullivan pokonał Dominica Dale’a 6-0 w czasie niecałych 53 minut (dokładnie były to 52 minuty i 47 sekund). Tym samym był to najkrótszy mecz do sześciu wygranych frame’ów w historii snookera. W całym meczu Dale wbił tylko 29 punktów.
- Na pytanie, z kim chciałby zagrać swój ostatni mecz w życiu, odpowiedział, że ze Stephenem Hendrym.
- Ronnie O’Sullivan twierdzi, że swój pierwszy 50-punktowy break zrobił w wieku 8 lat, a pierwszą setkę w wieku 10 lat.
- Ulubionym sędzią zawodnika jest Jan Verhaas.
- Mecze O’Sullivana przeciwko Johnowi Higginsowi są najczęściej rozgrywanymi pojedynkami w historii zawodowego snookera. Obaj zawodnicy zmierzyli się ze sobą 77 razy. Wcześniejszy rekord należał do meczów Steve’a Davisa i Jimmy’ego White’a, którzy grali przeciwko sobie 67-krotnie.

### Inne informacje
- O’Sullivan był gościem programu Top Gear. Postawiono przed nim wyzwanie, żeby sczyścił stół z 14 bilami w tym 4 czerwonymi umieszczonymi obok siebie (dając możliwość rozbicia), zanim Stig zrobi okrążenie po torze jego autem. Ronnie wygrał wyzwanie.
- Ronnie O’Sullivan jest odnotowany w bazie imdb.com Ronnie O’Sullivan w bazie IMDb (ang.)
- O’Sullivan jest idolem Roberta Kubicy[238] oraz Heather Watson[239].